# Característiques del llenguatge Haskell
Característiques del llenguatge de programació Haskell

## Fonamentat en elcàlcul lambda
El càlcul lambda es basa (entre d'altres regles) en la reducció d'expressions, per l'aplicació sistemàtica d'una funció al primer paràmetre, obtenint una funció dels paràmetres que li manquen.
Això facilita l'ús d'aplicacions parcials (de menys paràmetres del que correspon a la seva aritat), en funcions d'ordre superior.
```
-- (->) indica retorn

f
 
::
 
a
 
->
 
r
 
-- indica el tipus d'una funció f amb paràm. de tipus 'a' que retorna un tipus 'r'

 
-- els tipus en minúscula són variables, 

 
-- quan es repeteix una variable de tipus en una signatura, 

 
-- indica que el tipus ha de coincidir amb el de la primera posició

-- (->) és associatiu per la dreta:

-- l'aplicació parcial del primer paràmetre, retorna una funció dels paràmetres restants

(
a
 
->
 
b
 
->
 
c
)
 
≡
 
(
a
 
->
 
(
b
 
->
 
c
))

```

### separació de codi funcional pur i codi amb efectes col·laterals
L'assignació de tipus específics al codi impur (amb efectes sobre l'entorn: ent./sort., canvis d'estat, ...) facilita la distinció del codi pur (el que només depèn dels paràmetres) per a millores de rendiment mitjançant el paral·lelisme (procés en paral·lel).
codi pur (el resultat només depèn dels paràmetres)
- L'ordre de les operacions és irrellevant.
- l'ordre d'execució dels operadors en una expressió queda a discreció de l'optimitzador del compilador, per tant serà indeterminat.

```
-- codi pur

f
 
x
 
y
 
=
 
(
x
 
*
 
2
)
 
+
 
(
y
 
*
 
4
)

```

codi impur (modifica o depèn de l'estat de l'entorn)
- Una acció (com ara: getLine) produeix un resultat. Un bloc d'accions pot expressar-se de diverses maneres.
- L'ordre és rellevant (el resultat de la seq. d'efectes coŀlaterals depèn de l'ordre d'execució)
- El tipus de l'acció/efecte és el de l'entorn que l'acció modifica parametritzat pel tipus del resultat

```
-- codi impur

acció
 
::
 
IO
 
Int
 
-- tipus de l'entorn, aplicat al tipus del resultat

acció
 
=
 
do

 
putStrLn
 
"entreu nombre enter"

 
hFlush
 
stdout

 
str
 
<-
 
getLine
 
-- (resultat <- acció)

 
let
 
{
 
x
 
=
 
read
 
str
 
::
 
Int
 
-- el bloc 'let' facilita definicions basades en resultats precedents

 
;
 
y
 
=
 
x
 
*
 
2
 
}

 
return
 
y
 
-- ''return'' (o bé ''pure'') és el generador d'una acció simple 

-- que ofereix el paràmetre com a resultat en l'entorn del context

```

Les accions es poden compondre
- per encadenament del resultat (serialització temporal)

```
-- composició monàdica (>>=)

bloc
 
::
 
IO
 
()

bloc
 
=
 
getLine
 
>>=
 
\
x
 
->
 
putStrLn
 
x
 
-- imprimeix el resultat de l'entrada

```

- per combinació dels resultats (les accions poden ser simultànies)

```
-- composició aplicativa (<*>)

bloc
 
::
 
IO
 
(
String
,
 
String
)
 
-- retorna un parell de pàgines

bloc
 
=
 
runConcurrently
 
$
 
-- fem ús de la biblio async

 
(,)
 
<$>
 
Concurrently
 
(
getURL
 
"url1"
)
 
-- aplica el combinador (,) al resultat de la primera acció

 
<*>
 
Concurrently
 
(
getURL
 
"url2"
)
 
-- quina aplicació parcial s'aplica al resultat de l'acció següent

```

### separació d'especificació i execució
El codi d'un mòdul no s'executa en l'ordre d'especificació, sinó mitjançant l'avaluació no-estricta, partint de l'expressió arrel main del mòdul Main que processa els arguments de la crida des de la consola de comandes.

#### avaluació no-estricta, normalment tardana - Thunks
En avaluació tardana les expressions, definides en variables i paràmetres, no es calculen quan es formulen sinó en el moment que se'n demana el valor en una altra expressió. Correspon a l'expressió anglesa lazy evaluation.
Haskell és d'avaluació no-estricta, que vol dir que l'avaluació va de l'arrel a les branques en l'arbre d'operacions de l'expressió. L'avaluació comença per l'expressió definida a la clàusula main. En en cas de (b * c + a) primer s'avalua el (+) i després el (*), al revés dels llenguatges estrictes. Les altres definicions s'avaluen sota comanda (avaluació tardana). D'aquesta manera només s'avaluen les subexpressions que facin falta, estalviant càlculs.
A la pràctica Haskell no és un llenguatge purament tardà. L'encaix de patrons és, normalment, estricte —almenys s'avalua si tindrà èxit—, i un analitzador d' estrictesa determina quan un terme serà sempre requerit en les expressions, i converteix la seva avaluació en primerenca (ang.: eager evaluation). El programador també pot forçar l'estrictesa com s'explica més avall.
Thunk és el nom de la càpsula de codi corresponent a cada expressió pendent d'avaluar.

### separació d'estructura i operacions (comparat amb la POO)
Haskell. a diferència dels lleng. amb orientació a objectes separa estructures de dades i comportament.
Els tipus de dades no impliquen operacions. Si són simples (ex.: Int, Double), defineixen el conjunt de valors, i si són compostos (tipus producte o tipus suma (unió discriminada de tipus)) defineixen l'estructura (clàusula data).
Les operacions sobre el tipus poden agrupar-se en "classes de tipus", equivalents en la orientació a objectes a les interfícies, i són com mòduls abstractes parametritzats pel tipus. Per fer-ne ús cal generar una instància de la classe genèrica per al tipus concret, aportant la implementació.
```
-- signatura

class
 
CForma
 
t
 
where
 
-- parametritzada per a un tipus t

 
perímetre
 
::
 
t
 
->
 
Double
 
-- les variables de tipus als mètodes coincidents a la declaració de classe

 
àrea
 
::
 
t
 
->
 
Double
 
-- es refereixen a aquells tipus que implementin la classe.

type
 
TCostat
 
=
 
Double
 
-- ''type'' dona un àlies a una expressió de tipus

-- tipus de l'estructura, amb ''constructor'' seguit de components

data
 
TRectangle
 
=
 
Rectangle
 
TCostat
 
TCostat
 
-- habitualment es fa servir el mateix nom per al tipus i el constructor (són espais de noms diferents)

-- implementació de la signatura

-- generem una instància del genèric abstracte CForma per al tipus TRectangle 

-- que haurà d'estar visible en l'àmbit de les expressions que en facin ús

instance
 
CForma
 
TRectangle
 
where
 

 
perímetre
 
(
Rectangle
 
x
 
y
)
 
=
 
2
 
*
 
(
x
 
+
 
y
)

 
àrea
 
(
Rectangle
 
x
 
y
)
 
=
 
x
 
*
 
y

```

```
{-# LANGUAGE NamedFieldPuns #-}
 
-- sintaxi de literals de registres simplificada

data
 
TPersona
 
=
 
Persona
 
{
nom
::
String
,
 
edat
::
Int
}

 
deriving
 
(
Eq
,
 
Show
)
 
-- demana al compilador que derivi instàncies de classes bàsiques

 
-- partint de les representacions internes del tipus

-- enumeració: unió de 'constructors' d'aritat 0 (sense paràmetres)

data
 
TLlenguatge
 
=
 
Lleng_FORTRAN
 
|
 
Lleng_JAVA
 
|
 
Lleng_HASKELL
 

 
deriving
 
(
Eq
,
 
Show
,
 
Ord
,
 
Enum
)

data
 
TProgramador
 
=
 
Programador
 
{
 
persona
::
TPersona
,
 
llenguatges
::
[
TLlenguatge
]
 
}
 

 
deriving
 
(
Eq
,
 
Show
)

class
 
CPersona
 
t
 
where
 
-- un tipus t que implementi CPersona haurà de proveir les funcions ..

 
fer_anys
 
::
 
t
 
->
 
t

-- defineix la classe CProgramador per aquells tipus t

-- tals que (CPersona t) -- que implementin CPersona

-- requereix la visibilitat, en el context d'ús, d'una instància de CPersona per al tipus involucrat.

class
 
(
CPersona
 
t
)
 
=>
 
CProgramador
 
t
 
where

 
aprendre_llenguatge
 
::
 
TLlenguatge
 
->
 
t
 
->
 
t

-- generem una instància de CPersona per al tipus TPersona implementant la signatura de la classe

-- L'operador (@) (variable @ patró), anomenat ''com el patró'', unifica la variable amb el valor encaixat al patró

-- El lligam dels literals de camps dels registres "{camp = expressió, ...}" al constructor o variable precedent

-- té major precedència que l'aplicació o que cap dels operadors, per això no cal agrupar-los entre parèntesis.

instance
 
CPersona
 
TPersona
 
where

 
fer_anys
 
p
 
@
 
Persona
 
{
edat
}
 
=
 
-- {edat} equival a {edat = edat} per l'extensió NamedFieldPuns

 
p
 
{
edat
 
=
 
edat
 
+
1
}
 
-- el primer és el nom del camp, el segon és la variable del patró.

instance
 
CPersona
 
TProgramador
 
where

 
fer_anys
 
prog
 
@
 
Programador
 
{
persona
}
 
=

 
prog
 
{
persona
 
=
 
fer_anys
 
persona
}

instance
 
CProgramador
 
TProgramador
 
where

 
aprendre_llenguatge
 
llenguatge_nou
 
prog
 
@
 
Programador
 
{
llenguatges
}
 
=

 
if
 
not
 
(
llenguatge_nou
 
`
elem
`
 
llenguatges
)

 
then
 
prog
 
{
llenguatges
 
=
 
llenguatge_nou
 
:
 
llenguatges
}

 
else
 
prog

-- valors

joan_persona
 
=
 
Persona
 
{
 
nom
=
"Joan"
,
 
edat
=
50
}

joan_programador
 
=
 
Programador
 
{
 
persona
 
=
 
joan_persona
,
 

 
llenguatges
 
=
 
[
Lleng_FORTRAN
,
 
Lleng_JAVA
]
 
}

-- l'operador (.) de composició de funcions permet especificar la composició que s'aplicarà de dreta cap a l'esquerra

fer_més_savi
 
=
 
fer_anys
.
 
(
aprendre_llenguatge
 
Lleng_HASKELL
)
 
-- el punt (composició) ha d'ésser envoltat d'espais

-- l'operador (>>>) de Control.Category permet especificar la composició de funcions d'esquerra a dreta

fer_més_savi
 
=
 
(
aprendre_llenguatge
 
Lleng_HASKELL
)
 
>>>
 
fer_anys

joan_més_savi
 
=
 
fer_més_savi
 
joan_programador

main
 
=
 
print
 
joan_més_savi

```

Per ser un llenguatge d'avaluació no-estricta, l'execució comença per l'avaluació de la clàusula d'engegada main, calculant les expressions que calguin quan se'n demana el valor (avaluació tardana) i no quan es defineix l'expressió (optimitzacions a banda).

### associació única de valors a identificadors
No es poden fer dues associacions al mateix identificador en el mateix àmbit (a nivell de mòdul, let o where)

### Composició de tipus
Els tipus (conjunts de valors) es poden compondre, partint dels tipus primitius i enumeracions, en tipus producte (etiquetats: els registres; anònims: les tuples) i tipus suma (cas de variants no-parametritzades: les enumeracions; variants parametritzades: unió discriminada), distingint-los amb un constructor que ens permetrà discriminar-los en l'encaix de patrons. Vegeu #tipus algebraics.
Les famílies de tipus permeten generalitzar els tipus basant-se en un o més índexs i concretar-ne instàncies de diferent estructura.

### Composició de comportament
Les classes designen la signatura (operacions) referides a variables de tipus i no a tipus concrets (com a les signatures del ML Estàndard o cas dels interface del Java referits al tipus que els implementi). Les classes poden requerir operacions d'altres classes que cal esmentar com a requeriment de context (requeriment de visibilitat d'una instància de la classe per al tipus en el context d'ús) (en el Java s'esmentarien a les clàusules extends o bé implements). Vegeu #Encapsulament estil O.O..
Els tipus poden aportar implementacions específiques de la signatura d'una classe o incorporar les implementacions per defecte definides a la classe.
No hi ha l'herència pare/fill com entre les classes de la O.O. estalviant el temps esmerçat en el despatx per taula de mètodes virtuals (vtable) i els conflictes de l'herència.
Les implementacions poden establir requeriments de context per a les variables de tipus, addicionals als establerts a la signatura.
Vegeu exemple

### Col·leccions heterogènies
Les llistes són de tipus homogenis. Per encabir elements de tipus divers per un tractament comú, cal caracteritzar-los amb un tipus existencial que admeti components d' aquells tipus que implementin la interfície que inclogui l'operació que s'hi vol aplicar.

### Variables
Haskell disposa de variables globals IORef's similars a les ref del ML Estàndard, i variables STRef's d'àmbit local per encapsular actualitzacions destructives.
Per al cas de sincronització blocant, Haskell fa servir com a variables de modificació sincronitzada el mecanisme de comunicació per bústies on una MVar és una bústia d'un sol element. Les operacions sobre la bústia són posar i treure. Al retirar un element de la bústia, la gestió de memòria de l'element queda en l'àmbit del procés que l'obté. Per consultar-ne el contingut l'has de treure, deixant la bústia buida. Per al cas de comunicació amb encuament, Chan i BoundedChan són bústies amb encuament i blocatge.
Per la concurrència amb memòria transaccional per programari (STM), hi ha les variables transaccionals TVar, TMVar (MVar's protegides per transaccions) i bústies TChan.

### Efectes col·laterals
Una acció amb efecte (un canvi) pot produir, a més, un resultat computable (per ex. l'entrada de consola: getline). El tipus de l'efecte vindrà parametritzat pel tipus del resultat.
El més emprat és l'efecte global IO (engloba entrada/sortida, variables globals IORef's i tractament d'excepcions) i el tipus d'una acció d'efecte global serà (IO tipusDelResultat).
Vegeu #Efectes

### Composició d'efectes
Per a les mònades vegeu Transformadors de mònades.
L'equivalent per a les fletxes són els Arrow Functors. Vegeu doc. "Generalizing Monads to Arrows".

## Lèxic

### Identificadors
Un identificador consisteix en una lletra seguida de zero o més {lletra, dígit, guió baix, o bé apòstrof}. L'especificació no fa esment de límits en la llargada dels identificadors.
Haskell98 admet caràcters no anglosaxons als identificadors segons la codificació Unicode. S'admeten caràcters accentuats, la ç, l'apòstrof, el caràcter l· (ela geminada), si el podeu compondre (AltGr+L al Linux), però no el punt volat (ang:mid dot) (·) considerat com a separador.

L'apòstrof també pot formar part del nom, per a un ús amb estil matemàtic 
```
v, v', v''
```

, però també com a part interna d'un identificador.
A l'intèrpret GHCi sobre Linux/Ubuntu amb LANG=ca_ES.UTF-8:
```
 
ghci
 
# a l'intèrpret les definicions van precedides de ''let''

 
# igual que al codi dins els blocs ''do''

 
# distingint-les de les expressions a avaluar

 
# Si la versió < 7.4, no admet declaracions de tipus (cal carregar-les d'un fitxer).

 
# Ajuda teclejant '':help''

 
Prelude>
 
let
 
alçada
 
=
 
1
.5

 
Prelude>
 
alçada

 
1
.5

 
Prelude>
 
let
 
opinió
 
=
 
2

 
Prelude>
 
let
 
funcPrima
' x = x +1

 Prelude> let l'
internauta
=
123

 
Prelude>
 
let
 
{
funcSegona
''
 
::
 
Int
 
->
 
Int
;
 
funcSegona
''
 
x
 
=
 
x
 
*
 
2
}

 
Prelude>
 
let
 
col·legi
 
=
 
"abc"
 
--
 
amb
 
ela
 
geminada
 
Unicode
 
(
AltGr+l
 
al
 
Linux
)

```

La pragma {-# LANGUAGE UnicodeSyntax #-} permet la substitució de determinades seqüències per caràcters Unicode equivalents.
ent/sort. amb caràcters no anglosaxonsA partir de la versió 6.12.1, el compilador GHC incorporarà la codificació de caràcters del sistema subjacent per al tractament d'ent./sort. de les tires de caràcters.
Si no disposem d'aquesta versió podem tractar fitxers UTF-8 amb el paquet utf8-string.

### Grafia

#### començant per lletra
- cas de primera lletra minúscula, indica variable (de valor o de tipus segons el context)
- cas de primera lletra majúscula, indica constructor (de valor o de tipus segons el context)

#### començant per símbol
cas de guió baix
- patró comodí '_': patró irrefutable quin valor encaixat no interessa per al càlcul
- patró comodí amb identificador _abc123 : quan una variable no es fa servir però s'hi manté per documentar, el guió baix precedint la variable no utilitzada evita que el compilador mostri un missatge d'atenció (Warning) per inútil.[8]

començant per  ':'  (caràcter dos-punts)constructors no alfanumèrics binaris definits per a ser emprats en posició infix segons la definició de sintaxi del Haskell, per exemple:
- (:) constructor cons de llistes (ex.: cap : cua)
- (:+) constructor de nombres complexos (ex.: part_real :+ part_imag)
- (:.) constructor de dimensions i d'índexs per a vectors pluridimensionals (ex.matriu 3x3: (Z:. 3 :. 3)) al paquet Repa

començant per '?'variables que es passen com a paràmetres implícits (associables a l'àmbit de la funció que ha fet la crida, semblant al pas de paràmetres per referència del lleng. C) amb l'extensió ImplicitParams
començant per altres símbolsoperadors

## Sintaxi
Vegeu. produccions sintàctiques del Haskell2010.

### comentaris
```
 
{-

 comentari multilínia

 {- comentari niuat

 -}

 -}

 
-- comentari fins a fi de línia

```

#### comentaris d'autodocumentació
Comentaris per ésser extractats a un resum mitjançant el programa haddock amb comentaris de blocs entre delimitadors {-| -} i comentaris de línia precedits per -- <comanda>
Els comentaris admeten llenguatge de marcatge (els delimitadors en determinen el tractament):
```
'identificador_enllaçat' 
/èmfasi/ 
__ressaltat__ 
@monoespaiat@ 
<http://domini.com/camí-al-document etiqueta de la URL>
<<fitxer_imatge.png etiqueta de la imatge>>

```

```
{-|

Module : W

Description : Short description

Copyright : (c) Some Guy, 2013

 Someone Else, 2014

License : GPL-3

Maintainer : sample@email.com

Stability : experimental

Portability : POSIX

Descripció llarga del mòdul que pot contenir llenguatge de marcatge.

-}

module
 
W
 
where

-- == capçalera html h2

-- === capçalera html h3

{-| documentació en bloc que precedeix una declaració

-}

-- | documentació en línies que precedeix una declaració

-- continuació de la documentació

arrel2
 
=
 
sqrt
 
-- ^ documentació a posteriori

-- ^ documentació a posteriori, referida a la definició precedent

```

- invocació per generar documentació (per la sortida en html: opció -h):

```
haddock
 
-h
 
fitxers.hs
 
-o
 
docdir

```

En el cas molt probable que hi hagi símbols enllaçats definits en altres paquets
sortiran missatges de manca d'enllaç amb la documentació dels altres paquets
```
"Warning: Haddock could not find link destinations for ..(paquets)"
```

Per evitar-los cal generar enllaços a la doc. dels altres paquets, esmentant per cada paquet l'opció
--read-interface (-i) amb el camí de la doc i el fitxer d'interfície "haddock" (extensió: .haddock)
(que es pot generar amb l'opció --dump-interface) per exemple:
```
-i /usr/share/doc/ghc6-doc/html/libraries/base-4.2.0.0,/usr/lib/ghc-6.12.1/haddock/base-4.2.0.0/base.haddock
```

### Espais de noms
Hi ha sis menes de noms que constitueixen espais independents (es pot fer servir el mateix identificador per al que convingui en cada espai)
- variables
- constructors de dades (els de la dreta de l'assignació en una instrucció data)
- variables de tipus
- noms (constructors) de tipus
- noms de classes de tipus
- noms de mòdul

Un mateix identificador no pot ser emprat com a constructor de tipus i com a classe en el mateix àmbit.
Exemples de possible confusió:
- L'identificador ArithException és un constructor (dins el tipus Exception de H98) i també un nom de tipus ArithException

Vegeu-ho aquí
És habitual fer coincidir el nom del tipus i el del constructor, en una clàusula data d'un únic constructor, o bé en una clàusula newtype.

### definició de blocs
De dues maneres possibles:
1. La compacta, blocs definits per claus {} i separant les instruccions per punt-i-coma
class Eq t where { (==) :: t -> t -> Bool ; (/=) :: t -> t -> Bool }

-- a l'intèrpret ghci
Prelude> let { incr :: Int -> Int ; incr x = x + 1}
2. L'elegant, blocs definits per la profunditat del sagnat (marge esquerre).[16] Els punt-i-coma al final de línia es poden estalviar. Substituint les claus '{', '}' de l'exemple anterior per salts de línia amb augment o disminució del sagnat:
class Eq t where
 (==) :: t -> t -> Bool
 (/=) :: t -> t -> Bool

-- a l'intèrpret ghci, amb el mode multilínia :{ :}
Prelude> :{
Prelude| let incr :: Int -> Int
Prelude| incr x = x + 1 -- cal alinear els blocs 'let' al primer identificador
Prelude| :}
Prelude>

Per fer macros de CPP convé fer servir la sintaxi de claus, doncs les macros no generen salts de línia.

### Funcions binàries en posicióinfixen expressions
Qualsevol funció de dos o més operands es pot emprar en posició infix (entremig) si posem el seu nom entre cometes revesses entre el primer i el segon, fetes amb la tecla de l'accent greu seguida de la tecla espai. En anglès s'hi refereixen per backquotes
```
 
afegint
 
x
 
y
 
=
 
x
 
+
 
y

 
valor
 
=
 
4
 
`
afegint
`
 
3
 
-- l'ús com a operador infix li atorga característiques dels operadors.

 
-- per defecte: associativitat per l'esquerre i precedència màxima

```

Els noms en infix admeten declaracions d'associativitat i precedència, per defecte màxima precedència i associativitat per l'esquerre. Els noms d'operacions habituals usats en infix que no tenen altre operador (`div`, `mod`, ...) tenen assignades l'associativitat i precedència del grup d'operacions al qual pertanyen.

### operadors d'aplicació ($) i (&)
L'operador d'aplicació ($) és molt freqüent i estalvia parèntesis en aplicar una funció a una expressió de més d'un terme.
- excepte quan el paràmetre és una funció polimòrfica sense declaració de tipus, perquè ($) és una funció amb polimorfisme de rang 1 i no admet funcions polimòrfiques com a paràmetres, com s'explica a la ref.[18]

- ($) té la menor de les precedències dels operadors i associativitat per la dreta.[17]

```
f
 
$
 
x
 
≡
 
f
 
x
 
-- ($) infixr 0

f
 
$
 
g
 
z
 
$
 
x
 
+
 
y
 
≡
 
f
 
(
g
 
z
 
(
x
 
+
 
y
))
 
-- excepte si g no té declaració de tipus

```

Quan el nombre d'aplicacions amb ($) passa de dues es complica copsar el sentit de l'expressió i és preferible utilitzar l'aplicació cap enrere (&) obtenint un estil de navegació de dades.
```
import
 
Data.Function
 
((
&
))
 
-- aplic. cap enrere, des de GHC 7.10.1

-- x & f ≡ f x -- associativitat i precedència: (infixl 1)

-- imprimir els dobles dels parells de llista amb aplicació cap enrere (&)

v
 
=
 
llista
 
&
 
filter
 
ésParell
 
-- filtra

 
&
 
map
 
doblar
 
-- aplica funció als elements

 
&
 
show
 
-- textualitza a String

 
&
 
putStrLn
 
-- imprimeix a consola

-- (&) té major precedència que ($) que és (infixr 0): x & f $ y ≡ (x & f) $ y

-- a ghci:

Prelude
 
Data
.
Function
>
 
2
 
&
 
(
/
)
 
$
 
4
 
-- ≡ (/) 2 4

0.5

```

- Hi ha un altre ús de $ com a prefix a GHC (prefixant l'identificador com $identif, o bé prefixant el parèntesi com $(expr)) per avaluar un identificador o bé una expressió en temps de compilació.

## Tipus i classes
El tipus indica únicament el domini.
Les classes de tipus designen un grup d'operacions que un tipus pot implementar. La paraula reservada class introdueix un mòdul genèric de signatures d'operacions, indexat pel paràmetre de tipus, amb possible implementació per defecte de les operacions.
Les classes de tipus només poden contenir signatures i implementacions de funcions que facin ús del paràmetre de la classe.
Les classes de tipus s'assemblen als mòduls genèrics de l'Ada amb un paràmetre de tipus, amb l'exclusió de tot allò que no faci ús del paràmetre de tipus del genèric (la classe); també es poden assimilar als Interface de Java assimilant el paràmetre de tipus al tipus de l'objecte Java que els ha d'implementar.
```
class
 
Eq
 
t
 
where

 
(
==
)
 
::
 
t
 
->
 
t
 
->
 
Bool

 
(
/=
)
 
::
 
t
 
->
 
t
 
->
 
Bool

 
-- implementació per defecte

 
x
 
/=
 
y
 
=
 
not
 
(
x
 
==
 
y
)

 
x
 
==
 
y
 
=
 
not
 
(
x
 
/=
 
y
)

 
-- estan definides circularment, caldrà implementar-ne només una, en definir-ne una instància

 
{-# MINIMAL (==) | (/=) #-}
 
-- indicació de quins mètodes cal implementar com a mínim

```

### classes i clàusuladeriving
La clàusula deriving demana al compilador que derivi instàncies (implementacions) de classes bàsiques a partir de les representacions internes dels tipus. Aquestes classes són:
| classe    | requeriment de context (requereix visibilitat d'instàncies de les classes esmentades en l'àmbit d'ús) | descripció | operacions afegides |
| --------- | --- | ---------- | --- |
| Eq α      | | Igualable  | (==) (/=) |
| Ord α     | Eq α                                                                                                  | Ordenable  | (<), (<=), ..., (compare: amb resultat ternari Ordering), (max), (min) |
| Enum α    | | Enumerable | (succ: successor) (pred: predecessor) (fromEnum α: enter ordinal corresponent) (toEnum n :: TipusEnumerat: enumerat corresponent a l'enter ordinal, la restricció de tipus indica el domini, defineix una Successió) |
| Bounded α | | Acotat     | (minBound::TipusAcotat: cota inferior, la restricció de tipus indica el domini) (maxBound::TipusAcotat: cota superior)                                                                                               |
| Ix α      | Ord α                                                                                                 | Indexador  | (index: índex basat en 0), (inRange), (rangeSize), (range: llista compresos) |

Classes {Show, Read} per la representació textual de dades numèriques:
| classe | descripció              | operacions                       |
| ------ | ----------------------- | -------------------------------- |
| Show α | Textualitzable a String | (show), (showList), (showsPrec). |
| Read α | Llegible des de String  | (readList), (readsPrec)          |

- Els caràcters no ASCII (quina repr. depèn de la codificació) en un tipus String es mostren amb un codi numèric:

```
$
 
ghci
Prelude>
 
"alçada"
 
--
 
sortida
 
via
 
'show'

"al\231ada"

Prelude>
 
putStrLn
 
"alçada"
 
--
 
sortida
 
via
 
System.IO
 
(
codificada
 
segons
 
el
 
sistema
 
subjacent
)

alçada

```

- Per la manipulació de texts no anglosaxona, cal fer servir el tipus Text del paquet del mateix nom (encapsula un vector de caràcters codificat segons UTF-16).[29]

- el mòdul Numèric proporciona un ventall més ampli de conversions entre text i nombres.[30]

Classes de tipus numèrics:
| classe     | requeriment de context | descripció                                             | operacions afegides |
| ---------- | ---------------------- | ------------------------------------------------------ | --- |
| Num α      |                        | Numèric, estructura d'Anell unitari                    | op. binaris: (+), (-), (*) literals elements neutres: 0, 1 op. unaris: (negate: invers de la suma), (abs), (signum: retorna {-1,0,1}); llei: {abs x * signum x == x} (fromInteger: per decodificar literals enters o convertir de precisió il·limitada) |
| Bits α     | Num α                  | Adreçable als bits                                     | (.&. :i), (.\|. :o), xor, complement, shift, rotate, ... |
| Real α     | (Num α, Ord α)         | Estructura d'Anell unitari ordenat                     | (toRational: obtenció de l'aproximat Racional, ex.: toRational $ sqrt 2) |
| Integral α | (Real α, Enum α)       | Íntegre; Estructura d'Anell unitari ordenat i euclidià | {(div), (mod), (divMod)} -- divisió partint cap a menys infinit euclidiana {(quot: quocient), (rem: romanent), (quotRem)} -- divisió partint cap a zero NO euclidiana (toInteger: a sencer de precisió il·limitada)                                     |

- Classes per al suport de racionals i reals.

| classe       | requeriment de context   | descripció                                                                | operacions afegides |
| ------------ | ------------------------ | ------------------------------------------------------------------------- | --- |
| Fractional α | Num α                    | Fraccionable (estructura de cos)                                          | (recip: recíproc, invers del producte), (/), (fromRational: per decodificar literals amb part decimal o convertir de racionals de precisió il·limitada) |
| RealFrac α   | (Real α, Fractional α)   | estructura de cos ordenat / info sobre fraccions                          | (truncate), (round), (ceiling: (sostre) menor sencer superior), (floor: (terra) major sencer inferior), (properFraction: fracció pròpia) |
| Floating α   | Fractional α             | estructura de cos amb càlculs en coma flotant, logaritmes i trigonometria | (sqrt), (**: exponenciació), (exp), (log: logaritme natural), (logBase), (pi), (sin), (cos), (tan), (asin), (sinh), (asinh), ... |
| RealFloat α  | (RealFrac α, Floating α) | estructura de cos ordenat / info dels reals en coma flotant               | (significand: signe * valor de la mantissa (interval obert [0.5 .. 1))), (exponent: segons l'equació: r == (significand r) * (2 ^^ (exponent r))); 1 == 0.1base_2 * 2^^1 -- no correspon a l'exponent de la notació científica!! (isNaN: és No-Numèric?), (isInfinite: resultat de sobreiximent?), (isDenormalized: és nombre subnormal (d'exponent inferior al mínim)?), ... |

Les operacions dels racionals, per la seva especificitat, no estan definides com a classe. Són en un mòdul a banda. El tipus està parametritzat pel tipus dels components del parell (numerador, denominador).
- (Ratio a): Ops. dels racionals: (%: op. generador) (numerator), (denominator), ..

Els reals de Coma fixa estan definits al mòdul Data.Fixed
GHC estén el mecanisme de derivació d'instàncies a algunes classes més. Vegeu ref.

#### Tipus
| tipus                               | constructors / =expr | mòdul                 | descripció                                                                                                  |
| ----------------------------------- | -------------------- | --------------------- | --- |
| () -- Unit -- tipus d'un únic valor | ()                   | Prelude               | resultat buit en efectes col·laterals (ex.: print "abc" :: IO ()) equival al "void" o buit del llenguatge C |
| Bool                                | True \| False        | Data.Bool             | Nombres booleans (Cert \| Fals)                                                                             |
| Ordering                            | LT \| EQ \| GT       | Data.Ord              | (Menor \| Igual \| Major) resultat ternari de (compare)                                                     |
| Char                                |                      | Data.Char             | caràcters de 32 bits amb codificació Unicode                                                                |
| String                              | = [Char]             | Data.Char Data.String | llista de caràcters                                                                                         |

El tipus String no és el millor per al tractament de text: show string mostra els caràcters no anglosaxons imprimint el codi numèric, cosa que s'utilitza per a la serialització de dades i la seva recuperació gràcies a la representació unívoca independent de la codificació. Les ops. d'Entrada/sortida sí que n'ofereixen la representació segons la codificació del sistema subjacent.
El tipus Text del paquet text (ve amb les biblios de la Plataforma Haskell), està implementat com a vector de caràcters UTF-16 i té millor suport per la manipulació de textos i l'entrada/sortida que es mostra segons la codificació del sistema subjacent.
| tipus                                      | requeriment de context | constructors / =expr                   | mòdul           | descripció |
| ------------------------------------------ | ---------------------- | -------------------------------------- | --------------- | --- |
| Int, Int<N> N∈{8,16,32,64}                 |                        |                                        | Data.Int        | Sencers (aritmètica del "Complement a dos") (cas de Int: rang mínim [-2^29 .. 2^29-1]) |
| Word, Word<N> N∈{8,16,32,64}               |                        |                                        | Data.Word       | Paraula de bits: Adreça de memòria o valor natural, segons amplada paraula ordinador, (aritmètica modular, mòdul 2^nombre_de_bits) -- cas concret: op. (negate) vàlida (Word instancia Num); al ghci: Prelude> Numeric.showHex (-(2::Word)) "" "fffffffffffffffe" |
| Integer                                    |                        |                                        | Prelude         | Sencer de precisió il·limitada |
| Natural                                    |                        |                                        | Numeric.Natural | Natural de precisió il·limitada -- cas curiós: op. (negate) vàlida (Natural instancia Num); al ghci: Prelude Numeric.Natural> -(10::Natural) *** Exception: arithmetic underflow                                                                                  |
| Float, Double                              |                        |                                        | Prelude         | Coma flotant |
| Ratio t                                    | Integral t             | Generador: (%) numerador % denominador | Data.Ratio      | Racionals genèrics (t * t): parells (numerador, denom.), per a tipus t amb estructura d'anell íntegre euclidià |
| Rational                                   |                        | = Ratio Integer                        | Data.Ratio      | Racionals (Integer * Integer) |
| Uni, Deci, Centi, Milli, Micro, Nano, Pico |                        |                                        | Data.Fixed      | Coma fixa de representació sencera valor = representació * resolució del tipus |
| Complex t                                  | RealFloat t            | = !t :+ !t                             | Data.Complex    | amb constructor infix (:+) i prefix '!' d'avaluació estricta als components |

| tipus                       | requeriment de context | constructors / =expr                                                                            | mòdul                                    | descripció |
| --------------------------- | ---------------------- | ----------------------------------------------------------------------------------------------- | ---------------------------------------- | --- |
| Maybe t                     |                        | Nothing \| Just x                                                                               | Data.Maybe                               | * efecte fallada (resultat opcional en operacions parcialment definides) * paràm. opcionals |
| Either tipError tipResultat |                        | Left error \| Right resultat                                                                    | Data.Either                              | * efecte fallada amb indicació de l'error * paràm. dual Right (dreta o correcte) o Left (esquerre o mancat) * Èxit o fracàs de l'avaluació amb try de codi que pot llançar excepcions capturant l'excepció que retorna amb Left o el resultat amb Right. |
| [] tipElement               |                        | [], (x : xs), [x], [1,2,3], [1..7], [1,3..7] (==[1,3,5,7]) -- llistes infinites: [1..], [1,3..] | Data.List                                | * llistes * efecte múltiple (resultat múltiple en operacions) |
| IO tipResultat              |                        |                                                                                                 | System.IO, Data.IORef, Control.Exception | * operacions d'entrada/sortida, * lectura/escriptura de variables globals IORef (cicle de vida no acotat), * tractament d'excepcions. |
| ST s tipResultat            |                        |                                                                                                 | Data.STRef Control.Monad.ST              | * lectura/escriptura de variables amb vida limitada a un àmbit * encapsulament d'actualitzacions destructives de les variables STRef avaluables en un espai s local (runST) o bé global (stToIO)                                                         |

| tipus         | requeriment de context | constructors / =expr | mòdul                | descripció |
| ------------- | ---------------------- | -------------------- | -------------------- | --- |
| IOError       |                        |                      | System.IO.Error      | Excepció en expressions IO |
| Exception     |                        |                      | Control.OldException | tipus algebraic d'error del Haskell98 obsolet—la nova classe Exception permet construir excepcions amb tipus definits per l'usuari. |
| SomeException | Exception e            | SomeException e      | Control.Exception    | nou tipus genèric de les excepcions definit existencialment com un tipus d'aquells que implementen la classe Exception              |

| tipus                     | constructors / exemples                                                                                               | mòdul      | descripció |
| ------------------------- | --- | ---------- | --- |
| (t1,t2,...,tn)            | (,) t1 t2 (,,) t1 t2 t3 (,,...,) t1 t2 .. tn                                                                          | Data.Tuple | tipus producte anònim (tupla) |
| data nomDeTipus           | Constructor t1 t2 .. tn deriving <classes a instanciar automàticament>                                                |            | tipus producte amb nom la clàusula "deriving (Eq, Show, ..)" demana al compilador que generi instàncies de les classes bàsiques esmentades partint de la representació interna |
| data nomDeTipus           | Dl \| Dt \| Dc \| Dj \| Dv \| Ds \| Dg deriving (Eq, Show, Ord, Enum, Bounded)                                        |            | Enumeració (de constructors d'aritat 0) |
| data nomDeTipus           | Constructor1 t11 t12 .. t1n \| Constructor2 t21 t22 .. t2m \| ... deriving ...                                        |            | tipus suma (Unió discriminada) |
| data nomDeTipus           | Constructor {camp1 :: t1, camp2,camp3 :: t2i3, ...}                                                                   |            | Registres (tipus producte amb accessors) |
| newtype nomDeTipusDerivat | Constructor nomDeTipusBase deriving <classes preservades> o bé: Constructor {accessor :: nomDeTipusBase} deriving ... |            | tipus derivats d'un tipus base, * el Constructor constitueix un morfisme del tipus base al derivat, mantenint l'estructura de les classes esmentades a la clàusula deriving quines instàncies hereta el tipus derivat * l'accessor, si hi és, constitueix el morfisme invers del Constructor |

- classes que implementen (a banda de Eq,[22] Show[27] i Read)[28]

|                                     | Ord       | Enum       | Ix        | Bounded |
| ----------------------------------- | --------- | ---------- | --------- | ------- |
|                                     | ordenable | enumerable | indexador | acotat  |
| () -- Unit -- equival al void del C | Sí        | Sí         | Sí        | Sí      |
| Bool                                | Sí        | Sí         | Sí        | Sí      |
| Ordering                            | Sí        | Sí         | Sí        | Sí      |
| Char                                | Sí        | Sí         | Sí        | Sí      |

|                                                         | Ord         | Enum       | Ix        | Bounded           | Num           | Bits               | Real                  | Integral                       | Fractional                   | RealFrac                | Floating                | RealFloat               |
| ------------------------------------------------------- | ----------- | ---------- | --------- | ----------------- | ------------- | ------------------ | --------------------- | ------------------------------ | ---------------------------- | ----------------------- | ----------------------- | ----------------------- |
| requereix                                               | Eq          |            | Ord       |                   |               | Num                | Num, Ord              | Real, Enum                     | Num                          | Real, Fractional        | Fractional              | RealFrac, Floating      |
| descripció                                              | ordenable   | enumerable | indexador | acotat            | Numèric       | adreçable als bits | Real                  | íntegre amb divisió euclidiana | fraccionable                 | infos. de fraccionables | càlculs i trigonometria | infos. de coma flotant  |
| estructura                                              | ordre total | Successió  | Successió | Ordre total finit | anell unitari | vector de bits     | anell unitari ordenat | anell unitari ordenat euclidià | estructura algebraica de cos | estruct. de cos ordenat | estruct. de cos         | estruct. de cos ordenat |
| Int, Int<N> aritmètica del complement a dos             | Sí          | Sí         | Sí        | Sí                | Sí            | Sí                 | Sí                    | Sí                             | No                           | No                      | No                      | No                      |
| Word, Word<N> aritmètica modular                        | Sí          | Sí         | Sí        | Sí                | Sí            | Sí                 | Sí                    | Sí                             | No                           | No                      | No                      | No                      |
| -- precisió il·limitada Integer, Natural                | Sí          | Sí         | Sí        | No                | Sí            | Sí                 | Sí                    | Sí                             | No                           | No                      | No                      | No                      |
| -- coma flotant Float, Double                           | Sí          | Sí         | No        | No                | Sí            | No                 | Sí                    | No                             | Sí                           | Sí                      | Sí                      | Sí                      |
| Rational                                                | Sí          | Sí         | No        | No                | Sí            | No                 | Sí                    | No                             | Sí                           | Sí                      | No                      | No                      |
| -- coma fixa Uni, Deci, Centi, Milli, Micro, Nano, Pico | Sí          | Sí         | No        | No                | Sí            | No                 | Sí                    | No                             | Sí                           | Sí                      | No                      | No                      |
| Complex t                                               | No          | No         | No        | No                | Sí            | No                 | No                    | No                             | Sí                           | No                      | Sí                      | No                      |

Vegeu també:
- contenidors

##### El cas dels tres operadors d'exponenciació
El domini de l'exponent determina el context del domini d'aplicació per les operacions requerides:
```
-- exponent natural => cal que el domini ''a'' de la base implementi el producte (definit a Num: estructura d'anell)

(
^
)
 
::
 
(
Num
 
a
,
 
Integral
 
ex
)
 
=>
 
a
 
->
 
ex
 
->
 
a
 
-- dispara excepció si l'exponent és negatiu

-- exponent enter => cal que el domini de la base implementi, a més a més, l'invers del producte (''recip'': recíproc) (definit a Fractional: estructura de cos)

(
^^
)
 
::
 
(
Fractional
 
a
,
 
Integral
 
ex
)
 
=>
 
a
 
->
 
ex
 
->
 
a

-- exponent real en coma flotant => cal que el domini de la base implementi l'exponenciació (''exp'' i ''log'': logaritme natural), definits a Floating

(
**
)
 
::
 
(
Floating
 
a
,
 
Floating
 
ex
)
 
=>
 
a
 
->
 
ex
 
->
 
a

```

##### literals
Els literals numèrics no s'associen a tipus. Sense punt decimal requereixen que el tipus tingui estructura d'anell unitari (implementi la classe Num), mentre que els nombres amb part fraccionaria o notació exponencial (ex.: 5E2) requereixen que el tipus tingui estructura algebraica de cos (implementi la classe Fractional).
El signe menys no forma part del literal, s'interpreta com a operador (unari si és al capdavant de l'expressió; binari si la posició és infix): (-1). Això no permet especificar els nombres negatius sense corresponent positiu: (-128)::Int8. L'extensió NegativeLiterals hi posa remei.
Amb l'intèrpret GHCi podem consultar el tipus d'una expressió amb
```
Prelude
>
 
:
type
 
1

1
 
::
 
(
Num
 
t
)
 
=>
 
t
 
-- tipus t tal que implementa la signatura de ''Num'' 

 
-- un anell unitari en àlgebra: (+), (-), (*), 0: neutre de (+), 1: neutre de (*)

Prelude
>
 
:
type
 
1.5

1.5
 
::
 
(
Fractional
 
t
)
 
=>
 
t
 
-- tipus t tal que implementa la signatura de ''Fractional'' (requereix Num)

 
-- estructura algebraica de cos: anell amb invers del producte

 
-- implementada per Float, Double, Rational, Uni, Deci, Centi, Milli, Micro, Nano, Pico

 
0x41
 
-- hexadecimal :: (Num t) => t

 
0o377
 
-- octal :: (Num t) => t

 
0b11001101
 
-- binari :: (Num t) => t -- (des de GHC 7.10 amb l'extensió BinaryLiterals)

 
1E10
 
-- (1E10) :: (Fractional t) => t

 
-- caràcters: 'A', notació decimal: '\65', hexadec: '\x41', apòstrof: '\''

```

El tipus concret es determina:
- per l'operació on intervé, si el tipus del paràmetre és fix (en majúscula) o bé si és una variable de tipus en posició repetida

```
 
-- l'operació (+) :: (Num a) => a -> a -> a

 
-- el tipus del 2n paràmetre i el del resultat venen determinats pel tipus del primer paràmetre

```

- explícitament, (1::Double)

- provant una seqüència de tipus (clàusula default)[53]

```
-- la clàusula "default" és una manera de resoldre les ambiguïtats dels literals

-- reduint les assignacions de tipus explícites

 
default
 
(
Int
,
 
Double
)
 
-- seqüència de tipus a provar per desambiguar els literals

```

###### literals amb notació científica
Des de GHC 7.8 els sencers poden tenir literals amb notació científica. Cal l'extensió de llenguatge NumDecimal
```
{-# LANGUAGE NumDecimal #-}

n
 
=
 
1.2E4
 
::
 
Int

```

###### literals de llistes
```
[]
 
-- Nil (llista buida)

[
1
,
2
,
3
]
 
-- valors separats per comes

[
1
..
3
]
 
[
'a'
..
'z'
]
 
-- seqüència correlativa, tradueix a (enumFromTo 1 3) de la classe ''Enum''

[
1
..
]
 
[
'a'
..
]
 
-- tradueix a (enumFrom 1) de Enum

[
1
,
3
..
10
]
 
-- (== [1,3,5,7,9]) seqüència incremental, tradueix a (enumFromThenTo 1 3 10) de Enum, també admet ['a','c'..'z']

[
1
,
3
..
]
 
-- tradueix a (enumFromThen 1 3) de Enum

```

##### conversions (castingde tipus)
Per la conversió, el tipus resultant serà el requerit per l'avaluació de l'expressió, exigible si cal mitjançant una restricció de tipus.
Les conversions funcionen com una caracterització de tipus (ang: cast) i no disparen excepcions si la precisió del tipus de destinació és menor que la d'origen.
Les conversions entre Int i Word preserven la representació (no pas el signe).
- conversions des de tipus amb precisió il·limitada o indefinida (per ex. literals amb seqüència de dígits de llargada indeterminada):

```
-- per la captura de literals enters a Numèric (anell), o convertir el tipus Integer de precisió il·limitada

fromInteger
 
::
 
Num
 
a
 
=>
 
Integer
 
->
 
a
 

-- per la captura de literals amb part decimal, de precisió indefinida a Fractional (estructura de cos)

fromRational
 
::
 
Fractional
 
a
 
=>
 
Rational
 
->
 
a
 
-- des de racional (type Rational = Ratio Integer)

```

- conversions

```
fromIntegral
 
::
 
(
Integral
 
a
,
 
Num
 
b
)
 
=>
 
a
 
->
 
b
 
-- de Íntegre (Anell ordenat euclidià) a Numèric (anell)

realToFrac
 
::
 
(
Real
 
a
,
 
Fractional
 
b
)
 
=>
 
a
 
->
 
b
 
-- de Real (Anell ordenat) a Fraccionable (estructura de Cos, exclou enters)

```

Exemples:
- Des de Íntegre (ang:Integral) Anell ordenat euclidià segons la def.[56]

```
Prelude
>
 
fromIntegral
 
(
5
::
Int
)
 
::
 
Integer
 
-- a sencer de precisió il·limitada

5

Prelude
>
 
fromIntegral
 
(
5
::
Integer
)
 
::
 
Int

5

Prelude
>
 
fromIntegral
 
(
5
::
Int
)
 
::
 
Float

5.0

Prelude
>
 
fromIntegral
 
(
5
::
Int
)
 
::
 
Double

5.0

Prelude
>
 
import
 
Data.Int
 
-- importa tipus IntN de precisió concreta, per a N pertanyent a {8,16,32,64}

Prelude
 
Data
.
Int
>
 
fromIntegral
 
(
0x7FFF
 
::
 
Int16
)
 
::
 
Int8
 
-- fromIntegral NO dispara excepcions per sobreeiximent !!

-
1

```

- Des de Real (anell ordenat): són instància de Real els Float, Double, Int, IntN, Integer, Natural, Word, WordN, Racionals i els de Coma fixa.[57]

```
Prelude
>
 
realToFrac
 
(
1.0
::
Float
)
 
::
 
Double

1.0

Prelude
>
 
realToFrac
 
(
1.1234567890
::
Double
)
 
::
 
Float

1.1234568

#
 
incorporem
 
el
 
mòdul
 
de
 
coma
 
fixa
 
Data
.
Fixed

Prelude
>
 
:
m
 
+
Data
.
Fixed

Prelude
 
Data
.
Fixed
>
 
realToFrac
 
(
1.5
 
::
Float
)
 
::
 
Centi

1.50

```

- Amb Racionals : (% és el constructor dels racionals. Ha d'anar entre espais, però la viquipèdia el retalla si va precedit d'un nombre)

fromRational és membre de la classe Fractional (Fraccionable, estruct. de Cos).
```
#
 
incorporem
 
el
 
mòdul
 
dels
 
racionals

Prelude
>
 
:
m
 
+
Data
.
Ratio

Prelude
 
Data
.
Ratio
>
 
realToFrac
 
1.50
 
::
 
Rational

3
%
 
2

Prelude
 
Data
.
Ratio
>
 
fromRational
 
(
2
%
 
3
)
 
::
 
Float
 
-- '%' és el generador infix dels racionals

0.6666667

```

#### tipus algebraics
Creats amb la clàusula data: Enumeracions, tipus producte, tipus suma, ...

##### enumeracions
Unió de constructors d'aritat 0 (sense paràmetres) quina definició estableix un conjunt amb un ordre seqüencial. El compilador facilita la derivació de classes específiques si les explicitem a la clàusula deriving:
- Show: per a la conversió a String
- Eq: per a la distinció
- Ord: relació d'ordre
- Enum: {(succ: successor) (pred: predecessor) (fromEnum: enter ordinal corresp.) (toEnum: enumerat corresp. a l'enter ordinal)}
- Bounded: cotes inferior i superior

```
 
data
 
DiaSetm
 
=
 
Dl
 
|
 
Dm
 
|
 
Dc
 
|
 
Dj
 
|
 
Dv
 
|
 
Ds
 
|
 
Dg

 
deriving
 
(
Show
,
 
Eq
,
 
Ord
,
 
Enum
,
 
Bounded
)
 
-- demana al compilador que derivi instàncies

 
-- de classes bàsiques partint de la representació interna del tipus

```

##### Tipus producte
```
data
 
TRectangle
 
=
 
Rectangle
 
Int
 
Int
 
-- (Int * Int) amb constructor Rectangle

```

- El constructor equival a un morfisme del producte dels components (per ex.: Int * Int) al tipus nou.
- De fet, a GHC, l'extensió GADTs, permet descriure els constructors com a funcions:

```
{-# LANGUAGE GADTs #-}

data
 
TRectangle
 
where

 
Rectangle
 
::
 
Int
 
->
 
Int
 
->
 
TRectangle

```

Encaix dels paràmetres discriminant pel constructor si n'hi ha diversos.
```
 
perímetre
 
::
 
TRectangle
 
->
 
Int

 
perímetre
 
(
Rectangle
 
x
 
y
)
 
=
 
2
 
*
 
(
x
 
+
 
y
)

```

###### Registres
Augmenta el tipus producte, especificant noms de camps com a funcions accessores als components. No hi ha registres anònims (cal distingir-los pel constructor).
Els registres corresponen en la P.O.O als objectes i els seus camps, mentre que el comportament es materialitza en les instàncies (implementacions) de les classes de tipus (interfícies).
- Definició: data Tipus = CRec {camp1 :: tipus1, camp2, camp3 :: tipus2i3}

- Inicialització de valors: Cas de fer servir el literal de camps, aquests hi han de ser tots. També podem utilitzar el constructor com al tipus producte, sense els noms de camp, amb els components en l'ordre especificat a la definició.

```
 
-- per evitar col·lisions en l'espai de noms, convé afegir un prefix als noms de camps

 
data
 
TPersona
 
=
 
Persona
 
{
pNom
::
String
,
 
pEdat
::
Int
,
 
pAlçada
::
Float
}
 
deriving
 
(
Show
,
 
Eq
)

 
data
 
TQuisso
 
=
 
Quisso
 
{
qNom
::
String
,
 
qEdat
::
Int
,
 
qAlçada
::
Float
}
 
deriving
 
(
Show
,
 
Eq
)

 
persona
 
=
 
Persona
 
{
pNom
=
"Joan"
,
 
pEdat
=
33
,
 
pAlçada
=
1.50
}

 
-- equivalent amb inicialització posicional

 
persona
 
=
 
Persona
 
"Joan"
 
33
 
1.50

 
-- accedint per nom de camp, el tipus de l'accessor pNom :: TPersona -> String

 
nom
 
=
 
pNom
 
persona

 
-- encaix posicional

 
Persona
 
nom
 
edat
 
alçada
 
=
 
persona

```

- Literal dels camps als patrons (només cal especificar els parells (camp = patró) que interessin):

```
getCampX
 
CRec
 
{
campX
 
=
 
vCampX
}
 
=
 
vCampX

-- amb l'extensió de sintaxi "NamedFieldPuns", ens estalviem repeticions

aniversari
 
p
 
@
 
Persona
 
{
pEdat
}
 
=
 
-- {pEdat} equival a {pEdat = pEdat} (ext. NamedFieldPuns),

 
-- aquí el pEdat visible és la variable del patró, en comptes de la funció accessora al camp

 
p
 
{
 
pEdat
 
=
 
pEdat
 
+
1
}

-- amb l'extensió de sintaxi "RecordWildcards", incorpora la resta de camps a l'àmbit, evitant mencionar-los tots

getCombinaCamps
 
CRec
 
{
campX
 
=
 
v1
,
 
..
}
 
=
 
(
v1
,
 
campY
,
 
campZ
)
 
-- l'el·lipsi ", .." (ext. RecordWildcards) incorpora a l'espai de noms la resta de camps

-- el literal de camps pot ser buit quan al patró només interessa el constructor

f
 
CRec
 
{}
 
=
 
....

```

- Literal dels camps a l'actualització

```
setCampX
 
nouX
 
reg
 
=
 
reg
 
{
campX
 
=
 
nouX
}

-- si fem servir el nom del camp com a var.

setCampX
 
campX
 
reg
 
=
 
reg
 
{
campX
}
 
-- l'ext. NamedFieldPuns pren "campX" com a "campX = campX" també a l'actualització

```

- El literal dels camps "{campA=x}" està lligat sintàcticament al terme precedent amb major precedència que l'operació d'aplicació, tant en patrons com en cas d'actualització. No caldrà agrupar-los:

```
$
 
ghci

Prelude
>
 
data
 
TRec
 
=
 
Rec
 
{
campA
::
Int
}

Prelude
>
 
campA
 
Rec
 
{
campA
=
2
}
 
-- no cal agrupar amb parèntesis el constructor amb el literal dels camps

2

```

- Espai de noms: Els noms dels camps pertanyen a l'espai de noms del mòdul i convé afegir-los-hi un prefix per evitar col·lisions. L'extensió DuplicateRecordFields (GHC 8.0) permet la coincidència de noms de camps entre registres d'un mateix mòdul, sempre que el seu ús sigui inambigu (fent servir restriccions de tipus quan calgui), i la seva exportació es faci com a símbol intern del tipus.[58]

Per la sintaxi simplificada a GHC vegeu
Cas de registres niuats o bé camps estructurals, les referències funcionals anomenades lents ofereixen la possibilitat de consulta i modificació d'estructures complexes

###### Reversibilitat de tipus en registres d'un sol component
És una construcció força utilitzada per què en aquests registres, el constructor i l'accessor són funcions inverses l'una de l'altra.
```
data
 
NouTipus
 
a
 
=
 
Constructor
 
{
 
accessor
 
::
 
a
}

-- Constructor :: a -> NouTipus a

-- accessor :: NouTipus a -> a

-- (accessor. Constructor) == id

```

Vegeu també més avall #Tipus derivats -- newtype

###### Tuples
tipus producte anònim amb constructors com: (,); (,,); .... Ops. definides a Data.Tuple
```
 
()
 
-- la tupla buida és un valor del tipus Unit (tipus d'un sol valor) 

 
-- i també designa el tipus esmentat (emprat per al resultat buit en efectes (IO ()))

 
parell
 
=
 
(
1
,
"abc"
)
 
-- valor

 
(
Int
,
 
String
)
 
-- tipus

 
fst
 
parell
 
-- funció primer (fst) i segon (snd) (només implementades per a tupla2),

 
-- no definit a tupla3.. i següents

 
snd
 
parell
 
-- segon

 
(,)
 
-- constructor de tupla2: (,) a b == (a,b)

 
(,,)
 
-- constructor de tupla3: (,,) a b c == (a,b,c)

 
(,,,)
 
-- constructor de tupla4

 
-- encaix

 
(
primer
,
 
segon
)
 
=
 
parell

```

##### tipus suma
Unió de tipus discriminada per etiquetes (constructors), seguits dels tipus dels components
```
 
-- en aquest exemple l'etiqueta o ''constructor'' coincideix amb el nom del tipus que el segueix

 
-- en diverses ocasions però és vàlid perquè són espais de noms diferents

data
 
Exception
 
-- aquest tipus del H98 va passar al mòdul Control.OldException, que ha sigut eliminat de GHC

 
=
 
IOException
 
IOException
 
-- IO exceptions

 
|
 
ArithException
 
ArithException
 
-- Arithmetic exceptions

 
|
 
ArrayException
 
ArrayException
 
-- Array-related exceptions

 
|
 
ErrorCall
 
String
 
-- Calls to 'error'

 
|
 
ExitException
 
ExitCode
 
-- Calls to 'System.exitWith'

 
|
 
NonTermination
 
-- Program is in an infinite loop

 
|
 
UserError
 
String
 
-- General purpose exception

 
...

type
 
Coord
 
=
 
Double

-- estil algebraic

data
 
Punt
 
=
 
Punt2D
 
Coord
 
Coord

 
|
 
Punt3D
 
Coord
 
Coord
 
Coord

 
deriving
 
(
Eq
,
 
Show
)

-- estil GADTs (algebraic generalitzat) -- requereix pragma: {-# LANGUAGE GADTs #-}

-- per cadascun dels constructors se'n descriu el tipus com si fos una funció:

data
 
Punt
 
where

 
Punt2D
 
::
 
Coord
 
->
 
Coord
 
->
 
Punt

 
Punt3D
 
::
 
Coord
 
->
 
Coord
 
->
 
Coord
 
->
 
Punt

 
deriving
 
(
Eq
,
 
Show
)

p2D
 
=
 
Punt2D
 
2
 
4

p3D
 
=
 
Punt3D
 
4
 
6
 
8

-- encaix discriminant pel ''constructor''

mòdul
 
::
 
Punt
 
->
 
Coord

mòdul
 
(
Punt2D
 
x
 
y
)
 
=
 
sqrt
 
$
 
x
^
2
 
+
 
y
^
2

mòdul
 
(
Punt3D
 
x
 
y
 
z
)
 
=
 
sqrt
 
$
 
x
^
2
 
+
 
y
^
2
 
+
 
z
^
2

```

###### Registres variants i accessors parcials
Els accessors no definits per tots els constructors, són funcions parcials (poden fer petar el programa)
```
data
 
Punt
 
=
 
Punt2D
 
{
x
,
y
 
::
 
Coord
}

 
|
 
Punt3D
 
{
x
,
y
,
z
 
::
 
Coord
}
 
-- compte! l'accessor (z :: Punt -> Coord) és parcial

```

- Una alternativa és no fer servir els noms de camp com a accessors, sinó només en patrons, però els resultats incerts dels camps no comuns mostren que no és un bon disseny.

```
{-# LANGUAGE NamedFieldPuns #-}

-- l'obtenció i modificació de la coord. Z és incerta en aquest disseny

getZ
 
::
 
Punt
 
->
 
Maybe
 
Coord
 
-- Potser tindrà èxit, potser no !! 

getZ
 
Punt3D
 
{
z
}
 
=
 
Just
 
z

getZ
 
Punt2D
 
{}
 
=
 
Nothing

setZ
 
::
 
Coord
 
->
 
Punt
 
->
 
Maybe
 
Punt
 
-- Potser tindrà èxit, potser no !! Massa incerteses !!

setZ
 
z
 
pt
 
@
 
Punt3D
 
{}
 
=
 
Just
 
pt
 
{
z
}

setZ
 
z
 
pt
 
@
 
Punt2D
 
{}
 
=
 
Nothing

```

- És millor fer-ne tipus diferents per cada cas, definint setZ només per al tipus 3D. Per un tractament comú dels camps comuns caldrà definir getters/setters en classes i instanciar-les per a ambdós tipus.

```
data
 
Punt2D
 
=
 
Punt2D
 
{
x
,
y
 
::
 
Coord
}

data
 
Punt3D
 
=
 
Punt3D
 
{
x
,
y
,
z
 
::
 
Coord
}

class
 
GetXY
 
t
 
where

 
getXY
 
::
 
t
 
->
 
(
Coord
,
 
Coord
)

instance
 
GetXY
 
Punt2D
 
where
 
{
 
getXY
 
Punt2D
 
{
x
,
 
y
}
 
=
 
(
x
,
 
y
)
 
}
 

instance
 
GetXY
 
Punt3D
 
where
 
{
 
getXY
 
Punt3D
 
{
x
,
 
y
}
 
=
 
(
x
,
 
y
)
 
}

```

###### Polimorfisme de registres amb camps específics - la classe HasField
Des de GHC 8.2 ja no caldrà classes "getters" per aconseguir polimorfisme sobre els accessors comuns.
- requeriment d'existència d'accessor de nom "camp": HasField "camp" tipusRegistre tipusCamp

```
{-# LANGUAGE DuplicateRecordFields, TypeApplications, DataKinds, FlexibleContexts #-}
 

module
 
Lib1
 
(

 
prova1
 

 
{-, prova2 GHC >= 9.2-}

)
 
where

import
 
GHC.Records
 
(
HasField
(
getField
 
{- GHC >= 8.2 -}

 
{-, hasField // pròximament a GHC >= 9.2 -}

))

type
 
Coord
 
=
 
Double

data
 
Punt2D
 
=
 
Punt2D
 
{
x
,
y
 
::
 
Coord
}
 
deriving
 
(
Show
)

data
 
Punt3D
 
=
 
Punt3D
 
{
x
,
y
,
z
 
::
 
Coord
}
 
deriving
 
(
Show
)

p2D
 
=
 
Punt2D
 
1
 
2

p3D
 
=
 
Punt3D
 
3
 
4
 
5

-- getter desde GHC 8.2

prova1
 
::
 
(
Coord
,
 
Coord
)

prova1
 
=
 
(
getField
 
@
"x"
 
p2D
,
 
getField
 
@
"x"
 
p3D
)

{-

-- parell (getter, setter) pròximament a GHC 9.2

prova2 :: (Coord, Coord, Punt2D, Punt3D)

prova2 = (getX p2D, getX p3D, setX p2D 0, setX p3D 0)

 where (getX, setX) = hasField @"x" 

-}

```

##### tipus polimòrfics
Amb variables de tipus (els identificadors que comencen per minúscula).
- Maybe (paràmetres i resultats opcionals).[63]
- Either (èxit o fracàs de l'avaluació d'una acció que llança excepcions, retornant Left amb l'excepció o bé Right amb el resultat).[64][65]

```
 
-- el tipus Maybe : paràmetres opcionals o resultats de funcions definides parcialment

 
data
 
Maybe
 
a
 
=
 
Nothing
 
|
 
Just
 
a
 
deriving
 
(
Eq
,
 
Ord
,
 
Read
,
 
Show
)

 
-- el tipus Either: domini dual, emprat en l'avaluació amb 'try' d'una acció que llança excepcions

 
data
 
Either
 
a
 
b
 
=
 
Left
 
a
 
{- error -}
 
|
 
Right
 
b
 
{- resultat -}

 
-- tipus recursius

 
data
 
[
a
]
 
=
 
[]
 
|
 
a
 
:
 
[
a
]
 
-- tipus llista; (:) és un constructor infix 

 
-- per definició de la sintaxi, tots els operadors q. comencen per ':' són infix

 
data
 
Arbre
 
a
 
=
 
Fulla
 
a
 
|
 
Branca
 
(
Arbre
 
a
)
 
a
 
(
Arbre
 
a
)

```

Els tipus que no inclouen variables de tipus s'anomenen monomòrfics.

#### sinònims de tipus
Els sinònims de tipus són com macros al nivell de tipus.
```
type
 
String
 
=
 
[
Char
]
 
-- el tipus String (cat: enfilall o tira) està definit com a llista de caràcters (seqüència d'accés lineal)

type
 
LaMevaEstructura
 
=
 
(
String
,
 
Int
,
 
Double
)

```

##### sinònims paramètrics
El següent sinònim inclou paràmetres de tipus.
```
type
 
LlistaNumerada
 
a
 
=
 
[(
Int
,
 
a
)]

```

#### llistes
El tipus Llista (seqüència d'accés lineal), amb constructors "[]" (llista buida, anomenat nil) i ":" (tip_elem * llista_elem, anomenat cons) Operacions al mòdul Data.List
```
 
data
 
[
a
]
 
=
 
[]
 
{- "nil" -}
 
|
 
a
 
:
 
[
a
]
 
-- ':' és el constructor "cons" (infix, per def. sintàctica)

 
[
a
]
 
-- en una decl. de tipus, llista d'elements de tipus a

 
[]
 
-- llista buida

 
elem_cap
 
:
 
llista_cua

 
[
1
,
2
,
3
]
 
-- els valors han de ser homogenis (del mateix tipus)

 
[
1
,
3
..
10
]
 
==
 
[
1
,
 
3
,
 
5
,
 
7
,
 
9
]

 
-- consultes

 
null
 
xs
 
-- és buida?

 
length
 
xs
 
-- mida

 
xs
 
!!
 
posició
 
-- el primer és llista!!0 -- funció parcial !!

 
elem
 
x
 
xs
 
-- pertinença a la llista

 
ésFeiner
 
dia
 
=
 
dia
 
`
elem
`
 
[
Dl
,
 
Dm
,
 
Dc
,
 
Dj
,
 
Dv
]
 
-- `elem` en posició infix per les cometes revesses

 
-- llistes infinites

 
[
1
..
]

 
[
1
,
3
..
]
 
==
 
[
1
,
 
3
,
 
5
,
 
7
,
 
9
,
 
...

 
iterate
 
f
 
x
 
==
 
[
x
,
 
f
 
x
,
 
f
 
(
f
 
x
),
 
...
]
 
-- seqüència d'aplicacions reiterades d'una funció

 
repeat
 
x
 
-- llista per repetició del valor x

 
cycle
 
xs
 
-- converteix la llista NO-BUIDA xs en circular -- funció parcial !!

```

Més operacions a contenidors

##### llista per comprensió
Especifica l'expressió objectiu, obtenint-ne els valors de les variables d'una seqüència de generadors i filtres separats per comes
```
 
s
 
::
 
[
Int
]

 
s
 
=
 
[
 
x
+
y
 
|
 
x
 
<-
 
[
0
,
 
2
..
],
 
y
 
<-
 
[
1
,
 
3
..
20
],
 
x
^
2
 
>
 
3
,
 
y
 
`
mod
`
 
9
 
/=
 
0
 
]

 
print
 
$
 
take
 
5
 
s
 
-- imprimeix els primers

```

###### llista per comprensiómonàdica
La llista per comprensió precedent es pot expressar amb un bloc monàdic
```
s
 
::
 
[
Int
]

s
 
=
 
do

 
x
 
<-
 
[
0
,
 
2
..
]

 
y
 
<-
 
[
1
,
 
3
..
20
]

 
guard
 
$
 
x
^
2
 
>
 
3

 
guard
 
$
 
y
 
`
mod
`
 
9
 
/=
 
0

 
return
 
$
 
x
+
y

```

Vegeu-ho a Mònada (programació funcional)#Llista per comprensió monàdica

###### llistes per comprensióa l'estil deSQL
L'extensió de GHC TransformListComp permet incorporar-hi transformacions. Vegeu exemple.

#### tires de text
-- el tipus String (cat: corda o enfilall d'objectes, indica seqüència, aquí en direm tira com les tires de números consecutius de les rifes) és una llista de caràcters i és el tipus de les tires incloses al codi. String no és definit com a estructura (data) sinó com a àlies o sinònim (type) de l'expressió:
```
type String = [Char]
-- literals: "" "abc" "\"abc\""
```

- Llegiu l'article "How to pick your string library in Haskell"[71]

L'extensió OverloadedStrings permet fer servir literals de tipus String com a valors de tipus que n'implementin la conversió, instanciant la classe IsString.

##### Tires de text implementades amb vectors - El tipus Text
Tires com a seqüències d'accés aleatori, a diferència de String definit com a llista (seqüència d'accés lineal)
- amb un tipus text que empaqueta els caràcters en un vector de UTF-16, definit a la biblioteca "text"[72]

Estructura del tipus Text que és un tipus opac (l'estructura és només d'ús intern):
```
-- | A space efficient, packed, unboxed Unicode text type.

data
 
Text
 
=
 
Text

 
{-# UNPACK #-}
 
!
A
.
Array
 
-- payload (Word16 elements)

 
{-# UNPACK #-}
 
!
Int
 
-- offset (units of Word16, not Char)

 
{-# UNPACK #-}
 
!
Int
 
-- length (units of Word16, not Char)

 
deriving
 
(
Typeable
)

```

Exemple d'ús:
```
#
if
 
__GLASGOW_HASKELL__
>=
612
 
/*
 
GHC
 
>=
 
6.12
.
0
 
*/

 
import
 
System.IO
 
(
stdout
,
 
hFlush
)

 
-- amaguem les funcions predefinides per a String que volem Text

 
-- cal haver instal·lat el paquet "text"

 
import
 
Prelude
 
hiding
 
(
putStr
,
 
putStrLn
,
 
getLine
)

 
import
 
Data.Text.IO
 
(
putStr
,
 
putStrLn
,
 
getLine
)

 
import
 
Data.Text
 
(
pack
,
 
unpack
,
 
-- conversió

 
empty
,
 
singleton
,
 
cons
,
 
-- generadors

 
uncons
)

 
text1
 
=
 
pack
 
"Entreu lletres tot seguit: "
 
-- pack :: String -> Text

 
main
 
=
 
do

 
putStr
 
text1

 
hFlush
 
stdout

 
x
 
<-
 
getLine

 
case
 
uncons
 
x
 
of
 
-- uncons :: Text -> Maybe (Char, Text)

 
Just
 
(
lletra
,
 
_resta
)
 
->
 
do

 
putStr
 
$
 
pack
 
"comença per "

 
putStrLn
 
$
 
singleton
 
lletra
 
-- singleton :: Char -> Text

 
Nothing
 
->
 
putStrLn
 
$
 
pack
 
"entrada buida"

#
else

 
#
error
 
"no provat en versions anteriors"

#
endif

```

compilant amb preprocés (opcions -cpp o bé -XCPP o bé {-# LANGUAGE CPP #-} al codi)
```
 runhaskell -cpp prova.hs

```

##### Sobrecàrrega de literalsStringi llista
L'extensió de llenguatge OverloadedStrings facilita que, de manera similar als literals numèrics, els literals de tires de caràcters admetin també l'assignació del tipus requerit per l'operador, sempre que el tipus de l'operand proporcioni la conversió, implementant fromString de la classe IsString.
```
{-# LANGUAGE OverloadedStrings #-}

import
 
Data.Text
 
(
Text
)
 
-- el tipus Text instancia la classe IsString

import
 
qualified
 
Data.Text
 
as
 
T

-- T.take :: Int -> Text -> Text

abc
 
=
 
T
.
take
 
3
 
"abcdef"
 
-- el literal "abcdef" pren tipus Text en comptes de String

```

De manera similar, des de GHC 7.8 amb l'extensió OverloadedLists, els literals llista també poden prendre tipus d'altres col·leccions que n'implementin la conversió instanciant la classe IsList. Vegeu Compilador Haskell de Glasgow#Sobrecàrrega de literals Llista
|                                                           | literals i decodificació | literals i decodificació             | literals i decodificació         | literals i decodificació                                  |
| literal                                                   | classe                   | funció decodificadora o de conversió | extensió de llenguatge requerida | exemples                                                  |
| --------------------------------------------------------- | ------------------------ | ------------------------------------ | -------------------------------- | --------------------------------------------------------- |
| 999 (* sense parts decimal/exp. *) 0xFF, 0o377            | Num                      | fromInteger                          |                                  |                                                           |
| 999[.99] [E[±]999] (* notació científica *)               | Fractional               | fromRational                         |                                  | 2.5E-2 :: Rational 2.5E-2 :: Float                        |
| 999[.99] [E[±]999] (* notació cient. avaluable a enter *) | Num                      | fromInteger                          | NumDecimals                      | 2.5E2 :: Int                                              |
| 0b11001100                                                | Num                      | fromInteger                          | BinaryLiterals                   |                                                           |
| "tira de caràcters"                                       | IsString                 | fromString                           | OverloadedStrings                | "abc" :: Text                                             |
| '[' 1,2,3 ']' (* seq. de valors *)                        | IsList                   | fromList                             | OverloadedLists                  | [1, 3..9] :: Set Int [(1,"a"), (2,"b")] :: Map Int String |

## Expressions

### funcions
A la declaració cal especificar els tipus dels paràmetres separats per fletxes; si son genèrics en minúscula
```
-- (->) indica retorn

f
 
::
 
a
 
->
 
r
 
-- indica el tipus d'una funció f amb paràm. de tipus 'a' que retorna un tipus 'r'

```

- la repetició d'una variable de tipus a la signatura, indica que el tipus corresponent a les aparicions repetides d'una mateixa variable ha de coincidir amb el tipus encaixat en primera posició.

```
ésApreciable
 
::
 
(
Ord
 
a
)
 
=>
 
a
 
->
 
a
 
->
 
Bool
 

ésApreciable
 
llindar
 
valor
 
=
 
valor
 
>=
 
llindar

-- l'ús de (>=) requereix que el tipus a implementi Ordenable 

-- i cal especificar-ho com a requeriment de context (abans de "=>")

-- indicant que cal la visibilitat d'una instància de Ordenable en el context

-- d'ús de la funció, per al tipus que prengui la variable ''a''.

```

Qualsevol importació d'un mòdul importa totes les instàncies exportades (visibles a nivell de mòdul)

#### Funcions anònimesanomenadesExpressions lambda
La barra invertida, caràcter del teclat que més s'assembla a la lletra grega lambda (per referència a l'abstracció lambda del càlcul lambda, fonament de la programació funcional), introdueix una funció anònima com a expressió.
```
 
\
 
x
 
y
 
->
 
x
 
+
 
y

```

és equivalent a
```
 
\
 
x
 
->
 
\
 
y
 
->
 
x
 
+
 
y

```

És una notació importada del càlcul lambda on {\displaystyle \lambda x.\lambda y.\lambda z.E} s'abreuja com a {\displaystyle \lambda xyz.E}
Cal tenir en compte que el cos de la lambda abasta el màxim cap a la dreta
```
(
\
 
x
 
->
 
M
 
N
)
 
≡
 
(
\
 
x
 
->
 
(
M
 
N
))
 
-- com al càlcul lambda

```

- L'extensió de llenguatge LambdaCase permet obviar la variable quan introdueix un case.[77]

```
{-# LANGUAGE LambdaCase #-}

\
 
case
 
{
 
patró1
 
->
 
expr1
;
 
...
;
 
patN
 
->
 
expN
 
}

-- equival a

\
 
x
 
->
 
case
 
x
 
of
 
{
 
patró1
 
->
 
expr1
;
 
...
;
 
patN
 
->
 
expN
 
}

```

#### Aplicació parcial
Vegeu ref.
L'aplicació parcial d'un paràmetre actual a una funció causa la substitució de la variable pel paràmetre en l'expressió, resultant una funció de les variables restants.
```
(
\
 
x
 
y
 
->
 
E
)
 
{- equival a -}
 
\
 
x
 
->
 
(
\
 
y
 
->
 
E
)

-- aplicació d'una lambda a un paràmetre és l'expressió beta-reduïble

(
\
x
 
->
 
E
)
 
E'

```

Per la reducció beta del càlcul lambda {\displaystyle ((\lambda x.E)\ E')} és la substitució {\displaystyle E[x:=E']}.
L'aplicació és associativa per l'esquerra. f x y ≡ (f x) y
L'operador de funció (->) "retorna" és associatiu per la dreta:
```
(
a
 
->
 
b
 
->
 
c
)
 
≡
 
(
a
 
->
 
(
b
 
->
 
c
))
 
-- en aplicar el primer paràmetre s'obté una funció dels paràmetres restants.

```

#### Pas de paràmetres
Per defecte: per necessitat (ang: lazy) = avaluació tardana (quan se'n requereix l'ús) amb substitució de l'avaluació del thunk de l'argument, i memoïtzació del resultat de l'avaluació de l'argument.
El mode d'avaluació del paràmetre es pot alterar amb un prefix al patró segons la taula següent:
| extensió                                   | prefix als patrons dels paràmetres formals | avaluació                                    | comentaris                                    |
| ------------------------------------------ | ------------------------------------------ | -------------------------------------------- | --------------------------------------------- |
| -- per defecte                             | patró                                      | lazy (avaluació per necessitat call by need) |                                               |
| -- per defecte                             | ~patró                                     | aval. tardana i irrefutable de l'encaix      | Vegeu Avaluació tardana explícita de l'encaix |
| BangPatterns -- afegeix sintaxi prefix '!' | !patró                                     | estricta, per valor                          |                                               |
| Strict -- modifica la semàntica            | patró                                      | per defecte: estricta i per valor            |                                               |
| Strict -- modifica la semàntica            | ~patró                                     | lazy (avaluació per necessitat call by need) |                                               |

Vegeu extensions BangPatterns i Strict

##### Pas de paràmetres per valor
Vegeu #Avaluació estricta explícita, passar per referència.
L'especificació d'estrictesa als paràm. formals requereix l'extensió BangPatterns o bé la Strict.
```
-- amb indicació d'avaluació estricta (!) als patrons

{-# LANGUAGE BangPatterns #-}

ident
 
!
param_formal
 
=
 
expressió
 
(
param_formal
)
 
-- def. de funció amb estrictesa (!) als patrons (ext. BangPatterns), avalua el paràmetre a WHNF

-- o bé amb aplicació estricta ($!)

(
ident
 
$!
 
param_actual
)
 
-- = param_actual `seq` ident param_actual -- 'seq' avalua el primer paràmetre a HNF i retorna el segon

-- o bé amb aplicació estricta a Forma Normal ($!!), avalua en profunditat, requereix que el tipus implementi NFData

import
 
"deepseq"
 
Control.DeepSeq
 
(
NFData
,
 
deepseq
,
 
(
$!!
))

(
ident
 
$!!
 
param_actual
)
 
-- = param_actual `deepseq` ident param_actual -- 'deepseq' avalua el primer paràmetre a Forma Normal i retorna el segon

```

L'extensió de llenguatge Strict de GHC 8.0 capgira el mode d'avaluació dels patrons, on per defecte l'avaluació serà estricta (excepte per als identificadors a nivell de mòdul "Top level bindings"), assenyalant el pas de paràmetres tardà (lazy) amb (~).

#### Àmbit dinàmic - paràmetres implícits
Permet lligar variables amb prefix '?'  a l'àmbit del procediment que fa la crida, com el pas de paràmetres per referència del lleng. C, sempre que s'especifiqui la variable en un requeriment de context (requereix visibilitat en l'àmbit de la crida).
- Cal esmentar-les als requisits de context per fer referència a l'àmbit d'origen.
- Cal l'extensió de llenguatge {-# LANGUAGE ImplicitParams #-}. Vegeu ref.[82]

```
{-# LANGUAGE ImplicitParams #-}

-- definint la variable implícita

prova
 
=
 
let
 
?
implícit
 
=
 
2
 
-- espai local de la variable implícita

 
in
 
cridaIntermèdia

cridaIntermèdia
 
::
 
(
?
implícit
 
::
 
Int
)
 
=>
 
Int
 
-- refereix ?implícit a l'àmbit del punt de crida

cridaIntermèdia
 
=
 
multiplicaAmbImplícit
 
5

multiplicaAmbImplícit
 
::
 
(
?
implícit
 
::
 
Int
)
 
=>
 
Int
 
->
 
Int
 
-- refereix ?implícit a l'àmbit del punt de crida

multiplicaAmbImplícit
 
x
 
=
 
?
implícit
 
*
 
x

main
 
=
 
print
 
prova

```

#### Explicitar un tipus amb el paràmetreProxy
El tipus (Proxy a) és un tipus de paràmetre que no comporta dades, i s'utilitza per fer coincidir un tipus amb el de paràmetres subseqüents.
Exemple d'ús en l'entorn Servant.
```
import
 
Servant.Server
 
(
Application
,
 
Server
,
 
serve
)

data
 
User
 
=
 
User
 
{
nom
 
::
 
String
}
 
deriving
 
(
Eq
,
 
Show
,
 
Generic
,
 
ToJSON
)

type
 
API
 
=
 
"usuaris"
 
:>
 
Get
 
'[JSON]
 
[
User
]

serveixUsuaris
 
::
 
Server
 
API
 

serveixUsuaris
 
=
 
return
 
[
User
 
"Joan"
,
 
User
 
"Josep"
]

-- la signatura de `serve` assegura la coincidència de l'API del servidor amb la desitjada

-- serve :: HasServer api '[] => Proxy api -> Server api -> Application

appServidor
 
=
 
serve
 
(
Proxy
 
::
 
Proxy
 
API
)
 
serveixUsuaris

```

#### Funcions d'ordre superior
Quan algun dels paràmetres és una funció:
```
-- per descriure un paràmetre funció cal acotar-lo entre parèntesis:

flip
 
::
 
(
a
 
->
 
b
 
->
 
c
)
 
->
 
b
 
->
 
a
 
->
 
c
 

flip
 
f
 
x
 
y
 
=
 
f
 
y
 
x

```

Els operadors bàsics sobre funcions són al mòdul Data.Function
Al passar un paràmetre funció no se'n comprova l'aritat.

##### Secció (tall) d'un operador eninfix
La secció d'un operador en infix consisteix en convertir una expressió d'un operador binari en una funció anònima d'un dels operands, que s'omet i es tanca entre parèntesis, per exemple (< 5). Vegeu ref.
```
-- exemple d'ús: quick-sort en llistes

import
 
Data.List
 
as
 
L

qs
 
[]
 
=
 
[]

qs
 
(
x
:
xs
)
 
=
 
qs
 
precedents
 
++
 
[
x
]
 
++
 
qs
 
no_precedents

 
where
 

 
(
precedents
,
 
no_precedents
)
 
=
 
L
.
partition
 
(
<
 
x
)
 
xs

$
 
ghci

Prelude
>
 
:
type
 
(
2
^
)
 
-- equival a l'aplic. parcial ((^) 2)

(
2
^
)
 
::
 
(
Integral
 
b
,
 
Num
 
a
)
 
=>
 
b
 
->
 
a

Prelude
>
 
:
t
 
(
^
2
)
 
-- equival a l'aplicació parcial (flip (^) 2)

(
^
2
)
 
::
 
Num
 
a
 
=>
 
a
 
->
 
a

Prelude
>
 
:
t
 
(`
elem
`
 
"AEIOU"
)
 
-- equival a l'aplic. parcial (flip elem "AEIOU") 

(`
elem
`
 
"AEIOU"
)
 
::
 
Char
 
->
 
Bool

```

- excepte el cas (-1) doncs el signe menys a l'inici d'expressió es considera operador unari.[52]

#### Patrons i guardes

##### casuística perencaix de patronsdels paràmetres
El nom de la funció precedeix cada cas.
```
 
-- _ és el comodí, que pot portar un sufix per a documentació (ex.: "_x", "_xs")

 
llargada
 
::
 
[
a
]
 
->
 
Int

 
llargada
 
[]
 
=
 
0
 
-- [] patró del constructor ''nil'' de llista buida.

 
llargada
 
(
_
:
xs
)
 
=
 
1
 
+
 
llargada
 
xs
 
-- (_cap : _cua) patró del constructor ''cons''.

```

!! GHC no avisa quan els encaixos són incomplets (no exhaustius), excepte que ho demanis explícitament amb l'opció -fwarn-incomplete-patterns o -Wall
La determinació de si un encaix és viable s'avalua de manera estricta. Per a avaluar-los de manera tardana vegeu #Avaluació tardana explícita en els patrons d'encaix

##### l'operador (@) - assignació del valor encaixat a una variable
l'operador (@), anomenat as-pattern, com a (variable @ patró) unifica la variable i el valor encaixat al patró
```
 
descriuLlista
 
ll
 
@
 
(
_
:
_
)
 
=
 
"llista no buida: "
 
++
 
show
 
ll

```

##### Signatures de tipus als patrons
Totes les variables de patrons admeten signatures, quines variables de tipus han de pertànyer a l'àmbit de la definició.
```
 
f
 
::
 
forall
 
a
.
 
[
a
]
 
->
 
(
Int
,
 
[
a
])
 
-- forall a. fa visible el tipus 'a' al codi definit

 
f
 
xs
 
=
 
(
n
,
 
zs
)

 
where

 
(
ys
::
[
a
],
 
n
)
 
=
 
(
reverse
 
xs
,
 
length
 
xs
)
 
-- Correcte, restricció amb tipus a la vista

 
zs
::
[
a
]
 
=
 
xs
 
++
 
ys
 
-- Bé

 
Just
 
(
v
::
b
)
 
=
 
...
 
-- Incorrecte. b no està a la vista!

```

##### Definició perGuardes
Definició de funcions basada en condicions
```
 
prova
 
x

 
|
 
x
 
>
 
0
 
=
 
1

 
|
 
x
 
==
 
0
 
=
 
0

 
|
 
otherwise
 
=
 
-
1

```

##### Definició per guardes de patrons
Haskell2010. (extensió de llenguatge PatternGuards) Permet condicionar una definició a una seqüència d'encaixos subordinats.
Quan volem donar categoria de definició a una expressió subjecta a una cascada d'encaixos
```
addLookup
 
env
 
var1
 
var2
 
=
 

 
case
 
lookup
 
env
 
var1
 
of

 
Just
 
val1
 
->

 
(
case
 
lookup
 
env
 
var2
 
of
 

 
Just
 
val2
 
->
 
val1
 
+
 
val2

 
Nothing
 
->
 
cas_residual

)

 
Nothing
 
->
 
cas_residual

```

podem escriure la cascada d'encaixos en seqüència com a condicionant de la definició:
```
addLookup
 
env
 
var1
 
var2

 
|
 
Just
 
val1
 
<-
 
lookup
 
env
 
var1
,

 
Just
 
val2
 
<-
 
lookup
 
env
 
var2

 
=
 
val1
 
+
 
val2

addLookup
 
_
 
_
 
_
 
=
 
cas_residual

```

##### Sinònims de patrons
Des de GHC 7.8.1 amb l'extensió de llenguatge PatternSynonyms.
- Per al cas de patrons niuats, per distingir els patrons segons el component pretès amb noms més entenedors
- o també, per donar noms a valors als patrons

```
{-# LANGUAGE PatternSynonyms #-}

pattern
 
Cap
 
y
 
<-
 
y
 
:
 
_
 
-- amb sintaxi unidireccional (<-): ús només en patrons

pattern
 
Cua
 
ys
 
<-
 
_
 
:
 
ys

obtenirElCapDeLaCuaDeLaCua
 
::
 
[
a
]
 
->
 
Maybe
 
a

obtenirElCapDeLaCuaDeLaCua
 
xs
 
=

 
case
 
xs
 
of

 
Cua
 
(
Cua
 
(
Cap
 
y
))
 
->
 
Just
 
y
 

 
_
 
->
 
Nothing

main
 
=
 
print
 
$
 
obtenirElCapDeLaCuaDeLaCua
 
[
1
::
Int
,
2
,
3
]

```

- hi ha dues sintaxis, segons l'ús pretès del sinònim:[90]

- unidireccional (<-) : circumscriu l'ús del sinònim al context de patrons.
- bidireccional (=) : per emprar el sinònim tant en patrons i com en expressions.

- també poden estar definits dins una classe (associats), abstractes dins la classe, amb la definició concretada a les instàncies.

##### Patrons de vistes
S'entén per vista una funció d'un argument quin resultat es pot analitzar per patrons. La sintaxi (vista -> patró) es fa servir en el lloc d'un argument, aplicant la funció vista a l'argument i encaixant el resultat al patró. També es pot fer servir en un case o en una definició amb let. Extensió ViewPatterns.
- En una definició: f (vista -> patró) = … ≡ f v | patró <- vista v = …
- En un case: case v of { (vista -> patró) -> e1 ; _ -> e2 } ≡ case vista v of { patró -> e1 ; _ -> e2 }

Exemple a #Tipatge dinàmic - Paràmetres de tipus divers

#### Definicions d'àmbit local
Vegeu "Let vs Where".
amb where, estil declaratiu (ús abans de la definició)permet definir variables esmentades als patrons i guardes de la definició. Cada alternativa pot tenir el seu where.
```
 
-- En una definició amb (=) o en una alternativa de case (amb (->))

 
-- (EBNF)

 
alternativa
 
=
 
patró
,
 
((
"|"
,
 
guarda
,
 
"="
,
 
expressió
,
 
-- o bé amb guardes

 
{
 
"|"
,
 
guarda
,
 
"="
,
 
expressió
 
})
 
-- guardes addicionals

 
|
 
(
"="
,
 
expressió
)
 
-- o bé sense guardes

)

 
[
"where"
,
 
declaracions_locals
]

```

amb let..in, estil imperatiu (definició abans de l'ús)cada (let .. in) estableix un àmbit on no s'hi pot redefinir un símbol, però es poden establir àmbits (let .. in) successius
```
-- ghci

Prelude
>
let
 
x
 
=
 
1
;
 
y
 
=
 
x
 
in
 
let
 
x
 
=
 
y
 
+
1
 
in
 
print
 
x

2
 
-- resultat

```

Als blocs d'accions (efectes col·laterals) do, els subblocs let (que no duen la paraula reservada in al final) permeten definir expressions basades en resultats d'accions precedents
```
main
 
=
 
do

 
s
 
<-
 
getLine
 
-- resultat "<-" efecte

 
let
 
x
 
=
 
(
read
 
s
 
::
 
Int
)

 
y
 
=
 
x
+
1

 
let
 
x
 
=
 
y
 
+
2

 
print
 
x

```

### Alternatives if, case
```
-- if del haskell98 (en una única línia)

if
 
expr_booleana
 
then
 
expr1
 
else
 
expr2

-- if del haskell2010, es pot partir en línies

if
 
expr_booleana

 
then
 
expr1

 
else
 
expr2

case
 
expr
 
of

 
patró
 
|
 
guardaA
 
->
 
exprA

 
|
 
guardaB
 
->
 
exprB

 
patró2
 
|
 
guarda2
 
->
 
expr2

-- alternativa múltiple

case
 
()
 
of

 
_
 
|
 
condició1
 
->
 
expr1

 
|
 
condició2
 
->
 
expr2

 
|
 
otherwise
 
->
 
expr3

-- versió moderna (desde GHC v. 7.6.1 !!) requereix pragma d'extensió de llenguatge MultiWayIf:

{-# LANGUAGE MultiWayIf #-}

if
 
|
 
x
 
==
 
0
 
->
 
...

 
|
 
x
 
>
 
1
 
->
 
...

 
|
 
x
 
<
 
0
 
->
 
...

 
|
 
otherwise
 
->
 
...

```

### Iteracions funcionals sense efectes col·laterals
Amb recursivitat els casos queden més clars de cara a assegurar-ne la finalització. Vegeu funció recursiva
```
bucle
 
params
 
=
 
if
 
condició
 
params

 
then
 
{- cas simple -}
 
expressió

 
else
 
{- cas recursiu -}
 
bucle
 
$
 
següent
 
params

 
where

 
següent
 
params
 
=
 
...

```

### Operadors
- Associativitat especificant {infixl: per l'esquerra | infixr: per la dreta | infix: no associatiu}
- Precedència (0..9). Vegeu taula.[17]

Per defecte: màxima precedència i associativitat per l'esquerra (infixl 9)
```
 
(
++
)
 
::
 
[
a
]
 
->
 
[
a
]
 
->
 
[
a
]
 
-- concatenació de dues llistes

 
infixr
 
5
 
++

 
[]
 
++
 
ys
 
=
 
ys
 
-- cas simple

 
(
x
:
xs
)
 
++
 
ys
 
=
 
x
 
:
 
(
xs
 
++
 
ys
)
 
-- cas recursiu

```

### operadors de funcions
Vegeu ref.
(.) composició:
```
-- ús: punt envoltat d'espais

 
f
.
 
g
 
-- un robot de la viquipèdia malinterpreta els punts com a punt de final de frase i n'elimina els espais precedents

```

($) aplicació normal (tardana) f $ x = f x. Permet estalviar parèntesis en aplicar operacions sobre el darrer paràmetre quan és una expressió (hi ha més d'un terme) o bé la part esquerra és una composició de funcions.
Restricció: Hi ha objeccions a la seva aplicació en cas que el paràmetre o el retorn siguin funcions polimòrfiques que no tinguin declaració de tipus.
```
f
 
$
 
g
 
$
 
x
 
+
 
y
 
≡
 
f
 
(
g
 
(
x
 
+
 
y
))

f
.
 
g
 
$
 
x
 
≡
 
(
f
.
 
g
)
 
x

-- exemple:

print
 
$
 
"el resultat és"
 
++
 
show
 
result

-- en comptes de

print
 
(
"el resultat és"
 
++
 
show
 
result
)

```

#### lectura de dreta a esquerra en la composició amb (.)
En aplicar una composició de funcions (f. g. h) obj sobre una variable o expressió, l'entendrem més fàcilment si les analitzem tenint en compte el tipus de l'objecte (domini) de l'aplicació i llavors les funcions que s'hi apliquen, començant per l'última de la composició, en sentit de dreta cap a l'esquerra.
Es pot escriure la composició a l'estil de flux de dades (d'esquerra a dreta), amb l'operador d'aplicació cap enrere (&) definit a Data.Function desde GHC 7.10.1
```
import
 
Control.Exception
 
(
assert
)

import
 
Control.Category
 
((
>>>
))
 
-- morfismes definits a la classe Category. Les funcions la implementen!

import
 
Control.Monad

import
 
Data.Function
 
((
&
))
 
-- (&) = flip ($) -- infixl 1 -- desde GHC 7.10.1

obj
 
=
 
"0"

f
 
=
 
(
++
"3"
)

g
 
=
 
(
++
"2"
)

h
 
=
 
(
++
"1"
)

estil0
 
=
 
f
 
(
g
 
(
h
 
obj
))
 
-- pels aimants dels parèntesis (enyorats del LISP)

estil1
 
=
 
f
 
$
 
g
 
$
 
h
 
obj
 
-- estil aplicatiu

estil2
 
=
 
(
f
.
 
g
.
 
h
)
 
obj
 
-- estil funcional

estil3
 
=
 
(
h
 
>>>
 
g
 
>>>
 
f
)
 
obj
 
-- estil transformacional (morfismes)

estil4
 
=
 
obj
 
&
 
h
 
&
 
g
 
&
 
f
 
-- estil navegació de dades (com a la O.O. obj.mètode),

estils
 
=
 
[
estil0
,
 
estil1
,
 
estil2
,
 
estil3
,
 
estil4
]

main
 
=
 
do

 
forM_
 
estils
 
print
 
-- imprimeix el resultat de cada estil

 
assert
 
comprovació
 
$
 
print
 
"són iguals"

 
where

 
comprovació
 
=
 
all
 
(
==
 
"0123"
)
 
estils

```

### Currificació
- curry: converteix una func. d'una Tupla2 en una que admet els paràm. separats

+ possibilita l'aplicació parcial de part dels paràmetres
- uncurry: conv. una funció de dos param. en una que els admet aparellats en Tupla2

```
 
curry
::
((
a
,
b
)
 
->
 
c
)
 
->
 
a
 
->
 
b
 
->
 
c

 
uncurry
::
(
a
 
->
 
b
 
->
 
c
)
 
->
 
(
a
,
b
)
 
->
 
c

 
--

 
f
 
=
 
\
(
x
,
y
)
 
->
 
2
*
x
+
y

 
f_currificada
 
=
 
curry
 
f

 
assert
 
(
f
 
(
3
,
 
4
)
 
==
 
f_currificada
 
3
 
4
)
 
"equivalència de currificació"

 
-- aplicació parcial

 
op
 
::
 
a
 
->
 
b
 
->
 
c

 
(`
op
`
 
segon
)
 
::
 
a
 
->
 
c

 
(
primer
 
`
op
`)
 
::
 
b
 
->
 
c

```

### Traçabilitat dins el codi funcional
El codi funcional no permet l'ús de print (efecte col·lateral). Cal fer servir trace o bé traceStack del mòdul Debug.Trace. Imprimeix el primer paràmetre, via unsafePerformIO i retorna el segon.
Atenció: l'ordre d'execució de subexpressions en codi funcional és indeterminat, i igualment ho serà l'ordre d'impressió de les traces.
En codi monàdic (seqüencial), l'ordre d'impressió de les traces, està subjecte al moment de l'avaluació que, per ésser tardana, és difícil de predir amb seguretat.
```
-- prova.hs

import
 
Debug.Trace
 
(
trace
)
 
-- trace :: String -> a -> a

quadrat
 
x
 
=
 
trace
 
msg
 
resultat

 
where

 
msg
 
=
 
"traça de quadrat: x: "
 
++
 
show
 
x
 
++
 
" resultat: "
 
++
 
show
 
resultat

 
resultat
 
=
 
x
 
*
 
x

cub
 
x
 
=
 
x
 
*
 
quadrat
 
x

main
 
=
 
putStrLn
 
$
 
"cub de 2: "
 
++
 
show
 
(
cub
 
2
)

```

A partir de GHC v.7.4.1 hi ha també traceStack :: String -> a -> a que a més bolca la traça de crides si s'ha compilat amb opcions de perfilat.
Substituïm trace per traceStack i ...
```
ghc --make -prof -fprof-auto-calls prova.hs
./prova
traça de quadrat: x: 2 resultat: 4
Stack trace:
 Main.quadrat.resultat' (prova.hs:6:17-39)
 Main.cub (prova.hs:10:13-21)
 Main.cub (prova.hs:10:9-21)
 Main.main (prova.hs:12:42-46)
 Main.main (prova.hs:12:36-47)
 Main.main (prova.hs:12:19-47)
 Main.main (prova.hs:12:8-47)
 Main.CAF (<entire-module>)
cub de 2: 8

```

## Comportament: Classes de tipus
Els tipus només descriuen el domini de valors.
Les classes designen la interfície (signatures) d'un conjunt d'operacions, amb possible implementació per defecte, parametritzades pel tipus de la classe.
Les classes de tipus no són com les classes de C++, que són classes d'objectes, sinó com els Interface de Java, els genèrics de l'Ada o les signatures de ML.
Per utilitzar-les amb un tipus concret, cal generar una instància de la classe per al tipus definint-hi la implementació. Les instàncies visibles en l'àmbit, es passen implícitament a les funcions que les requereixen.
- Les instàncies no tenen identificació, no n'hi poden haver dues de la mateixa classe per al mateix tipus al mateix àmbit. Quan s'importa un mòdul s'importen totes les instàncies.[97]
- Les instàncies no es poden tapar amb altres instàncies.[98]
- Les instàncies s'han de definir en un dels mòduls on hi hagi, o bé la definició de la classe, o bé la del tipus, altrament seran etiquetades com a instàncies òrfenes i rebutjades pel compilador.[97]
- L'única manera de redefinir instàncies és fer-ho sobre una derivació del tipus amb newtype, esmentant les altres instàncies a la clàusula deriving amb el mecanisme de l'extensió GeneralizedNewtypeDeriving que estalvia la redefinició d'instàncies.[97]

### Especialització, instanciació per tipus
L'ús d'operacions que no són de la pròpia classe a les implementacions per defecte, fa necessari requerir la presència, en el context d'ús, d'instàncies de les classes que incorporen les operacions.
```
-- per aquells tipus t que implementin les classes requerides

class
 
(
ClasseRequeridaA
 
t
,
 
ClasseRequeridaB
 
t
,
 
...
)
 
=>
 
ClasseNova
 
t
 
where
 
...

```

```
{-# LANGUAGE NamedFieldPuns #-}
 
-- simplificació en literals de registres 

 
-- (interpreta 'camp' seguit de separador o delimitador, com a 'camp = camp')

class
 
PropXY
 
t
 
where

 
getXY
 
::
 
t
 
->
 
(
Int
,
 
Int
)

 
setXY
 
::
 
Int
 
->
 
Int
 
->
 
t
 
->
 
t

-- funcionalitat 2D requereix que el tipus implementi PropXY

class
 
(
PropXY
 
t
)
 
=>
 
IFun2D
 
t
 
where

 
desplaça2D
 
::
 
Int
 
->
 
Int
 
->
 
t
 
->
 
t

 
-- implementació per defecte a la classe

 
desplaça2D
 
dx
 
dy
 
punt
 
=
 
setXY
 
(
x
+
dx
)
 
(
y
+
dy
)
 
punt

 
where

 
(
x
,
y
)
 
=
 
getXY
 
punt

data
 
TPunt2D
 
=
 
Punt2D
 
{
x
,
 
y
 
::
Int
}

instance
 
PropXY
 
TPunt2D
 
where

 
getXY
 
Punt2D
 
{
x
,
 
y
}
 
=
 
(
x
,
 
y
)

 
setXY
 
x
 
y
 
punt
 
=
 
punt
 
{
x
,
 
y
}
 
-- equival a punt {x = x, y = y}

instance
 
IFun2D
 
TPunt2D
 
-- genera una instància per a TPunt2D amb la implementació per defecte

```

Vegeu exemple més complet més avall

#### Instanciació genèrica
Quan totes les operacions es basen en operacions de les classes base i no en particularitats d'un tipus, es pot definir la instanciació a nivell de classe amb efecte automàtic. (Requereix l'extensió de llenguatge UndecidableInstances).
```
{-# LANGUAGE FlexibleInstances, UndecidableInstances #-}

class
 
PropXY
 
t
 
where

 
getXY
 
::
 
t
 
->
 
(
Int
,
 
Int
)

 
setXY
 
::
 
Int
 
->
 
Int
 
->
 
t
 
->
 
t

class
 
IFun2D
 
t
 
where

 
desplaça2D
 
::
 
Int
 
->
 
Int
 
->
 
t
 
->
 
t

instance
 
(
PropXY
 
t
)
 
=>
 
IFun2D
 
t
 
where
 
-- (IFun2D t) serà automàtic per a tot tipus t tal que (PropXY t)

 
desplaça2D
 
dx
 
dy
 
punt
 
=
 
setXY
 
(
x
+
dx
)
 
(
y
+
dy
)
 
punt

 
where

 
(
x
,
y
)
 
=
 
getXY
 
punt

```

#### Derivació d'instàncies per a tipus paramètrics amb requeriments
Amb l'extensió de llenguatge StandaloneDeriving el compilador permet que afegeixis requeriments de context a la derivació d'instàncies amb clàusules deriving independents de la definició de l'estructura.
```
{-# LANGUAGE StandaloneDeriving #-}

data
 
Foo
 
a
 
=
 
Bar
 
a
 
|
 
Baz
 
String

deriving
 
instance
 
Eq
 
a
 
=>
 
Eq
 
(
Foo
 
[
a
])

deriving
 
instance
 
Eq
 
a
 
=>
 
Eq
 
(
Foo
 
(
Maybe
 
a
))

```

#### Derivació ràpida d'instàncies de classes amb implementació per defecte
L'extensió DeriveAnyClass ho permet. Si Bar és una classe on tots els mètodes tenen implementació per defecte
```
data
 
Foo
 
=
 
Foo
 
...

instance
 
Bar
 
Foo
 
-- sense implementació específica

```

es pot escriure en una sola línia (a banda de la pragma d'extensió de llenguatge)
```
{-# LANGUAGE DeriveAnyClass #-}

data
 
Foo
 
=
 
Foo
 
...
 
deriving
 
(
Bar
)

```

Exemple a Compilador Haskell de Glasgow#serialització en format JSON

## Tipus derivats --newtype
newtype defineix un tipus derivat d'un altre tipus (anomenat tipus base) amb possible herència de les instàncies de classes de tipus instanciades pel tipus base.
```
-- defineix el tipus TipusDerivat amb la mateixa representació interna que el tipus base

newtype
 
TipusDerivat
 
=
 
Constructor
 
TipusBase
 
deriving
 
(
Classes_quines_instàncies_del_tipusBase_heretarà
)

-- o bé

newtype
 
TipusDerivat
 
=
 
Constructor
 
{
 
accessor
:
 
TipusBase
}
 
deriving
 
...

```

newtype defineix un tipus derivat mitjançant una estructura d'un únic component, el tipus base, mantenint la mateixa representació interna (el compilador esborra el constructor).
newtype defineix un morfisme (el constructor) del tipus base al derivat, que manté l'estructura de les classes que esmentem a la clàusula deriving heretant-ne, el tipus derivat, les instàncies. Si el newtype es defineix com a registre, l'accessor del camp constitueix el morfisme invers.
Per al cas de voler múltiples implementacions d'una classe de tipus (diverses relacions d'ordre o diversos monoides), com que les implementacions no tenen nom, cal definir un tipus derivat nou per cadascuna d'elles (vegeu exemple tot seguit).
L'extensió GeneralizedNewtypeDeriving permet que el tipus definit amb newtype hereti les instàncies de classes mono-paràmetre, esmentant-les a la clàusula deriving, més enllà de les quatre especificades per la versió Haskell98 del llenguatge (Eq, Ord, Enum, Bounded).
```
{-# LANGUAGE GeneralizedNewtypeDeriving #-}

-- | Monoide per a la suma.

newtype
 
Sum
 
a
 
=
 
Sum
 
{
 
getSum
 
::
 
a
 
}

 
deriving
 
(
Eq
,
 
Ord
,
 
Read
,
 
Show
,
 
Bounded
,
 
Generic
,
 
Generic1
,
 
Num
)
 
-- instàncies a heretar

-- el constructor: Sum :: a -> Sum a -- morfisme que manté l'estructura de les classes esmentades

-- l'accessor: getSum :: Sum a -> a -- morfisme invers

instance
 
(
Num
 
a
)
 
=>
 
Monoid
 
(
Sum
 
a
)
 
where
 
-- Num a => `a` té l'estructura algebraica d'anell 

 
mappend
 
(
Sum
 
x
)
 
(
Sum
 
y
)
 
=
 
Sum
 
(
x
 
+
 
y
)
 
-- associativa

 
mempty
 
=
 
Sum
 
0
 
-- element neutre

-- | Monoide per al producte.

newtype
 
Product
 
a
 
=
 
Product
 
{
 
getProduct
 
::
 
a
 
}

 
deriving
 
(
Eq
,
 
Ord
,
 
Read
,
 
Show
,
 
Bounded
,
 
Generic
,
 
Generic1
,
 
Num
)

instance
 
(
Num
 
a
)
 
=>
 
Monoid
 
(
Product
 
a
)
 
where

 
mappend
 
(
Product
 
x
)
 
(
Product
 
y
)
 
=
 
Product
 
(
x
 
*
 
y
)
 
-- associativa

 
mempty
 
=
 
Product
 
1
 
-- element neutre

```

ús:
```
import
 
Data.Monoid

import
 
Data.Foldable
 
(
Foldable
,
 
foldMap
)

import
 
Data.Category
 
((
>>>
))
 
-- (>>>): composició esq. a dreta

plegatSuma
,
 
plegatProd
 
::
 
(
Num
 
a
,
 
Foldable
 
t
)
 
=>
 
t
 
a
 
->
 
a

plegatSuma
 
=
 
foldMap
 
Sum
 
>>>
 
getSum

plegatProd
 
=
 
foldMap
 
Product
 
>>>
 
getProduct

```

- Newtype també possibilita l'etiquetatge de tipus bàsics per evitar errors de transposició de paràmetres: "Keyword arguments in Haskell"[104]

### ús delsnewtypespredefinits
Els tipus All i Any definits amb newtype per als quals s'implementa un Monoide per a la conjunció o bé disjunció, permeten un tractament similar en definir els següents quantificadors de col·leccions basats en propietats.
Apliquem el constructor adequat (All o bé Any) als valors i el plegat amb monoide farà servir l'op. definida per al newtype corresponent. En acabat, caldrà convertir el tipus del resultat amb la inversa del constructor: l'accessor.
```
{-| Ús dels newtype All i Any predefinits a Data.Monoid

-}

import
 
Data.Function
 
((
&
))
 
-- (&) = flip ($) -- aplicació cap enrere

import
 
Control.Category
 
((
>>>
))
 
-- f >>> g = g. f -- composició esq. a dreta

import
 
Data.Monoid
 
(
All
(
..
),
 
Any
(
..
))

{-| 

-- de la definició a Data.Monoid

newtype All = All { getAll :: Bool } -- implementa monoid per a la conjunció (&&)

 deriving (Eq, Ord, Read, Show, Bounded, Generic)

newtype Any = Any { getAny :: Bool } -- implementa monoid per a la disjunció (||)

 deriving (Eq, Ord, Read, Show, Bounded, Generic)

-- de Data.Foldable

foldMap :: (Foldable t, Monoid m) => (a -> m) -> t a -> m

-}

existeix
,
 
perATots
 
::
 
Foldable
 
t
 
=>
 
(
a
 
->
 
Bool
)
 
->
 
t
 
a
 
->
 
Bool

-- convertint la sortida de 'prop' al Monoide adequat, i reconvertint el resultat:

existeix
 
prop
 
xs
 
=
 
foldMap
 
(
prop
 
>>>
 
Any
)
 
xs
 
&
 
getAny

perATots
 
prop
 
xs
 
=
 
foldMap
 
(
prop
 
>>>
 
All
)
 
xs
 
&
 
getAll

ésParell
 
::
 
Integral
 
t
 
=>
 
t
 
->
 
Bool

ésParell
 
x
 
=
 
x
 
`
mod
`
 
2
 
==
 
0

-- versió tàcita (sense param. formals reduïbles)

ésParell
 
=
 
(`
mod
`
 
2
)
 
>>>
 
(
==
 
0
)

default
 
(
Int
)
 
-- desambiguació literals numèrics 

mostra
 
=
 
[
1
,
2
,
3
]

main
 
=
 
do

 
print
 
$
 
existeix
 
ésParell
 
mostra

 
print
 
$
 
perATots
 
ésParell
 
mostra

```

### tipus derivats de funcions
També s'utilitza per definir un tipus com a abstracció d'un tipus de funció. Això permet definir operacions de combinació de funcions del tipus específic, com a les Fletxes
```
 
-- sigui, per exemple, f :: a -> [b] -- el tipus de funció sobre el que volem definir operacions

 
-- x :: a

 
newtype
 
TFiltre
 
a
 
b
 
=
 
Filtre
 
{
 
runFiltre
 
::
 
a
 
->
 
[
b
]
 
}

 
-- Constructor: Filtre :: (a -> [b]) -> TFiltre 

 
-- Inversa del constructor: runFiltre :: TFiltre -> (a -> [b]) 

 
filtre_f
 
=
 
Filtre
 
f
 
-- element del nou tipus aplicant el constructor a la funció

 
runFiltre
 
filtre_f
 
-- retorna la funció f original, aplicant la ''inversa_del_constructor''

 
runFiltre
 
filtre_f
 
x
 
-- aplica la funció original a x

```

## Col·leccions polimòrfiques

### Tipus existencial
El tipus existencial (contrari d'universal) designa tipus amb condicionants, i és un mecanisme de tipus per poder acomodar components de tipus divers que tinguin una interfície (operatòria, classe de tipus) en comú i així poder agrupar-los en col·leccions i tractar-ne els elements amb les operacions que comparteixen.
Vegeu
El tipus existencial, originàriament és una mena de tipus abstracte, relacionat amb registres que poden prendre diverses formes concretes que se'n consideren subtipus, donant lloc a un conjunt de tipus.

(pseudocodi)
T = ∃x { v: x; f: (x -> Int); } -- tipus existencial de registre, variant el tipus x
IntT = { v: Int; f: (Int -> Int); } -- subtipus on x = Int
FloatT = { v: Float; f: (Float -> Int); } -- subtipus on x = Float

- El compilador GHC utilitza la paraula reservada forall (quantificador ∀), per als tipus existencials apel·lant a un isomorfisme.[106][107]

- Altres compiladors de Haskell fan servir la paraula reservada exists com a quantificador existencial, el EHC/UHC segons la ref.,[108] i el JHC també,[109] en comptes del forall del GHC.

Tipificació més habitual, per exemple, objectes amb un component textualitzable (Show a)
```
 
{-# LANGUAGE ExistentialQuantification #-}

data
 
TObj
 
=
 
forall
 
a
.
 
(
Show
 
a
)
 
=>
 
Obj
 
a
 
-- per aquells tipus 'a' textualitzables "(Show a)"

 
-- Si l'expressem amb sintaxi GADTs, el quantificador no serà necessari

 
{-# LANGUAGE GADTs #-}

 
data
 
TObj
 
where

 
Obj
 
::
 
(
Show
 
a
)
 
=>
 
a
 
->
 
TObj

```

quantificació existencial als registres
Vegeu ref.
- No es permeten els camps quantificats existencialment en les actualitzacions de registres.
- Cas de sintaxi GADT's els camps quantif. existencialment només poden aparèixer en actualitzacions, si la var. quantificada existencialment apareix individualment en el tipus resultat del Constructor, però no si hi apareix com a paràmetre, per exemple d'una llista.

quantificació existencial als àlies de tipus - sinònims liberalitzats
Admet restriccions existencials, a més d'altres possibilitats. Per aquells tipus 'b' tals que (Show b) ...
```
type
 
Discard
 
a
 
=
 
forall
 
b
.
 
Show
 
b
 
=>
 
a
 
->
 
b
 
->
 
(
a
,
 
String
)

```

### Llistes homogènies d'elements amb components heterogenis
Vegeu. El #Tipus existencial permet definir tipus de dades polimòrfics amb components caracteritzats per admetre un mateix grup d'operacions.
D'aquesta manera es pot treballar amb llistes d'elements que incorporen components de tipus divers que implementin una mateixa classe de tipus, i tractar-los amb les operacions de la classe.
Cal especificar l'opció de compilació "-XExistentialQuantification" o la pragma {-# LANGUAGE ExistentialQuantification #-}
```
{-# LANGUAGE ExistentialQuantification #-}

 
-- tipus amb constructor Obj i un component

 
-- d'aquells tipus ''a'' que implementin la classe Show

 
data
 
ObjPresentable
 
=
 
forall
 
a
.
 
(
Show
 
a
)
 
=>
 
Obj
 
a

 
llistaHetero
 
::
 
[
ObjPresentable
]

 
llistaHetero
 
=
 
[
Obj
 
1
,
 
Obj
 
"foo"
,
 
Obj
 
'c'
]

 
mostra
 
::
 
[
ObjPresentable
]
 
->
 
String

 
mostra
 
[]
 
=
 
""

 
mostra
 
(
Obj
 
x
 
:
 
[]
)
 
=
 
show
 
x
 
-- mostra el darrer (la cua és buida)

 
mostra
 
(
Obj
 
x
 
:
 
xs
)
 
=
 
show
 
x
 
++
 
", "
 
++
 
mostra
 
xs
 
-- aplica al component x l'operació show

 
-- de la classe Show que el component d'Obj implementa

 
main
 
=
 
putStrLn
 
$
 
mostra
 
llistaHetero

--------

-- amb derivació automàtica d'instàncies

deriving
 
instance
 
Show
 
ObjPresentable
 
-- la derivació d'instàncies dels objectes existencials va separada

main
 
=
 
print
 
llistaHetero

```

Vegeu-ne l'exemple #Col·leccions amb components heterogenis - Emulació del despatx dels mètodes virtuals de la O.O.

## Tipatge dinàmic - Paràmetres de tipus divers
Haskell admet pas de paràmetres amb control del tipus en temps d'execució, només per a tipus monomòrfics (sense variables de tipus).
Exemple amb l'ús de l'extensió ViewPatterns (Vegeu #Patrons de vistes)
```
{-# LANGUAGE ViewPatterns, ScopedTypeVariables #-}

import
 
Data.Dynamic

-- fromDynamic :: Dynamic -> Maybe a -- per obtenir un resultat, cal provar-ho amb restricció de tipus: 

-- control dinàmic del tipus del paràmetre, farem servir ViewPatterns: ''(vista -> patró)'' sobre el paràmetre.

printDynamic
 
::
 
Dynamic
 
->
 
IO
 
()

printDynamic
 
(
fromDynamic
 
->
 
Just
 
(
x
 
::
 
Int
))
 
=
 
putStrLn
 
$
 
"era un Int: "
 
++
 
show
 
x

printDynamic
 
(
fromDynamic
 
->
 
Just
 
(
x
 
::
 
Float
))
 
=
 
putStrLn
 
$
 
"era un Float: "
 
++
 
show
 
x

printDynamic
 
(
fromDynamic
 
->
 
Just
 
(
xy
 
::
 
(
Int
,
 
Int
)))
 
=
 
putStrLn
 
$
 
"era un parell de Ints: "
 
++
 
show
 
xy

printDynamic
 
(
fromDynamic
 
->
 
Just
 
(
xs
 
::
 
[
Int
]))
 
=
 
putStrLn
 
$
 
"era una llista de Ints: "
 
++
 
show
 
xs

printDynamic
 
(
fromDynamic
 
->
 
Just
 
(
f
 
::
 
(
Int
 
->
 
Int
)))
 
=
 
putStrLn
 
$
 
"era una funció (Int -> Int): 2 -> "
 
++
 
show
 
(
f
 
2
)

printDynamic
 
_
 
=
 
error
 
"printDynamic: tipus inesperat"

main
 
=
 
do

 
printDynamic
 
$
 
toDyn
 
(
1
 
::
 
Int
)

 
printDynamic
 
$
 
toDyn
 
(
-
2.5
 
::
 
Float
)

 
printDynamic
 
$
 
toDyn
 
((
2
,
 
3
)
 
::
 
(
Int
,
 
Int
))

 
printDynamic
 
$
 
toDyn
 
([
1
..
3
]
 
::
 
[
Int
])

 
printDynamic
 
$
 
toDyn
 
((
*
2
)
 
::
 
Int
 
->
 
Int
)

```

dona
```
$
 
runhaskell
 
prova3
era
 
un
 
Int:
 
1

era
 
un
 
Float:
 
-2.5
era
 
un
 
parell
 
de
 
Ints:
 
(
2
,3
)

era
 
una
 
llista
 
de
 
Ints:
 
[
1
,2,3
]

era
 
una
 
funció
 
(
Int
 
->
 
Int
)
:
 
2
 
->
 
4

```

## Seqüències i col·leccions en codi funcional pur
Algunes de les funcions següents incorporen en la funció nucli de la iteració un paràmetre a l'entrada i a la sortida interpretable com a estat de la iteració, que evoluciona partint d'un valor inicial llavor per l'aplicació reiterada de la funció nucli.

### Seqüències - generació d'una seqüència partint d'un valor
És la particularització de Haskell d'un Anamorfisme o desplegament d'estructures: (b -> a*).
```
-- en un anamorfisme que forma una llista:

anamorf
 
::
 
(
estat
 
->
 
(
valor
,
 
estat
))
 
->
 
(
estat
 
->
 
Bool
)
 
->
 
estat
 
->
 
[
valor
]

anamorf
 
desplega
 
ésFinal
 
estat
 
=

 
if
 
ésFinal
 
estat

 
then
 
[]

 
else
 
valor
 
:
 
(
anamorf
 
desplega
 
ésFinal
 
estat'
)

 
where
 
(
valor
,
 
estat'
)
 
=
 
desplega
 
estat

```

Amb la funció unfoldr ("unfold right", cat: desplega per la dreta) de Data.List. La seqüència s'acaba quan la funció nucli no retorna valor (Nothing).
```
unfoldr
 
::
 
(
llavor
 
->
 
Maybe
 
(
item
,
 
llavor
 
{-següent-}
))
 
->
 
-- funció nucli per obtenir opcionalment el següent ''ítem''

 
llavor
 
{-inicial-}
 
->

 
[
item
]

```

### Seqüències - transformació d'una seqüència amb memòria
Amb mapAccumL de Data.List, podem especificar la funció nucli de la iteració, que partint d'un estat i un element de la seqüència ens proporcioni l'estat inicial de la següent iteració, i l'element de la seqüència de sortida.
```
mapAccum
{
L
|
R
}
 
::
 
(
llavor
 
->
 
item
 
->
 
(
llavor
 
{-següent-}
,
 
item'
))
 
->
 
-- funció nucli de la iteració

 
llavor
 
{-inicial-}
 
->

 
[
item
]
 
{-inicial-}
 
->

 
(
llavor
 
{-final-}
,
 
[
item'
])

```

### Col·leccions - reducció d'una col·lecció a un valor o bé estructura (plegat) - Les classes Foldable/Bifoldable i Monoid
És la versió de Haskell d'un catamorfisme o reducció d'estructures (a* -> b).
Cal especificar com a paràmetre la funció del plegat:
```
foldl
 
::
 
(
acc
 
->
 
item
 
->
 
acc
 
{-següent-}
)
 
->
 
-- funció nucli de la iteració

 
acc
 
{-inicial-}
 
->

 
[
item
]
 
{-inicial-}
 
->

 
acc
 
{-final-}

foldl
 
op
 
acc
 
[]
 
=
 
acc

foldl
 
op
 
acc
 
(
x
:
xs
)
 
=
 
foldl
 
op
 
(
acc
 
`
op
`
 
x
)
 
xs

```

foldl de Data.List per a llistes ha estat substituïda en el mòdul Prelude per foldl de Data.Foldable per a col·leccions de tipus genèric.
Vegeu també iteracions a espai constant de la pila amb plegat per l'esquerra estricte
- La classe Foldable, del mòdul Data.Foldable, generalitza la reducció per a les col·leccions

```
class
 
Foldable
 
t
 
where

 
foldr
,
 
foldr'
 
::
 
(
a
 
->
 
acc
 
->
 
acc
)
 
->
 
acc
 
->
 
t
 
a
 
->
 
acc
 
-- plegat per la dreta, foldr' estricte

 
foldl
,
 
foldl'
 
::
 
(
acc
 
->
 
a
 
->
 
acc
)
 
->
 
acc
 
->
 
t
 
a
 
->
 
acc
 
-- plegat per l'esquerra, foldl' estricte

 
foldMap
 
::
 
Monoid
 
m
 
=>
 
(
a
 
->
 
m
)
 
->
 
t
 
a
 
->
 
m
 
-- plegat amb mapeig a un tipus que implementa Monoide

 
fold
 
::
 
Monoid
 
a
 
=>
 
t
 
a
 
->
 
a
 
-- plegat per a col·leccions d'elements que implementen Monoide

 
...

 
-- plegats especials

 
toList
 
::
 
t
 
a
 
->
 
[
a
]
 
-- foldMap pure 

 
null
 
::
 
t
 
a
 
->
 
Bool
 
-- existeix algun element: null = foldr (\ _ _ -> False) True

 
length
 
::
 
t
 
a
 
->
 
Int
 
-- compta els elements: length = foldl' (\ c _ -> c+1) 0

 
elem
 
::
 
Eq
 
a
 
=>
 
a
 
->
 
t
 
a
 
->
 
Bool
 
-- algun element igual?: elem = any. (==)

 
maximum
,
 
minimum
 
::
 
forall
 
a
.
 
Ord
 
a
 
=>
 
t
 
a
 
->
 
a
 
-- obté el superior/inferior per a tot element de la col·lecció NO buida

 
sum
 
::
 
Num
 
a
 
=>
 
t
 
a
 
->
 
a
 
-- plegat sobre el monoide (a,+,0)

 
product
 
::
 
Num
 
a
 
=>
 
t
 
a
 
->
 
a
 
-- plegat sobre el monoide (a,*,1)

-- altres plegats

and
 
::
 
Foldable
 
t
 
=>
 
t
 
Bool
 
->
 
Bool
 
-- plegat sobre el monoide (Bool,&&,True)

or
 
::
 
Foldable
 
t
 
=>
 
t
 
Bool
 
->
 
Bool
 
-- plegat sobre el monoide (Bool,||,False)

concat
 
::
 
Foldable
 
t
 
=>
 
t
 
[
a
]
 
->
 
[
a
]
 
-- plegat sobre el monoide ([a],++,[])

all
,
 
any
 
::
 
Foldable
 
t
 
=>
 
(
a
 
->
 
Bool
)
 
->
 
t
 
a
 
->
 
Bool
 
-- plegat aplicant predicat

```

- En cas que vulguem avaluació estricta, si l'acumulador és un tipus algebraic convé especificar avaluació estricta explícita als components de l'acumulador, altrament l'avaluació HNF deixa pendent d'avaluar les expressions dels components, engreixant la pila que pot petar de la mateixa manera que en els fold{l|r} no estrictes.

la classe Bifoldable
Des de GHC 8.2 el mòdul Data.Bifoldable proporciona, per a col·leccions d'elements de dominis duals, per ex. (Either a b), la possibilitat de reduir amb dues funcions de plegat, una per cada domini.
```
class
 
Bifoldable
 
t
 
where

 
bifoldMap
 
::
 
Monoid
 
m
 
=>
 
(
a
 
->
 
m
)
 
->
 
(
b
 
->
 
m
)
 
->
 
t
 
a
 
b
 
->
 
m

 
bifoldr
 
::
 
(
a
 
->
 
acc
 
->
 
acc
)
 
->
 
(
b
 
->
 
acc
 
->
 
acc
)
 
->
 
acc
 
->
 
t
 
a
 
b
 
->
 
acc

 
bifoldl
 
::
 
(
acc
 
->
 
a
 
->
 
acc
)
 
->
 
(
acc
 
->
 
b
 
->
 
acc
)
 
->
 
acc
 
->
 
t
 
a
 
b
 
->
 
acc

 
...

```

Per cada funció de Data.Foldable hi ha una funció corresp. de Data.Bifoldable anb el prefix bi.

#### Monoides per als plegats
- La classe Monoid, del mòdul Data.Monoid, facilita la definició de Monoides
- Podem necessitar diferents implementacions de Monoide (ex. per a la Suma i per al Producte), però les instàncies no tenen nom i, per tant, no es poden seleccionar. Cal crear tipus derivats amb newtype[114] per cada instància addicional. El mòdul Data.Monoid en té uns quants de predefinits.
- Els tipus derivats amb newtype només poden tenir un sol component (el tipus base). Si estan definits com a registre, l'accessor ens proporcionarà la conversió inversa de la del constructor. No suposen cap sobrecost d'accés, doncs el compilador esborra el constructor.[102]

```
class
 
Monoid
 
a
 
where

 
mappend
 
::
 
a
 
->
 
a
 
->
 
a
 
-- operació associativa del monoide

 
mempty
 
::
 
a
 
-- element neutre del monoide

 
...

-- Hi ha monoides predefinits, per exemple per a la suma i el producte

newtype
 
Sum
 
a
 
=
 
Sum
 
{
 
getSum
 
::
 
a
}

-- * el constructor del ''newtype'' constitueix una funció del tipus base al tipus derivat

-- * l'accessor del ''newtype'' constitueix una funció del tipus derivat al tipus base

instance
 
(
Num
 
a
)
 
=>
 
Monoid
 
(
Sum
 
a
)
 
where

 
mappend
 
(
Sum
 
x
)
 
(
Sum
 
y
)
 
=
 
Sum
 
(
x
 
+
 
y
)
 
-- associativa

 
mempty
 
=
 
Sum
 
0
 
-- element neutre

newtype
 
Product
 
a
 
=
 
Product
 
{
 
getProduct
 
::
 
a
 
}

```

Exemple. Plegat de la suma i el producte sobre una col·lecció de numèrics (Num t), utilitzant els "newtype" respectius:
```
import
 
Data.Monoid
 
(
Sum
(
..
),
 
Product
(
..
))
 
-- importa constructor i accessors del tipus ..

import
 
Data.Foldable
 
(
Foldable
,
 
foldMap
)

import
 
Data.Category
 
((
>>>
))
 
-- composició d'esquerra a dreta: f >>> g == g. f 

plegatSuma
,
 
plegatProd
 
::
 
(
Num
 
a
,
 
Foldable
 
t
)
 
=>
 
t
 
a
 
->
 
a

plegatSuma
 
xs
 
=
 
getSum
 
$
 
foldMap
 
(
Sum
)
 
xs

-- alternativa tàcita (sense paràmetres formals reduïbles)

plegatSuma
 
=
 
foldMap
 
Sum
 
>>>
 
getSum
 

plegatProd
 
=
 
foldMap
 
Product
 
>>>
 
getProduct

```

### Col·leccions - composició - les classes Semigroup i Monoid
Des de GHC 8.0 s'ha incorporat al paquet base l'estructura Semigrup en un mòdul Data.Semigroup amb una operació associativa definida per (<>) amb associativitat infixr 6 <>.
Abans ja teníem la classe Monoid de Data.Monoid on mappend és l'operació associativa que en posició infix (`mappend`) processa associant per l'esquerra (assoc. per defecte: infixl 9), mentre que també es defineix (<>) com a sinònim que processa associant per la dreta (infixr 6 <>).
Exemple sobre llistes, conjunts i diccionaris (tots ells implementen les classes Semigroup i Monoid). Els vectors del paquet vector també.
```
ghci

Prelude
>
 
import
 
Data.Semigroup

Prelude
 
Data
.
Semigroup
>
 
[
1
,
2
]
 
<>
 
[
3
,
4
]
 
-- composició de llistes

[
1
,
2
,
3
,
4
]

Prelude
 
Data
.
Semigroup
>:
set
 
-
XOverloadedLists
 
-- extensió OverloadedLists per l'ús de literals llistes en altres tipus

Prelude
 
Data
.
Semigroup
>
 
import
 
Data.Set
 
as
 
S

Prelude
 
Data
.
Semigroup
 
S
>
 
import
 
Data.Map
 
as
 
M

Prelude
 
Data
.
Semigroup
 
S
 
M
>
 
import
 
Data.Vector
 
as
 
V

Prelude
 
Data
.
Semigroup
 
S
 
M
 
V
>
 
([
1
,
2
]
 
::
 
Vector
 
Int
)
 
<>
 
([
3
,
4
]
 
::
 
Vector
 
Int
)
 
-- composició de vectors

[
1
,
2
,
3
,
4
]

Prelude
 
Data
.
Semigroup
 
S
 
M
 
V
>
 
([
1
,
2
]
 
::
 
Set
 
Int
)
 
<>
 
([
2
,
3
]
 
::
 
Set
 
Int
)
 
-- composició de conjunts

fromList
 
[
1
,
2
,
3
]

Prelude
 
Data
.
Semigroup
 
S
 
M
 
V
>
 
([(
1
,
"a"
),
 
(
2
,
"b"
)]
 
::
 
Map
 
Int
 
String
)
 
<>
 
([(
2
,
"b'"
),
 
(
3
,
"c'"
)]
 
::
 
Map
 
Int
 
String
)
 
-- composició de diccionaris

fromList
 
[(
1
,
"a"
),(
2
,
"b"
),(
3
,
"c'"
)]

```

### Col·leccions - aplicació als elements d'una col·lecció

#### La classe Functor
La classe Functor descriu una estructura de correspondències entre elements i contenidors que mapeja objectes a objectes i funcions a funcions mantenint la identitat dels objectes i la composició de les funcions en els dos dominis.
Un functor F és un homomorfisme que compleix:
- {\displaystyle F(\mathrm {id} _{X})=\mathrm {id} _{F(X)}\,\!} per a tot objecte {\displaystyle X} del domini d'origen; en Haskell: fmap id ≡ id,
- {\displaystyle F(g\circ f)=F(g)\circ F(f)} per a tot morfisme {\displaystyle f:X\rightarrow Y\,\!} i {\displaystyle g:Y\rightarrow Z}; en Haskell: fmap (g · f) ≡ (fmap g) · (fmap f)

Això possibilita substituir la composició d'aplicacions de morfismes ((fmap g) · (fmap f)), per l'aplicació de la composició (fmap (g · f) ). (Vegeu també desforestació).
L'operació
fmap defineix la correspondència de funcions del domini dels elements al domini dels contenidors mitjançant l'aplicació d'una funció als elements de les col·leccions (ex.: [a]) o bé als resultats dels d'efectes (ex.: IO a) que l'instancien.
```
class
 
Functor
 
t
 
where

 
fmap
 
::
 
(
a
 
->
 
b
)
 
->
 
(
t
 
a
 
->
 
t
 
b
)
 
-- aplica una funció als elements de la col·lecció ''t''

 
-- o bé si ''t'' és un efecte (ex. IO), al resultat de l'efecte

```

- Els conjunts no l'instancien:

Si la funció no és injectiva la imatge de diversos elements del domini origen pot coincidir, i en cas de tractar-se d'un conjunt, no preserva la mida de l'original, incomplint la regla de la composició com a l'exemple de la ref.
- Tanmateix les implementacions de conjunts aporten la seva operació map particular, malgrat no implementar Functor.

- Els tipus monomòrfics (que no incorporen paràmetres, com ara Text, ByteString) tampoc. (El tipus ha de venir parametritzat amb el tipus de l'element)

- El paquet mono-traversable aporta una solució vàlida per a totes les col·leccions siguin paramètriques o monomòrfiques, basada en classes genèriques i, per als tipus dependents, "tipus associats" (Index t, ContainerKey t, MapValue t) o bé #Famílies de tipus (Element t).

#### La classe Bifunctor
Des de GHC 8.2 el paquet base estén els Functors a les col·leccions d'elements amb domini dual (per ex.: Either a b) amb mapeig que incorpora funcions per cadascun dels dominis. Del mòdul Data.Bifunctor
```
class
 
Bifunctor
 
p
 
where

 
bimap
 
::
 
(
a
 
->
 
b
)
 
->
 
(
c
 
->
 
d
)
 
->
 
p
 
a
 
c
 
->
 
p
 
b
 
d

 
first
 
::
 
(
a
 
->
 
b
)
 
->
 
p
 
a
 
c
 
->
 
p
 
b
 
c

 
second
 
::
 
(
b
 
->
 
c
)
 
->
 
p
 
a
 
b
 
->
 
p
 
a
 
c

```

#### Functors contravariants - la classe Contravariant
Quan el contingut del contenidor és una funció, es pot definir un Functor sobre el domini dels arguments (posicions contravariants) de la funció.
La covariança i contravariança es fa servir més als llenguatges que implementen subtipatge. Subtipatge, covariança i contravariança a Scala
Al paquet contravariant.
```
newtype
 
Predicat
 
a
 
=
 
Predicat
 
{
getPredicat
 
::
 
a
 
->
 
Bool
}
 
-- tipus 'a' en posició contravariant

newtype
 
Comparació
 
a
 
=
 
Comparació
 
{
getComparació
 
::
 
a
 
->
 
a
 
->
 
Ordering
}
 
-- tipus 'a' en posició contravariant

-- Donada una relació 'f' en el conjunt del tipus 'b', una projecció (a -> b) estableix la relació en el conjunt del tipus 'a' entre aquells elements quines imatges formin part de la relació.

class
 
Contravariant
 
f
 
where

 
contramap
 
::
 
(
a
 
->
 
b
)
 
->
 
f
 
b
 
->
 
f
 
a

 
...

-- contramap sobre el newtype Comparació, que defineix una relació d'ordre, confereix ordenació al domini origen de la projecció

-- per exemple: una projecció sobre parells:

ghci

Prelude
>
 
import
 
Data.Functor.Contravariant
 
as
 
C

Prelude
 
C
>
 
import
 
Data.Function
 
as
 
F
 
((
&
))

-- apliquem amb "contramap" una projecció "snd" cap al domini contravariant de Comparison, obtenint un Comparison sobre l'origen de la projecció, els parells

Prelude
 
C
 
F
>
 
let
 
f
 
=
 
contramap
 
snd
 
(
Comparison
 
compare
)
 

Prelude
 
C
 
F
>
 
:
t
 
f
 
-- el tipus del resultat és Comparison sobre parells, comparant pel segon de la tupla

f
 
::
 
Ord
 
a1
 
=>
 
Comparison
 
(
a
,
 
a1
)

```

#### Profunctors
Un Profunctor és un Bifunctor que és contravariant en el domini del primer paràmetre de tipus i covariant en el segon.
Per tant, podem qualificar el primer paràmetre com a entrada, i el segon com a sortida (Les funcions en serien una instància donat que els paràm. d'una funció són contravariants i la sortida covariant).
Podem implementar els profunctors en tot allò que tingui un o més arguments (posició contravariant) del domini del primer paràmetre de tipus i un resultat (posició covariant) del segon paràmetre de tipus.
L'objectiu és poder aplicar simultàniament un contramap (funció incident) al domini contravariant (l'entrada) i un map (funció sortint) al domini covariant (la sortida), obtenint un nou profunctor sobre els dominis origen del contramap i el de destí del map.
Al paquet profunctors.
```
class
 
Profunctor
 
p
 
where

 
dimap
 
::
 
(
a
 
->
 
b
)
 
->
 
(
c
 
->
 
d
)
 
->
 
p
 
b
 
c
 
->
 
p
 
a
 
d

```

Exemple d'instàncies de Profunctors són
- les funcions: ((->) a b)
- les Fletxes: (Arrow p => p a b) (vegeu secció d'efectes fletxa)

Els profunctors poden ser base per a les Lents.

## Efectes
Un efecte és un possible canvi (d'estat, de l'entorn, una excepció, una fallada de càlcul (resultat no definit)), amb la possible producció d'un, diversos o bé cap resultat, que recomani seqüenciar les operacions que en depenguin per aconseguir la constància del resultat per a les mateixes entrades.
Es representa amb un tipus parametritzat pel tipus del resultat, com ara (IO tipusDelResultat).
- efecte simple: quan sempre hi ha resultat (representable amb (Efecte a)).
- efecte fallada: quan no sempre s'obté resultat (Les mònades amb element absorbent per l'esquerra en (>>=) en faciliten l'ús,[122] per ex.: un tipus opcional: (Maybe a)). Vegeu Mònades amb efecte fallada. La implementació de l'element absorbent per l'esquerra en (>>=) fa innecessari la comprovació de la correctesa a cada encadenament.
- efecte múltiple amb possible fallada: diversos resultats o bé cap. Vegeu la classe MonadPlus, que permet la composició de resultats amb un Monoide.

Exemples:
- IO a : efectes superficials (ent/sortida, vars. globals, excepcions) amb resultat de tipus 'a'
- ST s a : encapsulament d'actualitzacions destructives (vars. locals amb cicle de vida limitat a l'àmbit i avaluació del càlcul)

(La variable s representa l'espai d'avaluació de l'efecte)
- Maybe a : efecte fallada, resultat opcional de funcions parcialment definides.
- Either err a: efecte fallada amb info. de l'error, resultat de l'avaluació de codi de resultat incert. (try acció_que_pot_disparar_excepcions)

### Composició d'efectes - Combinació o bé encadenament de resultats
- La classe Applicative possibilita combinar els resultats de diverses accions amb una funció combinadora elevada al tipus de l'efecte. Defineix la composició d'un efecte amb resultat funció amb un efecte subseqüent sobre quin resultat s'aplicarà la funció resultant de l'efecte precedent. Com que en aplicar una funció de N paràmetres sobre un valor s'obté una funció de (N-1), podrem combinar els resultats d'una seqüència de N efectes amb un efecte que tingui per resultat una funció de N paràmetres o bé un constructor de N components. Vegeu Functor aplicatiu

- La classe Mònada possibilita la composició d'efectes mitjançant l'encadenament (>>=) combinant un efecte amb una funció d'efectes sobre el resultat de l'efecte precedent. Vegeu Mònada (programació funcional)

- La classe Arrow (cat:Fletxa) generalitza les mònades prenent les funcions amb efecte de la mònada, fixant-ne el tipus de l'entrada, modelant la seqüència d'efectes com un encadenament de funcions d'efectes col·laterals. Per poder efectuar càlculs amb els resultats en una seqüència d'efectes, caldrà aparellar el resultat precedent amb l'actual, i utilitzar el tractament de parells que les fletxes inclouen. Vegeu Fletxa (programació funcional)

El model Applicative no seqüència les computacions sinó només la seva engegada i per això s'utilitza en la combinació de processos paral·lels, mentre que en els altres models el resultat de la computació precedent s'ofereix de paràmetre de la següent.

#### Efectes aplicatius
Efectes que implementen la classe Applicative.

##### Generació d'efectes aplicatius
- A la classe Applicative (mòdul Control.Applicative) "pure" eleva un valor (funcions incloses) a la categoria d'efecte aplicatiu (que implementa Applicative).

```
-- generador

pure
 
::
 
tipResultat
 
->
 
efecte
 
tipResultat

-- exemple

instance
 
Applicative
 
Maybe
 
where

 
pure
 
=
 
Just
 

 
...

-- ús habitual, tenint en compte que (<*>) :: efecte (a -> b) -> efecte a -> efecte b

-- combina els resultats de N accions amb un combinador de N paràmetres

combinaNAccions
 
::
 
(
a1
 
->
 
a2
 
->
 
...
 
->
 
aN
 
->
 
r
)
 
::
 
efecte
 
r

combinaNAccions
 
combinadorAmbNParàmetres
 
=
 
(
pure
 
combinadorAmbNParàmetres
)
 
<*>
 
acció1
 
<*>
 
acció2
 
<*>
 
...
 
<*>
 
accióN

```

##### Combinació de resultats d'efectes aplicatius
- La classe Applicative facilita la combinació dels resultats d'una seqüència d'efectes amb un combinador (funció, o bé un constructor), elevat a la categoria d'efecte. És com aplicar la funció o constructor elevats a efecte, als resultats dels efectes com a paràmetres.

- El generador pure servirà per elevar el combinador (funció o bé constructor) a la categoria d'efecte.
- La funció fmap si s'aplica a un combinador de diversos paràmetres sobre un efecte, retorna un efecte funció aplicable sobre la resta de paràmetres.
- Applicative no pressuposa la seqüenciació dels efectes col·laterals sinó només la seva engegada, doncs els efectes poden executar-se en paral·lel i esperar que acabin per combinar-ne els resultats, com ara el cas de l'efecte aplicatiu Concurrently que combina resultats d'accions executades en paral·lel.

```
class
 
(
Functor
 
efecte
)
 
=>
 
Applicative
 
efecte
 
where

 
pure
 
::
 
tipResultat
 
->
 
efecte
 
tipResultat
 
-- l'utilitzarem per elevar el combinador a la categoria de l'efecte.

 
-- (<*>) aplica la funció resultant del primer efecte, al resultat del segon

 
-- si la funció té N paràmetres, el resultat serà una funció de (N-1) paràmetres que es podrà combinar amb els resultats de (N-1) efectes subsegüents

 
(
<*>
)
 
::
 
efecte
 
(
a
 
->
 
b
)
 
->
 
efecte
 
a
 
->
 
efecte
 
b
 

 
-- (*>) i (<*) seqüencien dos efectes, retornant només un dels resultats

 
(
*>
)
 
::
 
efecte
 
a
 
->
 
efecte
 
b
 
->
 
efecte
 
b
 

 
(
<*
)
 
::
 
efecte
 
a
 
->
 
efecte
 
b
 
->
 
efecte
 
a
 

instance
 
Applicative
 
Maybe
 
where

 
pure
 
=
 
Just

 
Just
 
f
 
<*>
 
acció
 
=
 
fmap
 
f
 
acció

 
Nothing
 
<*>
 
_
 
=
 
Nothing

 
...

```

Exemple combinant amb el constructor de Tupla2:
```
-- (,) :: a -> b -> (a, b)

-- pure (,) :: efecte (a -> b -> (a, b)) -- pure eleva el constructor (,) a la categoria d'efecte

aparellaDuesEntrades
 
=
 
pure
 
(,)
 
<*>
 
llegeixPrimer
 
<*>
 
llegeixSegon

-- fmap de la classe Functor (base per a la Applicative) sobre la funció i el primer efecte

fmap
 
::
 
(
a
 
->
 
b
)
 
->
 
efecte
 
a
 
->
 
efecte
 
b
 
-- si la funció. té més d'un param. (''b'' és una funció)

 
-- podrem combinar el resultat de fmap amb (<*>)

aparellaDuesEntrades
 
=
 
(
fmap
 
(,)
 
llegeixPrimer
)
 
<*>
 
llegeixSegon
 
-- els parèntesis són per subratllar (no fan falta)

-- substituint fmap per l'operador infix equivalent (<$>) tenim la forma més utilitzada

aparellaDuesEntrades
 
=
 
(,)
 
<$>
 
llegeixPrimer
 
<*>
 
llegeixSegon

```

#### Efectes monàdics
Efectes que implementen la classe Monad.

##### Generació d'efectes monàdics
- A la classe Mònada (mòdul Control.Monad) "return" eleva un valor a la categoria d'efecte monàdic (que implementa Monad).

```
-- generador

return
 
::
 
tipResultat
 
->
 
efecte
 
tipResultat

-- exemple

instance
 
Monad
 
Maybe
 
where

 
return
 
=
 
Just
 

 
...

-- els efectes monàdics tenen una sintaxi especial en els blocs 'do' explicats més avall.

acció
 
params
 
=
 
do

 
...

 
return
 
resultat
 
-- return genera un valor mònada amb el paràm. com a resultat

```

Actualment la classe Applicative és base per a la classe Monad, i return = pure, i (>>) = (*>)

##### Seqüenciació d'efectes monàdics
- A la classe Mònada (mòdul Control.Monad) (>>=) encadena un efecte amb una funció efecte sobre el resultat de l'efecte precedent.

```
class
 
(
Applicative
 
efecte
)
 
=>
 
Monad
 
efecte
 
where

 
return
 
::
 
tipResultat
 
->
 
efecte
 
tipResultat

 
(
>>=
)
 
::
 
efecte
 
a
 
->
 
(
a
 
->
 
efecte
 
b
)
 
->
 
efecte
 
b

-- exemple:

llegeixData
 
=
 
llegeixDia
 
>>=
 
(
\
 
dia
 
->
 
llegeixMes
 
>>=
 
(
\
 
mes
 
->
 
if
 
ésVàlidDiaDelMes
 
dia
 
mes

 
then
 
return
 
$
 
construeixData
 
dia
 
mes

 
else
 
ioError
 
$
 
userError
 
"data incorrecta"

))

-- (>>) encadena dues accions, ignorant el resultat de la primera

 
(
>>
)
 
::
 
Monad
 
efecte
 
=>
 
efecte
 
a
 
->
 
efecte
 
b
 
->
 
efecte
 
b

 
-- (>>) s'expressa en termes de (>>=)

 
m_x
 
>>
 
m_y
 
=
 
m_x
 
>>=
 
(
\
 
_
 
->
 
m_y
)

```

Actualment la classe Applicative és base per a la classe Monad i els operadors corresp. ofereixen la mateixa operatòria(>>) = (*>)
Les funcions del mòdul Control.Monad (forM_ llista acció, forever acció, replicateM_ n acció) fan la feina de les clàusules de control imperatiu d'altres llenguatges (forEach, while true do ..., for i = 1 to n do ...).
Vegeu també Combinadors aplicatius partint de mònades

#### Efectes fletxa
Vegeu ref.
Una fletxa, concepte desenvolupat per John Hughes, és una generalització d'una funció on el resultat pot dependre d'efectes col·laterals o bé ser independent de l'entrada. Es concreta en les classes Category (que generalitza les funcions amb paràmetres pel tipus de l'entrada i de la sortida) i la seva especialització Arrow que refina les categories amb el tractament de parells, necessari per combinar-ne resultats. Vegeu Fletxa (programació funcional)#Fletxes i Parells

##### Generació d'efectes fletxa
- A la classe Arrow (mòdul Control.Arrow) "arr" eleva una funció a la categoria d'efecte fletxa (computacions amb tractament de parells).

```
-- generador

arr
 
::
 
(
tipEntrada
 
->
 
tipResultat
)
 
->
 
efecte
 
tipEntrada
 
tipResultat

```

Les fletxes generalitzen les mònades. Podem convertir qualsevol funció d'efectes monàdics (a -> efecte b) en una Fletxa de Kleisli, prefixant-la amb el constructor Kleisli.
```
-- del mòdul Control.Arrow del paquet ''base''

newtype
 
Kleisli
 
efecte
 
a
 
b
 
=
 
Kleisli
 
{
 
runKleisli
 
::
 
a
 
->
 
efecte
 
b
 
}

-- inclou una instància de Fletxa per al tipus Kleisli

instance
 
Monad
 
efecte
 
=>
 
Arrow
 
(
Kleisli
 
efecte
)
 
where
 
...

```

A ghci:
```
*
 
Prelude
 
Control
.
Arrow
>
 
let
 
funMonàdica
 
=
 
return

*
 
Prelude
 
Control
.
Arrow
>
 
:
t
 
funMonàdica

funMonàdica
 
::
 
(
Monad
 
m
)
 
=>
 
a
 
->
 
m
 
a

*
 
Prelude
 
Control
.
Arrow
>
 
:
t
 
(
Kleisli
 
funMonàdica
)

Kleisli
 
funMonàdica
 
::
 
(
Monad
 
m
)
 
=>
 
Kleisli
 
m
 
a
 
a

```

##### Seqüenciació d'efectes fletxa
- La classe Category (mòdul Control.Category)[129] generalitza els morfismes, la classe Arrow[130] especialitza les categories amb el tractament de parells, necessari per les computacions amb fletxes. Les funcions també implementen les categories.

Encadenament de computacions:
```
 
-- els morfismes venen parametritzats pel tipus de l'entrada i el tipus del resultat

 
class
 
Category
 
cat
 
where

 
id
 
::
 
cat
 
a
 
a
 
-- morfisme identitat

 
(
.
)
 
::
 
cat
 
b
 
c
 
->
 
cat
 
a
 
b
 
->
 
cat
 
a
 
c
 
-- composició de morfismes de dreta cap a l'esquerra

 
(
>>>
)
 
::
 
Category
 
cat
 
=>
 
cat
 
a
 
b
 
->
 
cat
 
b
 
c
 
->
 
cat
 
a
 
c
 
-- composició de morfismes (d'esq. a dreta)

 
(
<<<
)
 
::
 
Category
 
cat
 
=>
 
cat
 
b
 
c
 
->
 
cat
 
a
 
b
 
->
 
cat
 
a
 
c
 
-- sinònim de (.)

 
-- les funcions (a -> b) implementen Category

 
-- els efectes fletxa s'hi basen.

```

La composició de fletxes ha de mantenir l'operació generadora (arr) i el tractament de parells.
```
class
 
(
Category
 
efecte
)
 
=>
 
Arrow
 
efecte
 
where

 
arr
 
::
 
(
b
 
->
 
c
)
 
->
 
efecte
 
b
 
c
 
-- eleva una funció a la categoria d'efecte fletxa

 
-- first converteix un efecte fletxa en un altre sobre parells, actuant sobre el primer element.

 
first
 
::
 
efecte
 
b
 
c
 
->
 
efecte
 
(
b
,
 
d
)
 
(
c
,
 
d
)

 
...

arr
 
(
f
 
>>>
 
g
)
 
≡
 
arr
 
f
 
>>>
 
arr
 
g
 
-- per a les funcions f i g

first
 
(
f
 
>>>
 
g
)
 
≡
 
first
 
f
 
>>>
 
first
 
g
 
-- per a les fletxes f i g

```

Exemples: Ent./Sort. amb fletxes de Kleisli (mònades elevades a fletxes) i el tractament de XML amb fletxes sobre subarbres XML.
Compiladors que suporten Fletxes: GHC, Hugs

### Entrada / Sortida - Mònades
Les operacions d'entrada/sortida produeixen efectes a l'entorn i un resultat programàtic opcional en forma de valor (cas d'entrada), es representa amb el tipus (IO a). En cas de sortida, es retorna el valor buit (), resultant el tipus (IO ()).
Per la seqüenciació d'operacions s'utilitza preferentment la classe mònada sobre el tipus (IO a), donant lloc a la mònada IO.
La funció inicial main de qualsevol programa ha de ser una expressió d'operacions d'ent./sortida i, per tant, del tipus de la mònada IO.
La funció evaluate permet seqüenciar com a efecte IO, les excepcions que pot llançar una expressió funcional pura.
Les accions de lectura/escriptura de variables globals IORef també formen part dels efectes IO.
```
 
-- expressions de la ''mònada'' IO (el tipus porta com a paràmetre el tipus del resultat de les operacions)

 
getLine
 
-- captura línia d'entrada amb resultat String -- tipus ''IO String''

 
getLine
 
>>=
 
putStr
 
-- imprimeix línia introduïda (resultat buit) -- tipus ''IO ()''

 
putStr
 
"polseu Intro"
 
>>
 
getLine
 
>>
 
putStrLn
 
"Fet"
 
>>
 
return
 
True
 
-- (resultat de la cadena: booleà) tipus ''IO Bool''

 
return
 
"abc"
 
>>=
 
putStrLn
 
-- estableix "abc" com a resultat monàdic i l'imprimeix tot seguit

 
-- >>= -- encadena amb una funció efecte que s'aplica al resultat de l'efecte precedent

 
-- >> -- encadena amb un altre efecte, ignorant el resultat del precedent

 
-- return x -- op. generadora d'una mònada amb resultat x quedant del tipus IO X

 
-- no pressuposa ''retorn'' d'enlloc; per ex. (return 5 >>= print)

 
-- fail missatge -- cridada internament, cas que el patró a l'esquerra de (<-) en un bloc 'do' no sigui exhaustiu.

 
-- des de GHC 8.0 la funció 'fail' se separa de la classe Monad i va a la classe MonadFail amb instàncies per als tipus IO i Maybe.

```

#### BlocsDo: notació especial de les expressions monàdiques
Encadenament de les instruccions d'un bloc. Vegeu mònada - Blocs Do
La clàusula do exposa l'encadenament d'efectes de manera seqüencial, amb una expressió monàdica per línia, introduint l'estil imperatiu.
| sintaxi                  | mònada                                                      | expressió equivalent                                        | comentari                                                                            |
| ------------------------ | ----------------------------------------------------------- | ----------------------------------------------------------- | ------------------------------------------------------------------------------------ |
| patró <- acció; e        | Mònada amb mètode fail per si falla l'encaix                | let { f patró = e ; f _ = fail "error ..." } in acció >>= f | mònada Monad a GHC < 8.8 o bé mònada MonadFail a GHC >= 8.0                          |
| patró <- acció; e        | Mònada sense mètode fail. L'encaix haurà de ser irrefutable | acció >>= (\ patró -> e)                                    | mònada Monad des de GHC >= 8.8                                                       |
| acció; e                 |                                                             | acció >> e                                                  |                                                                                      |
| let {x = v1; y = v2} ; e |                                                             | let {x = v1; y = v2} in e                                   | el bloc del let es pot expressar amb sagnat aliniant el sagnat a la primera variable |

```
-- exemple de bloc 'do'

bloc
 
=
 
do

 
x
 
<-
 
getLine
 
-- (<-) separa sintàcticament el resultat de l'efecte que el produeix

 
putStrLn
 
"Has teclejat: "

 
putStrLn
 
x

 
return
 
x

-- el patró (resultat "<-" efecte (";"|"\n") resta_del_bloc) 

-- es tradueix per (efecte >>= \ resultat -> resta_del_bloc)

-- les altres línies s'encadenen amb (>>) que ignora el resultat de l'efecte precedent

-- equivalent amb expressions monàdiques

bloc
 
=
 
getLine
 
>>=
 
\
 
x
 
->
 
(
-- encadena amb una lambda (funció anònima)

 
-- la resta del bloc s'engloba al cos de la lambda

 
-- permetent l'accés a la variable a totes les expressions del bloc

 
putStrLn
 
"Has teclejat: "
 
>>

 
putStrLn
 
x
 
>>

 
return
 
x

)
 
-- el parèntesi només és per explicitar que l'abast d'una lambda és el màxim

```

Vegeu també Recursivitat en les definicions als subblocs let, i també, recursivitat en els efectes en subblocs rec

##### Seqüències i efectes - la classeTraversable
Permet l'avaluació seqüencial dels elements d'una col·lecció travessable d'esquerra a dreta si són efectes o bé de les imatges del mapeig dels elements amb una funció d'efectes (a -> efecte b). Vegeu el mòdul Data.Traversable.
- Traversable i efectes aplicatius (que implementen Applicative)

```
class
 
(
Functor
 
t
,
 
Foldable
 
t
)
 
=>
 
Traversable
 
t

 
-- 'traverse' avalua seqüencialment les imatges d'aplicar una funció d'efectes aplicatius als elements d'una col·lecció

 
traverse
 
::
 
Applicative
 
efecte
 
=>
 
(
a
 
->
 
efecte
 
b
)
 
->
 
t
 
a
 
->
 
efecte
 
(
t
 
b
)

 
-- 'sequenceA' avalua seqüencialment els elements d'una col·lecció d'efectes aplicatius 

 
sequenceA
 
::
 
Applicative
 
efecte
 
=>
 
t
 
(
efecte
 
a
)
 
->
 
efecte
 
(
t
 
a
)
 

 
sequenceA
 
xs
 
=
 
traverse
 
id
 
xs

```

- Traversable i efectes monàdics (que implementen Monad)

```
class
 
(
Functor
 
t
,
 
Foldable
 
t
)
 
=>
 
Traversable
 
t

 
-- 'mapM' avalua seqüencialment les imatges d'aplicar una funció d'efectes monàdics als elements d'una col·lecció

 
mapM
 
::
 
Monad
 
efecte
 
=>
 
(
a
 
->
 
efecte
 
b
)
 
->
 
t
 
a
 
->
 
efecte
 
(
t
 
b
)

 
-- 'sequence' avalua seqüencialment els elements d'una col·lecció d'efectes monàdics 

 
sequence
 
::
 
Monad
 
efecte
 
=>
 
t
 
(
efecte
 
a
)
 
->
 
efecte
 
(
t
 
a
)

 
sequence
 
xs
 
=
 
mapM
 
id
 
xs

```

- Des de GHC 8.2 la classe Bitraversable ofereix una operativa similar per a col·leccions d'elements de domini dual, per ex. (Either a b)

```
class
 
(
Bifunctor
 
t
,
 
Bifoldable
 
t
)
 
=>
 
Bitraversable
 
t
 
where

 
-- bitraverse avalua seqüencialment les imatges d'aplicar una funció d'efectes monàdics als elements d'una col·lecció

 
-- proporcionant una funció diferent per als elements segons el domini.

 
bitraverse
 
::
 
Applicative
 
f
 
=>
 
(
a
 
->
 
f
 
c
)
 
->
 
(
b
 
->
 
f
 
d
)
 
->
 
t
 
a
 
b
 
->
 
f
 
(
t
 
c
 
d
)
 

 
...

```

- forM equival a mapM amb els paràmetres intercanviats.
- hi ha versions amb un guió baix al final per quan només interessa l'efecte col·lateral descartant els resultats (resultat buit com a (IO ())). forM_ equival al forEach d'altres llenguatges.

```
import
 
Control.Monad
 
(
forM
,
 
forM_
)

-- forM avalua seqüencialment una funció efecte per als elements d'una llista

-- i retorna la llista de resultats com a resultat de l'efecte

imprimeix_i_retorna_dobles
 
::
 
[
Int
]
 
->
 
IO
 
[
Int
]

imprimeix_i_retorna_dobles
 
xs
 
=
 
forM
 
xs
 
$
 
\
x
 
->
 
do
 
-- per cada x de la llista xs

 
let
 
y
 
=
 
2
 
*
 
x

 
print
 
y

 
return
 
y

-- el bloc ''do'' és un artifici sintàctic per encadenar instruccions d'efectes

-- per una de sola no paga la pena.

imprimeix_dobles
 
::
 
[
Int
]
 
->
 
IO
 
()

imprimeix_dobles
 
xs
 
=
 
forM_
 
xs
 
$
 
\
x
 
->
 
-- les versions amb guió baix al final (forM_) retornen (IO ())

 
print
 
$
 
2
 
*
 
x
 
-- no cal fer un bloc ''do'' per una sola instrucció d'efectes

```

- Bloc do com a paràmetre:

El bloc do no és més que un artifici sintàctic per escriure una expressió de tipus mònada, una acció formada per l'encadenament d'accions amb funcions d'efectes sobre el resultat de l'acció precedent. Com a tal expressió es pot posar com a paràmetre.
Aquí el posem com a paràmetre (operand de '$') d'un llaç (Monad.forever) amb control d'excepcions.
($) és una funció amb polimorfisme de rang 1 (Vegeu rank-n polymorphism), i no admet funcions polimòrfiques com a paràmetre.
```
import
 
Control.Monad
 
as
 
Monad

main
 
=
 
do

 
print
 
"Farem l'eco fins que l'entrada sigui buida."

 
catch
(

 
Monad
.
forever
 
$
 
do
 
-- bucle infinit, caldrà una excepció per sortir-ne

 
x
 
<-
 
getLine

 
case
 
x
 
of

 
[]
 
->
 
ioError
 
(
userError
 
"Línia buida"
)
 
-- llança excepció

 
_
 
->
 
putStrLn
 
x

)

 
(
\
excep
 
->
 
print
 
excep

)

```

##### Alternatives en efectes - Blocsdoniuats
Per posar més d'una instrucció en una branca d'un "case" o d'un "if" cal agrupar-les dins un subbloc "do"
Les funcions when i unless de Control.Monad proporcionen l'avaluació condicionada d'un efecte.

##### Recursivitat en els blocs do
Vegeu Mònada (programació funcional)#Recursivitat en els blocs do

### excepcions
1. Les excepcions del mòdul Control.Exception de la biblioteca base són un efecte global IO. Poden ser llançades des de codi funcional, però només poden ésser caçades en una expressió o bloc do de la mònada IO Aquesta limitació es pot superar si fem servir la biblioteca exceptions descrita a continuació.
2. La biblioteca exceptions suporta tractament d'excepcions genèric respecte al tipus de la mònada, i és extensible a les mònades transformades. A més inclou els tipus d'excepció genèric SomeException de la biblioteca base. Les IOError (IOExceptions) són admeses en el context de la mònada IO que implementa les classes definides. També inclou un transformador per al tractament encapsulable en codi funcional pur.
3. La biblio safe-exceptions permet tractar adequadament de manera diferenciada les excepcions síncrones i les asíncrones (les llançades des d'altres fils d'execució al propi) sense perdre'n cap pel camí.
Habitualment les expressions funcionals s'avaluen de manera tardana en el moment que se'n demana el valor. Per assegurar-ne la caça i tractament d'excepcions en un punt, la funció evaluate de Control.Exception permet forçar-ne el càlcul dins el codi seqüencial (monàdic) fent aflorar les possibles excepcions en un punt de la seqüència. Si l'expressió conté tipus algebraics, cal tenir en compte que els constructors poden aturar l'avaluació de les expressions dels components si aquests no estan definits com a estrictes (prefix '!'). Per avaluar-los completament en aquest cas, caldrà avaluar en profunditat a Forma Normal, fent servir force de DeepSeq com a (evaluate. force $ expr).
```
evaluate
 
::
 
a
 
->
 
IO
 
a
 
-- força l'avaluació (a WHNF) d'una computació funcional per aflorar-ne les excepcions

--

-- amb el mòdul DeepSeq podem forçar les computacions d'expressions amb resultat de tipus algebraics

-- (perquè avaluant només a WHNF, els constructors aturen l'avaluació de les expressions dels components)

import
 
"deepseq"
 
Control.Deepseq

avaluaEnProfunditat
 
::
 
NFData
 
a
 
=>
 
a
 
->
 
IO
 
a

avaluaEnProfunditat
 
=
 
evaluate
.
 
force

```

Segons l'apartat Catching exceptions del mòdul Control.Exception.
- Per fer neteja en recuperar-se d'una excepció, es recomana bracket o bé finally o bé onException
- Per recuperar-se d'una excepció i fer alguna cosa més, es recomana try
- Per caçar excepcions asíncrones (les llançades des d'un altre fil d'execució) es recomana catch o bé catches.

Vegeu també "Exceptions Best Practices in Haskell".

#### Generadors d'excepcions
- userError: generador d'excepcions d'usuari del Haskell98.

```
 
userError
 
::
 
String
 
->
 
IOError

 
userError
 
missatge
 
-- construeix una excepció IOError de l'aplicació

-- Per discriminar diferents 'IOError' al GHC actual, 

-- o bé fas encaix de patrons (userError msg)

-- o bé se'n pot consultar el subtipus i els atributs

-- al mòdul System.IO.Error, tenim 

-- isUserError :: IOError -> Bool

-- ioeGetErrorString :: IOError -> String

```

- la nova classe Exception permet generar excepcions de tipus definits per l'usuari. Requereix que el tipus implementi Show i Typeable.

```
{-# LANGUAGE DeriveDataTypeable #-}

import
 
Control.Exception

import
 
Data.Typeable

data
 
TExcepcionsDeLAplicació
 
=
 
EParàmetreIl
·
legal
 
String
 
|
 
EUnaAltraExcepció
 
String

 
deriving
 
(
Show
,
 
Typeable
)

instance
 
Exception
 
TExcepcionsDeLAplicació
 
-- instancia els mètodes per defecte de la classe ''Exception''

```

#### Llançadors
```
throw
 
::
 
Exception
 
e
 
=>
 
e
 
->
 
a
 
-- llança excep en el codi funcional pur

throwIO
 
::
 
Exception
 
e
 
=>
 
e
 
->
 
IO
 
a
 
-- llança excep. en el context de la mònada IO (efecte global)

ioError
 
::
 
IOError
 
->
 
IO
 
a
 
-- llança una excepció IOError

-- afegeix localització i informacions a un IOError

annotateIOError
 
::
 
IOError
 
->
 
String
 
->
 
Maybe
 
Handle
 
->
 
Maybe
 
FilePath
 
->
 
IOError

```

Vegeu errors I/O.

##### Llançador generalitzat
- el paquet exceptions[146] generalitza el context de les excepcions. Permet llançar i caçar excepcions des de mònades diferents de l'IO. (aquelles que implementin MonadThrow i MonadCatch).

```
-- definit a "exceptions" Control.Monad.Catch

class
 
Monad
 
efecte
 
=>
 
MonadThrow
 
efecte
 
where

 
throwM
 
::
 
Exception
 
e
 
=>
 
e
 
->
 
efecte
 
a

```

#### excepcions en la gestió de recursos

##### bracket
Enclou en tres paràmetres la vetlla d'excepcions en un càlcul amb un recurs, i els manipuladors per adquirir-lo i per alliberar-lo en cas d'excepció o en acabar.
- el recurs obert a l'acció del primer paràmetre es passa als paràmetres següents.

```
 
bracket
 
::
 
IO
 
recurs
 
->
 
-- adquisició de recurs, ex.: (openFile nom_fitxer mode) :: IO Handle

 
(
recurs
 
->
 
IO
 
b
)
 
->
 
-- alliberament del recurs, per ex.: hclose :: Handle -> IO ()

 
(
recurs
 
->
 
IO
 
c
)
 
->
 
-- computació amb el recurs adquirit, ex.: (\handle -> do {...}) :: Handle -> IO c

 
IO
 
c
 
-- retorna el resultat de la computació

```

Exemple:
```
-- A System.IO:

withFile
 
::
 
FilePath
 
->
 
IOMode
 
->
 
(
Handle
 
->
 
IO
 
r
)
 
->
 
IO
 
r

withFile
 
name
 
mode
 
=
 
bracket
 
(
openFile
 
name
 
mode
)
 
hClose
 
-- aplicació parcial de ''bracket'', caldrà aplicar-lo sobre la computació a vetllar

```

```
-- ús: 

withFile
 
nom_fitxer
 
ReadMode
 
(
\
 
descriptor_del_fitxer
 
->
 
acció_que_pot_llançar_excepcions
)

```

###### bracketi avaluació tardana
Un error comú amb l'Ent./Sortida tardana és el següent:
A l'exemple següent hGetContents no s'avalua fins que no s'avaluï el withFile, però com que no entrega el contingut si no li ho demanen, bracket (withFile és aplicació parcial de bracket) tanca el recurs. El resultat és la sortida buida. El compilador no avisa de l'error !!
La versió correcta és ficar el consumidor dins l'acció vetllada pel bracket, és a dir, el bloc del withFile, consumint el contingut abans no es tanqui el recurs.
```
{-| fitxer prova.hs -}

import
 
System.IO
 
(
withFile
,
 
IOMode
(
ReadMode
),
 
hGetContents
)

import
 
Data.Function
 
((
&
))
 
-- aplicació cap enrere (infixl 1)

-- imprimeix nombre de línies llegides

incorrecte
 
=
 
do

 
contingut
 
<-
 
withFile
 
"test.txt"
 
ReadMode
 
hGetContents

 
let
 
nombreDeLínies
 
=
 
contingut
 
&
 
lines
 
&
 
length

 
print
 
nombreDeLínies

correcte
 
=
 
do

 
withFile
 
"test.txt"
 
ReadMode
 
$
 
\
hd
 
->
 
do

 
contingut
 
<-
 
hGetContents
 
hd

 
let
 
nombreDeLínies
 
=
 
contingut
 
&
 
lines
 
&
 
length

 
print
 
nombreDeLínies

-- fi de fitxer

-- fitxer test.txt

abc

-- fi de fitxer

ghci

Prelude
>
 
:
l
 
prova
 
-- carrega i compila el codi precedent

[
1
 
of
 
1
]
 
Compiling
 
Main
 
(
prova
.
hs
,
 
interpreted
)

Ok
,
 
modules
 
loaded
:
 
Main
.

*
 
Main
>
 
incorrecte

***
 
Exception:
 
test
.
txt
:
 
hGetContents
:
 
illegal
 
operation
 
(
delayed
 
read
 
on
 
closed
 
handle
)

*
 
Main
>
 
correcte

1

```

#### try - avaluació i anàlisi per casos de les expressions llançadores d'excepcions
try avalua un efecte IO que pot llançar excepcions retornant èxit o fallada en un tipus Either permetent-ne l'anàlisi per casos. (Either tipError) implementa una mònada amb efecte fallada. (Left error) és l'element absorbent per l'esquerra de Either en (>>=). Això permet encadenar amb (>>=) diversos efectes que poden fallar obtenint l'error del primer que falla.
```
-- prova.hs

import
 
Control.Exception
 
(
try
,
 
evaluate
,
 
ArithException
)

import
 
Data.Fixed
 
(
Uni
,
 
Deci
,
 
Centi
,
 
Milli
,
 
Micro
,
 
Nano
,
 
Pico
)
 
-- coma fixa de representació sencera

-- (sencer * resolució_del_tipus)

-- try :: Exception e => IO a -> IO (Either e a)

type
 
TipDada
 
=
 
Micro
 
-- coma fixa, proveu també TipDada = Double

main
 
=
 
do

 
let
 
x
 
=
 
0.0001
 
::
 
TipDada

 
y
 
=
 
0
 
::
 
TipDada

 
-- ''evaluate'' avalua com a efecte IO una expr. funcional que pot llançar excepcions 

 
result
 
<-
 
try
 
(
evaluate
 
(
x
/
y
))
 
::
 
IO
 
(
Either
 
ArithException
 
TipDada
)

 
case
 
result
 
of

 
Right
 
valor
 
->
 
putStrLn
 
$
 
"correcte: "
 
++
 
show
 
valor

 
Left
 
excep
 
->
 
putStrLn
 
$
 
"excepció: "
 
++
 
show
 
excep

```

Amb TipDada == Micro (Coma fixa) l'excepció salta
```
excepció: divide by zero

```

Amb TipDada == Double (Coma flotant IEEE 754), no hi ha excepció (Divisió entre zero), dona:
```
correcte: Infinity

```

try també es pot fer servir amb finally, però bracket és més adequat per la gestió de recursos.

##### trygeneralitzat
Del paquet exceptions, generalitzant el context de llançament i caça d'excepcions per a mònades diferents de l'IO (aquelles que implementin MonadCatch)
```
try
 
::
 
(
MonadCatch
 
efecte
,
 
Exception
 
ex
)
 
=>
 
efecte
 
a
 
->
 
efecte
 
(
Either
 
ex
 
a
)

```

##### finally
Assegura l'exec. de la segona acció malgrat excepcions en la primera. Si hi ha hagut excepció, és rellançada al final.
onExceptioncom finally però només executa el segon bloc en cas que hi hagi hagut excepció.
```
finally
,
 
onException
 
::
 
IO
 
a
 
->
 
IO
 
b
 
->
 
IO
 
a

-- es fa servir habitualment en posició ''infix''

acció
 
`
finally
`
 
(
coses_a_fer_en_acabar_encara_que_peti_l'acció_vetllada
)

-- exemple de "onException" a ghci

$
 
ghci

Prelude
>
import
 
Control.Exception

Prelude
 
Control
.
Exception
>
 
throwIO
 
(
userError
 
"òstia"
)
 
`
onException
`
 
putStrLn
 
"abc"

abc
 

***
 
Exception:
 
user
 
error
 
(
òstia
)

```

#### catch -- per caçar excepcions (especialment les asíncrones)
La clàusula catch té dos paràmetres, l'operació vetllada i el manipulador d'excepcions
Les excepcions del Haskell98 (tipus algebraic Exception) a GHC van passar al mòdul Control.OldException però ha sigut retirat a la versió 7.6.1
```
-- excepcions del Haskell98, basades en un tipus Exception, unió discriminada dels diferents tipus d'excepcions 

{-# LANGUAGE CPP #-}
 
-- codi de PreProcessador de llenguatge 'C', els comentaris s'hi delimiten per /* */

#
ifdef
 
__GLASGOW_HASKELL__

 
#
if
 
__GLASGOW_HASKELL__
 
>=
 
706
 
/*
 
GHC
 
>=
 
7.6
 
*/

 
#
error
 
"les excepcions del H98 ja no estan suportades, el mòdul Control.OldException ja no hi és"

 
#
elif
 
__GLASGOW_HASKELL__
 
>=
 
610
 
/*
 
GHC
 
>=
 
6.10
 
*/

 
import
 
Control.OldException
 

 
#
else
 
/*
 
cas
 
de
 
GHC
 
<
 
6.10
 
*/

 
import
 
Control.Exception

 
#
endif

#
endif

 
catch

 
(
evaluate
 
(
x
/
y
)
 
>>=
 
print
)
 
-- ''evaluate'' força l'avaluació en el context IO d'una expressió que llança excepcions 

 
(
\
excep
 
->
 
case
 
excep
 
of

 
ArithException
 
ae
 
|
 
ae
 
==
 
DivideByZero
 
->
 
print
 
"divisió per zero"

 
|
 
otherwise
 
->
 
print
 
$
 
"excepcio aritmètica"
 
++
 
show
 
excep

 
_
 
->
 
print
 
$
 
"excepció per "
 
++
 
show
 
excep

)

```

Per a les excepcions noves de GHC (qualsevol tipus que implementi la classe Exception), són al mòdul Control.Exception
- Gestors d'excepció segons el tipus. Requereix l'extensió de llenguatge ScopedTypeVariables.
- el model d'aplicació successiva de catchs per tractar els diferents tipus d'excepcions té una pega: les excepcions llançades dins dels handlers poden ser caçades pels catchs subseqüents

- la funció catches posposa el tractament de les excepcions produïdes dins els handlers.

```
-- excepcions del Haskell2010, basades en un tipus existencial SomeException amb components que implementen la classe Exception

{-# LANGUAGE DeriveDataTypeable #-}
 
-- per poder derivar Typeable

{-# LANGUAGE ScopedTypeVariables #-}

import
 
Prelude
 
hiding
 
(
catch
)
 
-- el catch del prelude està desaconsellat per què no caça les excep. del codi funcional.

{- Del codi del Prelude:

-- Non-I\/O exceptions are not caught by this variant; to catch all

-- exceptions, use 'Control.Exception.catch' from "Control.Exception".

-}

import
 
Control.Exception

import
 
Data.Typeable

type
 
ExcepcióDeLAplicació
 
=
 
Excepcio1
 
|
 
Excepcio2
 
String
 

 
deriving
 
(
Show
,
 
Typeable
)
 

instance
 
Exception
 
ExcepcióDeLAplicació
 
-- Exception requereix instàncies de Show i Typeable

-- si es tracta de caçar una excepció en una expr. funcional pura, cal forçar-ne l'avaluació com a efecte amb ''evaluate''.

-- alternativa1: les excepcions produïdes dins un handler poden ser caçades pel handler següent

f
 
=
 
acció
 
`
catch
`
 
(
\
 
(
excep
 
::
 
ArithException
)
 
->
 
tractaExcepció_Aritmètica
 
excep
)

 
`
catch
`
 
(
\
 
(
excep
 
::
 
ExcepcióDeLAplicació
)
 
->
 
tractaExcepció_DeLAplicació
 
excep
)

 
`
catch
`
 
(
\
 
(
excep
 
::
 
IOException
)
 
->
 
tractaExcepció_IO
 
excep
)
 
-- si tractaExcepció_IO en llança una altra

 
-- aquesta altra excepció serà caçada pel següent 'catch'.

 
`
catch
`
 
(
\
 
(
excep
 
::
 
SomeException
)
 
->
 
tractaExcepció_Altres
 
excep
)
 
-- 'catch' escombra, per al tipus més genèric 'SomeException'

-- alternativa2: 'catches' no captura les excepcions llançades dins els handlers.

f
 
=
 
acció
 
`
catches
`
 
[
Handler
 
(
\
 
(
excep
 
::
 
ArithException
)
 
->
 
tractaExcepció_Aritmètica
 
excep
),

 
Handler
 
(
\
 
(
excep
 
::
 
ExcepcióDeLAplicació
)
 
->
 
tractaExcepció_DeLAplicació
 
excep
)

 
Handler
 
(
\
 
(
excep
 
::
 
IOException
)
 
->
 
tractaExcepció_IO
 
excep
),

 
Handler
 
(
\
 
(
excep
 
::
 
SomeException
)
 
->
 
tractaExcepció_Altres
 
excep
)

 
]

```

Vegeu catches.
Vegeu exemple Compilador Haskell de Glasgow#Excepcions de tipus definits per l'usuari.

##### catchgeneralitzat
- el paquet exceptions[146] generalitza el context de les excepcions. Permet llançar i caçar excepcions des de mònades diferents de l'IO (aquelles que implementin MonadCatch).

```
class
 
MonadThrow
 
efecte
 
=>
 
MonadCatch
 
efecte
 
where

 
catch
 
::
 
Exception
 
ex
 
=>
 
efecte
 
a
 
->
 
(
ex
 
->
 
efecte
 
a
)
 
->
 
efecte
 
a

-- la implementació ha de complir la regla: catch (throwM ex) f ≡ f ex

```

- el paquet safe-exceptions[140] permet separar el tractament de les excepcions síncrones i asíncrones (les originades des d'altres fils d'execució) millorant la seguretat del tractament.

#### La funcióerrorassenyala la fallada del programa
Per al cas d'estats inconsistents o bé operacions no definides per als valors dels paràmetres.
La crida a la rutina error dispara una excepció genèrica ErrorCall que mostra el missatge.
```
error
 
missatge
 
-- 'error' en funcions parcials no dona cap pista de la crida culpable.

 
-- per la impressió de traces de crides, vegeu HasCallStack o bé compilació per l'ajustatge (profiling)

```

És preferible evitar-ne l'ús en funcions parcials, convertint-les en totals amb resultat opcional i analitzar-ne el resultat dins la rutina que ha fet la crida amb paràmetres il·legals.
- des de GHC 7.8.1: errorWithStackTrace amb bolcat de pìla si s'ha compilat per l'ajustatge amb profiling.

No requereix l'opció d'execució de depuració +RTS -xc però sí ghc -prof -fprof-auto Main.hs;
L'ús de la versió d'ajustatge (profiling) del RunTimeSystem requereix disposar de versions compilades amb profiling de totes les dependències.
```
import
 
GHC.Stack
 
(
errorWithStackTrace
)
 
-- des de GHC 7.8.1, obsolet des de GHC 8.0 (funcionalitat integrada a 'error')

funcióParcial
 
p1
 
p2
 

 
|
 
precondició
 
p1
 
p2
 
=
 
resultat

 
|
 
otherwise
 
=
 
errorWithStackTrace
 
"funció_tal: la precond. falla"
 
-- bolca la pila de crides si s'ha compilat amb "-prof -fprof-auto"

 
where

 
resultat
 
=
 
...

```

Això millora a partir de la versió 7.10.2 amb un nou mecanisme d'obtenció d'una pila de crides mitjançant paràmetres implícits especials inclosos al context de les crides que es pretén traçar, sense haver de recórrer al profiling.
A GHC 8.0 error incorpora la funcionalitat de errorWithStackTrace mostrant la situació de l'error. Excepte al paquet base, on les crides a error han estat reanomenades a errorWithoutStackTrace.
Fins ara era millor reconvertir les funcions parcials en funcions totals amb resultat opcional (Maybe) analitzant el resultat a la funció que fa la crida, i en cas de resultat inesperat provocar la petada,
- o bé amb encaix incomplet obtenint la posició de la petada,[152]
- o bé amb la crida err equivalent a error del paquet file-location[153] que ens permet mostrar la posició (requereix l'extensió TemplateHaskell). $(x) és un mecanisme de GHC per avaluar en temps de compilació, anomenat crida splice.

```
{-# LANGUAGE PackageImports, TemplateHaskell #-}

-- err' crida a ''error'' afegint la situació (fitxer:línia:columna) obtinguda en temps de compilació

-- la utilitzarem per assenyalar l'error "des de la funció culpable i no dins la funció parcial"

import
 
"file-location"
 
FileLocation
 
(
err'
)
 

-- funció total headMaybe equivalent a la parcial ''head''

-- evitem la crida a error de la funció parcial i la traslladem a la funció culpable (la que fa la crida)

headMaybe
 
::
 
[
a
]
 
->
 
Maybe
 
a

headMaybe
 
(
x
 
:
 
_
)
 
=
 
Just
 
x

headMaybe
 
_
 
=
 
Nothing

obtenirElCap
 
::
 
[
a
]
 
->
 
a

obtenirElCap
 
llista
 
=

 
case
 
headMaybe
 
llista
 
of

 
Just
 
cap
 
->
 
cap

 
Nothing
 
->
 
$
(
err'
)
 
"OH NO!"
 
-- $(err') s'avalua en temps de compilació ($()), capturant la posició (fitxer:línia:columna)

main
 
=
 
print
 
$
 
obtenirElCap
 
(
[]
 
::
 
[
Int
])

```

Resultat:
```
$
 
./prova
prova:
 
main:Main
 
prova.hs:14:21
 
OH
 
NO!

```

La biblioteca Safe ofereix diverses alternatives de les funcions del Prelude que poden petar.
Ara per ara, per assegurar la finalització del programa, és millor evitar les funcions parcials que criden a error i compilar amb -Wall per assegurar l'exhaustivitat dels encaixos.
Cal tenir en compte que els accessors de registres amb més d'un constructor que no siguin comuns a tots ells, també són funcions parcials.

#### Assercions, Precondicions i Postcondicions
assert avalua la condició, i si és certa retorna el segon argument i,si no, peta dient-nos on.
L'ús de l'opció d'optimització (-O ó bé -On | n>0) elimina les assercions del codi objecte.
```
assert
 
condició
 
expr
 
-- si Fals, dispara l'excepció AssertionFailed indicant nom_del_fitxer i línia

```

per exemple:
- Amb resultat opcional per evitar petades per crides a 'error'

```
import
 
Control.Exception
 
(
assert
)

funcióParcial
 
::
 
a
 
->
 
b
 
->
 
Maybe
 
c

funcióParcial
 
p1
 
p2
 

 
|
 
precondició
 
p1
 
p2
 
=
 
assert
 
(
postcondició
 
p1
 
p2
 
resultat
)
 
$
 
Just
 
resultat

 
|
 
otherwise
 
=
 
Nothing
 
-- "la precond. falla"

 
where

 
resultat
 
=
 
...

```

- Amb excepcions:

```
{-# LANGUAGE DeriveDataTypeable #-}

import
 
Control.Exception
 
(
assert
,
 
throw
,
 
evaluate
,
 
try
)

import
 
Data.Typeable

data
 
TElMeuError
 
=
 
ElMeuError
 
String
 

 
deriving
 
(
Typeable
,
 
Show
)

instance
 
Exception
 
TElMeuError
 
-- implementa la classe Exception

funcióParcial
 
::
 
a
 
->
 
b
 
->
 
c

funcióParcial
 
p1
 
p2
 

 
|
 
precondició
 
p1
 
p2
 
=
 
assert
 
(
postcondició
 
p1
 
p2
 
resultat
)
 
resultat

 
|
 
otherwise
 
=
 
throw
 
$
 
ElMeuError
 
"funcióParcial: la precond. falla"

 
where

 
resultat
 
=
 
...

main
 
=
 
do

 
-- 'evaluate' força l'avaluació d'una computació funcional pura llançadora d'excepcions

 
-- 'try' captura el resultat o l'excepció en un Either

 
eitherResultat
 
<-
 
try
 
(
evaluate
 
(
funcióParcial
 
p1
 
p2
))
 
::
 
IO
 
(
Either
 
TElMeuError
 
String
)
 

 
case
 
eitherResultat
 
of

 
Right
 
resultat
 
->
 
putStrLn
 
$
 
"Correcte: "
 
++
 
show
 
resultat

 
Left
 
(
ElMeuError
 
msg
)
 
->
 
putStrLn
 
$
 
"ElMeuError: "
 
++
 
msg

```

##### obtenció del punt de crida origen de la violació de la precondició
1. Amb paràmetre implícit especial de tipus CallStack
Vegeu ref. (Des de GHC 7.10.2) La seva obtenció reflecteix la pila d'aquelles crides on explícitament aparegui l'implícit de tipus CallStack com a restricció de context, amb el mateix nom de variable.
Des de GHC 8.0 vindrà definit un sinònim de restricció HasCallStack que evitarà la necessitat de l'extensió de sintaxi ImplicitParams.
```
type
 
HasCallStack
 
=
 
(
?
callStack
 
::
 
CallStack
)
 
::
 
Constraint
 
-- especifica Constraint com a 'kind' (tipus del tipus)

```

Exemple:
```
{-# LANGUAGE CPP #-}
 
-- a les directives CPP els comentaris segueixen la sintaxi del C: /* comentari */

#
if
 
MIN_VERSION_base
(
4
,
9
,
0
)
 
/*
 
GHC
 
>=
 
8.0
 
*/

import
 
Control.Exception
 
(
assert
)

import
 
GHC.Stack
 
(
HasCallStack
)

funcióParcial
 
::
 
HasCallStack
 
=>
 
a
 
->
 
b
 
->
 
c

funcióParcial
 
p1
 
p2
 

 
|
 
precondició
 
p1
 
p2
 
=
 
{- cas definit -}
 
assert
 
(
postcondició
 
p1
 
p2
 
resultat
)
 
resultat

 
|
 
otherwise
 
=
 
{- cas no definit -}
 
error
 
$
 

 
"funcióParcial: la precondició falla"
 
-- a GHC 8.0 hi ha bolcat automàtic del CallStack "?callStack" amb l'error

 
-- la funció 'error' antiga (anterior a GHC 8.0) ha estat reanomenada 'errorWithoutCallStack' al paquet 'base'

 
where

 
resultat
 
=
 
expressió
 
p1
 
p2

#
elif
 
MIN_VERSION_base
(
4
,
8
,
1
)
 
/*
 
GHC
 
>=
 
7.10
.
2
 
&&
 
<
 
8.0
 
*/

{-# LANGUAGE ImplicitParams #-}

import
 
Control.Exception
 
(
assert
)

import
 
GHC.Stack
 
(
CallStack
,
 
showCallStack
)
 

funcióParcial
 
::
 
(
?
loc
 
::
 
CallStack
)
 
=>
 
a
 
->
 
b
 
->
 
c

funcióParcial
 
p1
 
p2
 

 
|
 
precondició
 
p1
 
p2
 
=
 
{- cas definit -}
 
assert
 
(
postcondició
 
p1
 
p2
 
resultat
)
 
resultat

 
|
 
otherwise
 
=
 
{- cas no definit -}
 
error
 
$
 

 
"funcióParcial: la precondició falla; cridat des de : 
\n
"
 
++
 
showCallStack
 
?
loc

 
where

 
resultat
 
=
 
expressió
 
p1
 
p2

#
endif

```

2. Alternativa. Bolcar la pila de crides simulada, havent compilat amb la variant d'ajustatge del RunTimeSystem. (profiling)
La comprovació de la precondició dins la rutina no ens informarà de la rutina origen del problema, excepte si habilitem la simulació de pila de crides de l'ajustatge (compilant amb -prof i executant amb +RTS -xc). Vegeu Depuració. El problema de la manca d'informació de situació en les petades

#### No finalització - Símbol ⊥ (Bottom)
Valor intern que atura el programa prematurament indicant "No finalització del programa", especialment com a opció de fons en un case, en cas que no encaixi cap de les opcions o bé un bucle sens fi. El tipus de ⊥ és arbitrari.
```
Prelude
>
 
:
type
 
error
 
"abc"

error
 
"abc"
 
::
 
t
 
-- el tipus de "no finalització" és arbitrari.

```

En anglès bottom com a verb vol dir "tocar fons". En català es podria anomenar "fondeig" (fondejar: immobilitzar una barca, ancorant-la al fons).

##### Implementació pendent -Undefined
undefined és un valor de fondeig (⊥: atura el programa) per poder explicitar el tipus d'una funció pendent d'implementar i poder així passar la compilació. Crida a la funció error.
```
-- ''undefined'' en una definició, explicita implementació pendent

 
<
identificador
>
 
<
patrons
>
 
=
 
undefined
 
::
 
<
tipus
>

```

### Canvis d'estat - Variables
Haskell permet crear objectes mudables, que poden canviar d'estat mitjançant operacions sempre dins d'una mònada (sinó l'ordre i, per tant, el resultat, no estarien garantits).
La mònada IO caracteritza l'estat global de l'aplicació amb objectes amb cicle de vida no acotat. Les variables mudables globals són les IORef's.
La mònada ST caracteritza l'estat local d'una computació puntual, permetent encapsular actualitzacions in situ (destructives) dins de codi funcional pur. Les variables mudables locals són les STRef's i el seu cicle de vida queda limitat a l'àmbit de l'efecte ST.
Caldrà distingir el tipus de la mònada especificant el tipus resultant de l'expressió o bloc do.
La sincronització d'accés a variables des de diferents fils d'execució (detallat a Haskell concurrent) es pot obtenir:
- amb sincronització per baldes (ang:locks) amb variables MVar's (ang:mutable variable o més precisament mailbox variable).
- amb les transaccions en memòria (similars a les de bases de dades). La mònada STM (inicials de Software Transactional Memory) modela el funcionament i validació de les transaccions. Les variables transaccionals són les TVar (immutables) i TMVar (mudables).

| tipus   | mònada | generadors                                                         | mòdul                        | descripció |
| ------- | ------ | ------------------------------------------------------------------ | ---------------------------- | --- |
| IORef a | IO     | newIORef x                                                         | Data.IORef                   | vars. globals no sincronitzades, cicle de vida no acotat                                                                                             |
| STRef a | ST     | newSTRef x                                                         | Data.STRef                   | vars. per a canvis d'estat encapsulables, cicle de vida lligat a l'àmbit de ST                                                                       |
| MVar a  | IO     | newMVar x -- var buida per a un tipus T newEmptyMVar:: IO (MVar T) | Control.Concurrent.MVar      | bústia de comunicació d'un sol element emprada com a variable sincronitzada amb Monitor (concurrència) també es pot fer servir com a semàfor binari. |
| TVar a  | STM IO | newTVar x -- encapsulable newTVarIO x -- global                    | Control.Concurrent.STM.TVar  | posicions de memòria compartida suporten transaccions de memòria atòmiques                                                                           |
| TMVar a | STM IO | newTMVar x -- encapsulable newTMVarIO x -- global                  | Control.Concurrent.STM.TMVar | MVar protegida per transaccions de memòria |

#### Variables d'estat global no sincronitzades IORef
Les referències IORef, equivalents de les ref del ML Estàndard, permeten modificar l'estat global caracteritzat com a efecte IO.
No és convenient utilitzar una mateixa IORef en diferents fils d'execució. Protegir-ne més d'una mitjançant atomicModifyIORef està desaconsellat (les MVar hi són més indicades).
```
 
import
 
Data.IORef
 
(
IORef
,
 
newIORef
,
 
readIORef
,
 
writeIORef
,
 
modifyIORef
)

 
import
 
qualified
 
Control.Monad
 
as
 
Monad

 
import
 
System.IO
 
(
stdout
,
 
hFlush
)

 
tornem_hi
 
::
 
IORef
 
Bool
 
->
 
IO
 
()

 
tornem_hi
 
ref_estat
 
=
 
do

 
x
 
<-
 
readIORef
 
ref_estat
 
-- llegeix variable ref_estat

 
writeIORef
 
ref_estat
 
$
 
not
 
x
 
-- escriu

 
-- modifyIORef ref_estat (not) -- alternativa: modifica la ref. amb la funció

 
putStrLn
 
$
 

 
if
 
x
 
then
 
"Blanc"
 
else
 
"Negre"

 
putStr
 
"Premeu intro:"

 
hFlush
 
stdout

 
getLine
 
-- espera tecleig Intro i ignora el resultat del getLine

 
-- sense variable (v <- getline),

 
-- el bloc do compon les línies amb (>>) en lloc de (>>=)

 
return
 
()

 
main
 
=
 
do

 
ref_estat
 
<-
 
newIORef
 
False
 
-- crea variable del tipus del valor inicial

 
-- i n'obté la referència

 
Monad
.
forever
 
$
 
tornem_hi
 
ref_estat
 
-- repeteix seqüencialment

```

#### Variables d'àmbit local STRef per l'encapsulament d'efectes col·laterals
La mònada ST (abbrev. de State) encapsula canvis d'estat dins de codi funcional pur i permet fer computacions amb actualitzacions in situ (destructives) mitjançant referències STRef a objectes de cicle de vida restringit a l'àmbit i avaluació de l'efecte.

##### en memòria local
- Els efectes locals produïts en un fil d'execució (ST s tipusDelResultat), venen parametritzats amb una variable s (l'espai d'avaluació de l'efecte), que es deixa lliure per indicar l'espai propi del fil d'execució.
- la funció runST avalua un efecte local i n'extreu el resultat.

```
 
import
 
Control.Monad.ST
 
(
ST
,
 
runST
,
 
stToIO
)

 
import
 
Data.STRef
 
(
STRef
,
 
newSTRef
,
 
readSTRef
,
 
writeSTRef
,
 
modifySTRef
)

 
import
 
Control.Monad
 
as
 
Monad

 
-- fold_left: aplica operació binària ''f'' acumulant resultat

 
-- sobre un valor inicial i els elements d'una llista d'esq. a dreta

 
foldlST
 
::
 
(
a
 
->
 
b
 
->
 
a
)
 
->
 
a
 
->
 
[
b
]
 
->
 
ST
 
s
 
a

 
foldlST
 
f
 
acc_ini
 
xs
 
=
 
do

 
ref_acc
 
<-
 
newSTRef
 
acc_ini
 
-- Crea una variable per a l'acumulador amb el valor inicial acc_ini

 
Monad
.
forM_
 
xs
 
$
 
\
x
 
->
 
do
 
-- encadena l'aplicació a tots els x de la llista xs...

 
acc
 
<-
 
readSTRef
 
ref_acc
 
-- llegeix l'acumulador

 
writeSTRef
 
ref_acc
 
(
f
 
acc
 
x
)
 
-- aplica f a l'acumulador i a x i en desa el resultat a la variable

 
-- modifySTRef ref_acc $ (flip f) x -- alternativa, flip altera l'ordre dels paràmetres formals

 
readSTRef
 
ref_acc
 
-- finalment llegeix l'acumulat que passa a ser

 
-- el resultat de l'efecte del bloc ''do'' més extern

 
main
 
=
 
do

 
-- runST avalua foldlST en l'espai del fil actual

 
let
 
resultat
 
=
 
runST
 
$
 
foldlST
 
(
+
)
 
0
 
[
1
..
4
]

 
putStrLn
 
$
 
"total: "
 
++
 
show
 
resultat

```

##### en memòria global
- stToIO avalua un efecte local de tipus (ST s tipusDelResultat) en l'espai de memòria global, assignant RealWorld a la variable s, oferint el resultat en la mònada IO.[171]

```
 
-- implementació de foldlST igual que l'anterior

 
main
 
=
 
do

 
resultat
 
<-
 
stToIO
 
$
 
foldlST
 
(
+
)
 
0
 
[
1
..
4
]
 
-- stToIO avalua l'efecte encapsulat ST en l'espai global RealWorld

 
putStrLn
 
$
 
"total: "
 
++
 
show
 
resultat

```

#### Variables MVar per a l'accés sincronitzat
Les variables MVar ofereixen l'accés sincronitzat entre fils d'execució amb el mecanisme de les bústies de comunicació. Ampliació a Haskell concurrent

#### Mutabilitat als vectors
Vegeu vectors d'elements d'allotjament directe

### Entrada/Sortida reactiva - Els Iterats (ang:Iteratees)
L'abstracció dels Iterats aporta un altre enfocament, descomponent l'entrada/sortida en productors del corrent de dades, consumidors i transformadors.
- Els Iterats (consumidors) es descriuen com una abstracció componible per al procés incremental d'una seqüència de parts de l'entrada de dades, per l'obtenció d'un resultat. És un component reactiu. Es reacciona a l'entrada de cadascun dels elements (o bé troç de fitxer (ang:chunk)) com si fos un plegat (reducció), combinant l'element (o bé el troç de fitxer) en funció de l'estat, que s'actualitza en funció de l'entrada, i en rebre el "fi de seqüència" s'ofereix el resultat.

- L'Enumerador (productor) és l'abstracció que genera el corrent de dades per al consum dels Iterats.

- Els Enumerats (ang: Enumeratee) actuen com a consumidors i productors alhora, fent de transformadors interposats.

El procés es completa en associar un productor (l'Enumerador) amb un o més components reactius (l'Iterat amb possible interposició dels Enumerats)
Nota el sufix -ee
En anglès, donat un verb afegint-li el sufix -er tenim un nom subjecte d'una acció com ara del verb employ el substantiu Employer.
El sufix -ee obté de l'acció un subjecte passiu (persona/objecte afectats o subordinats), així el parell (Employer, Employee) es podria traduir per (Contractador, Contractat)
Així els termes tècnics {Iteratee, Enumeratee} en català serien {l'Iterat, l'Enumerat} com Refugee és {el refugiat}.
Algunes implementacions inclouen una capa de gestió de recursos (ex. el transformador de mònades ResourceT als conduits) que en ésser cridat (runResourceT), executa les accions incrementals i, en acabar, les accions d'alliberament registrades pel generador.
```
import
 
Data.Conduit

import
 
Data.Conduit.Binary
 
as
 
CB

import
 
Data.Conduit.List
 
as
 
Cl

import
 
Data.Conduit.Text
 
as
 
Ct

main
 
::
 
IO
 
()

main
 
=
 
do

 
let
 
canonada
 
=
 
CB
.
sourceFile
 
"test.txt"
 
-- productor per trossets (''Enumerador'')

 
$$
 
Ct
.
decode
 
Ct
.
utf8
 
-- transformador reactiu (''Enumerat'')

 
=$
 
Ct
.
lines
 
-- transformador reactiu (''Enumerat'')

 
=$
 
Cl
.
fold
 
(
\
x
 
_
 
->
 
x
 
+
1
)
 
(
0
::
Int
)
 
-- consumidor reactiu dels trossets (''Iterat'')

 
nombreDeLínies
 
<-
 
runResourceT
 
$
 
canonada

 
putStrLn
 
$
 
show
 
nombreDeLínies

```

### Efectefalladaen una seqüència de computacions
Els elements absorbents per l'esquerra de l'encadenament en una mònada, en produir un resultat absorbent assimilable a fallada, fan inútil l'avaluació de la computació subseqüent, perquè el resultat és el mateix valor, de manera que l'encadenament progressa només per als elements no absorbents en (>>=).
Per exemple:
- a la mònada Maybe: l'encadenament de resultats opcionals de funcions definides parcialment (f x >>= g), s'atura a la primera fallada
- a la mònada Either: l'encadenament d'avaluacions d'accions que disparen excepcions (try acció1 >>= \_ -> try acció2), s'atura al primer Left

```
-- a la mònada Maybe

Nothing
 
>>=
 
_
 
=
 
Nothing
 
-- l'encadenament no s'avalua en aquest cas

Just
 
r
 
>>=
 
f
 
=
 
f
 
r

-- a la mònada Either

Left
 
err
 
>>=
 
_
 
=
 
Left
 
err
 
-- l'encadenament no s'avalua en aquest cas

Right
 
r
 
>>=
 
f
 
=
 
f
 
r

```

Això facilita l'encadenament de computacions que poden fallar, sense haver de consultar la correcció del resultat a cada pas.
| tipus de la mònada | element absorbent en (>>=) |
| ------------------ | -------------------------- |
| Maybe a            | Nothing                    |
| Either err a       | Left err                   |
| [a]                | [ ]                        |
| classe             |                            |
| MonadPlus m        | mzero                      |

#### fallada monàdica en el codi funcional
Com acabem d'esmentar, l'element absorbent en l'encadenament en la mònada Maybe (o bé Either) evita l'avaluació de les computacions posteriors.
```
{-| fitxer total.hs

-}

{-# LANGUAGE UnicodeSyntax #-}

headMay
 
::
 
[
a
]
 
→
 
Maybe
 
a

headMay
 
(
x
 
:
 
_
)
 
=
 
return
 
x
 
-- resultat exitós, equival a (Just x)

headMay
 
[]
 
=
 
Nothing
 
-- element absorbent de la mònada Maybe: (Nothing >>= _ = Nothing)

doblar
 
::
 
Num
 
a
 
=>
 
a
 
→
 
Maybe
 
a

doblar
 
x
 
=
 
return
 
$
 
2
 
*
 
x

doblarElCap
 
::
 
Num
 
a
 
=>
 
[
a
]
 
→
 
Maybe
 
a

doblarElCap
 
llista
 
=
 
headMay
 
llista
 
>>=
 
doblar

```

prova:
```
$
 
ghci

Prelude
>
 
:
load
 
total
.
hs

[
1
 
of
 
1
]
 
Compiling
 
Main
 
(
total
.
hs
,
 
interpreted
)

Ok
,
 
modules
 
loaded
:
 
Main
.

*
 
Main
>
 
doblarElCap
 
[]

Nothing

*
 
Main
>
 
doblarElCap
 
[
1
,
2
,
3
]

Just
 
2

```

##### un tipus específic per al subdomini de casos definits
I una funció de validació dels casos definits:
```
import
 
Control.Category
 
((
>>>
))
 
-- composició esq-dreta -- f >>> g = g. f

import
 
Data.Function
 
((
&
))
 
-- aplic. cap enrere -- (&) = flip ($) -- infixl 1 -- desde GHC 7.10.1

newtype
 
TLlistaNoBuida
 
a
 
=
 
LlistaNoBuida
 
{
 
obtenirLlista
 
::
 
[
a
]}
 
deriving
 
(
Eq
,
 
Ord
,
 
Show
)

-- Constructor: LlistaNoBuida :: [a] -> TLlistaNoBuida a

-- Inversa del constructor: obtenirLlista :: TLlistaNoBuida a -> [a]

validaLlistaNoBuida
 
::
 
[
a
]
 
->
 
Maybe
 
(
TLlistaNoBuida
 
a
)

validaLlistaNoBuida
 
xs
 
@
 
(
_
 
:
 
_
)
 
=
 
Just
 
$
 
LlistaNoBuida
 
xs

validaLlistaNoBuida
 
[]
 
=
 
Nothing

head
 
::
 
TLlistaNoBuida
 
a
 
->
 
a

head
 
=
 
obtenirLlista
 
>>>
 
Prelude
.
head
 

-----------------------------------

-- operant en la mònada Maybe:

-- un resultat Nothing (element absorbent en (>>=)) fa que l'encadenament no progressi

--

obtenirLaLlistaNoBuidaMenor
 
::
 
Ord
 
a
 
=>
 
[
a
]
 
->
 
[
a
]
 
->
 
Maybe
 
(
TLlistaNoBuida
 
a
)

obtenirLaLlistaNoBuidaMenor
 
l1
 
l2
 
=
 
do

 
nb1
 
<-
 
validaLlistaNoBuida
 
l1

 
nb2
 
<-
 
validaLlistaNoBuida
 
l2

 
if
 
nb1
 
<
 
nb2
 
then
 
return
 
nb1
 
else
 
return
 
nb2

default
 
(
Int
)
 
-- desambiguació dels literals numèrics segons seqüència de tipus

main
 
=
 
do

 
case
 
obtenirLaLlistaNoBuidaMenor
 
[
1
,
2
,
3
]
 
[
2
,
3
,
4
]
 
of

 
Just
 
llistaNoBuida
 
->
 
llistaNoBuida
 
&
 
show
 
&
 
putStrLn

 
Nothing
 
->
 
putStrLn
 
"alguna de les llistes era buida"

```

#### fallada monàdica en els efectes col·laterals - el transformadors EitherT i MaybeT
La fallada en la mònada IO per encaixos incomplets del segon operand de (>>=) (op. fail desplaçada (des de GHC 8.0) a la classe MonadFail) es produeix disparant una excepció IOError.
En el cas de la mònada ST, el comportament no està definit. La implementació per defecte crida la rutina error aturant el programa.
Per afegir-hi la funcionalitat de l'element absorbent en (>>=) cal aplicar-hi un transformador de mònades que la incorpori.
El transformador de mònades EitherT, de manera similar al MaybeT, afegeix la possibilitat d'evitar càlculs posteriors a la fallada, a una mònada, afegint-hi a més a més, informació de l'error. Aquí l'aplicarem a la mònada IO, resultant la mònada (EitherT tipError IO).
```
{-# LANGUAGE PackageImports, UnicodeSyntax #-}

import
 
"either"
 
Control.Monad.Trans.Either
 
(
EitherT
 
(
..
))

import
 
"transformers"
 
Control.Monad.Trans.Class
 
(
lift
)

import
 
Control.Category
 
((
>>>
))
 
-- g >>> f == f. g

-- el tipus EitherT, definit a Control.Monad.Trans.Either

-- newtype EitherT err mònada a = EitherT { runEitherT :: mònada (Either err a) }

-- els valors (Left err) són elements absorbents de la mònada Either en (>>=)

-- errors de l'aplicació

data
 
Err
 
=
 
ErrLectura
 
|
 
ErrForaMarges
 
Int
 
deriving
 
(
Eq
)

instance
 
Show
 
Err
 
where

 
show
 
ErrLectura
 
=
 
"error de lectura"

 
show
 
(
ErrForaMarges
 
x
)
 
=
 
"fora marges: "
 
++
 
show
 
x

-- funció total -- en comptes d'excepció retorna fallada amb l'error

llegirSencer
 
::
 
String
 
→
 
Either
 
Err
 
Int

llegirSencer
 
s
 
=
 
case
 
reads
 
s
 
of

 
[(
x
,
 
""
)]
 
→
 
return
 
x

 
_
 
→
 
Left
 
ErrLectura
 
-- element absorbent

llegeixSencerDEntrada
 
::
 
EitherT
 
Err
 
IO
 
Int

llegeixSencerDEntrada
 
=
 
do

 
s
 
<-
 
lift
 
getLine

 
EitherT
 
$
 
return
 
$
 
llegirSencer
 
s

-- apliquem encadenaments sobre el resultat de la lectura, segurs que no petarà.

comprovaMarges
 
::
 
Int
 
→
 
EitherT
 
Err
 
IO
 
Int

comprovaMarges
 
x
 
=
 
if
 
x
 
>=
 
0

 
then
 
return
 
x

 
else
 
EitherT
 
$
 
return
 
$
 
Left
 
$
 
ErrForaMarges
 
x
 
-- element absorbent

obtenirLArrelQuadrada
 
::
 
Int
 
→
 
EitherT
 
err
 
IO
 
Float

obtenirLArrelQuadrada
 
=
 
fromIntegral
 
>>>
 
sqrt
 
>>>
 
return

main
 
=
 
do

 
-- en l'encadenament (>>=) el primer resultat Left (element absorbent en (>>=)) fa que l'avaluació no progressi.

 
eiResult
 
<-
 
runEitherT
 
$
 
llegeixSencerDEntrada
 
>>=
 
comprovaMarges
 
>>=
 
obtenirLArrelQuadrada

 
case
 
eiResult
 
of

 
Right
 
v
 
→
 
putStrLn
 
$
 
"resultat: "
 
++
 
show
 
v

 
Left
 
err
 
→
 
putStrLn
 
$
 
"error: "
 
++
 
show
 
err
 
-- mostra el primer error que es produeixi

```

```
cabal
 
install
 
either
runhaskell
 
prova.hs

```

## Lents (Referències funcionals) - Consulta i manipulació de parts d'estructures complexes
Una lent és un mecanisme componible per enfocar una part d'una estructura per la consulta, o bé per la modificació de l'estructura alterant-ne el component enfocat.
També s'anomenen referències funcionals, per ésser l'equivalent funcional dels punters als components de l'Orientació a objectes.
Classes de lents:
1. lents pròpiament dites: permeten adreçar components d'un tipus producte, per exemple un tipus de registre
2. prismes: permeten adreçar components d'un tipus suma (unió discriminada), on la selecció del component pot fallar si el valor no correspon a la variant pretesa.
3. isos: permeten adreçar components sobre una transformació reversible, per exemple d'una tupla2 (a, b) transformada en (b, a)
4. travesses i plegats: permeten adreçar múltiples components per una transformació dels mateixos o bé una reducció dels valors mitjançant un plegament.

- Història de les lents.[185]
- Lents de Van Laarhoven.[186] Va ser el creador de la base teòrica de les lents actual emprada per la biblioteca "lens" de Edward Kmett.[184]
- Lents basades en Profunctors. Recentment s'ha comprovat que els profunctors descrits més amunt ofereixen una manera més planera de definir-hi les lents.[187][188][189]

Exemple amb biblioteca "lens" (lents de Van Laarhoven) a Compilador Haskell de Glasgow#Lents de Van Laarhoven -- Consulta i manipulació de parts d'estructures complexes

### Lents basades enprofunctors
- la biblioteca Mezzolens defineix les lents com una funció de transformadors: una transformació (profunctor) d'estructures en funció de la transformació d'un component.

Per fabricar una lent caldrà una funció de selecció del component enfocat i una funció de transformació de l'estructura en funció de la imatge (transformada) del component enfocat.
Són instàncies de Profunctor les funcions i les fletxes de Kleisli.
```
instance
 
Profunctor
 
(
->
)
 

instance
 
(
Functor
 
f
)
 
=>
 
Profunctor
 
(
Kleisli
 
f
)

```

Per exemple podem aplicar una lent a un profunctor funció que transformi el component, obtenint un profunctor del mateix tipus (funció) que transforma l'estructura que el conté.
La composició de lents (composició de funcions de profunctors) ens permetrà manipular components inserits profundament.
```
-- Sigui 'a' el tipus del component objectiu de l'estructura d'entrada de tipus 'ta'

-- i 'b' el tipus del component transformat, pertanyent a l'estructura de sortida de tipus 'tb'

-- type Lens ta tb a b = forall p. Strong p => p a b -> p ta tb

```

Strong és una especialitat de Profunctor. Els seus mètodes poden passar com a lents que proporcionen una transformació de l'estructura Parell mitjançant la transformació d'un component amb el profunctor d'entrada. (vegeu Mezzolens.Profunctor)
```
class
 
Profunctor
 
p
 
=>
 
Strong
 
p
 
where

 
_1
 
::
 
p
 
a
 
b
 
->
 
p
 
(
a
,
 
c
)
 
(
b
,
 
c
)
 
-- lent sobre el primer component d'un parell (tupla2)

 
_2
 
::
 
p
 
a
 
b
 
->
 
p
 
(
c
,
 
a
)
 
(
c
,
 
b
)
 
-- lent sobre el segon component

```

així, aplicant les lents precedents a una funció que transformi el component obtenim una funció sobre el parell que el conté:
```
Prelude
>
 
import
 
Mezzolens.Profunctor
 
as
 
MP

Prelude
 
MP
>:
t
 
_1
 
(
f
 
::
 
a
 
->
 
b
)
 

::
 
(
a
,
 
c
)
 
->
 
(
b
,
 
c
)

Prelude
 
MP
>:
t
 
_2
 
(
f
 
::
 
a
 
->
 
b
)
 

::
 
(
c
,
 
a
)
 
->
 
(
c
,
 
b
)

```

Generació de lents (amb "lens getter setter" de Mezzolens.Unchecked)
- el getter selecciona de l'estructura el component que interessa (ta -> a).
- el setter proporciona la transformació de l'estructura continent en funció de la imatge del component enfocat (b -> ta -> tb).
- el resultat és una lent que ofereix una transformació de les estructures ta a tb, en funció d'una transformació del component de a a b (p a b -> p ta tb).

```
-- lens :: (ta -> a) -> (b -> ta -> tb) -> Lens ta tb a b

```

Treballarem amb lents simples, que no modifiquen el tipus
```
-- type Lens' ta a = Lens ta ta a a -- lents simples

-- Les lents es poden compondre 

-- (.) :: Lens' a b -> Lens' b c -> Lens' a c

```

Exemple:
```
{-| fitxer prova-mezzo.hs -}

{-# LANGUAGE PackageImports #-}

import
 
"mezzolens"
 
Mezzolens
 
(
Lens
'
,
 
get
,
 
(
^.
),
 
set
)

import
 
"mezzolens"
 
Mezzolens.Unchecked
 
(
lens
)

import
 
Data.Function
 
((
&
))
 
-- (&): aplic. cap enrere

-- seguim la convenció del paquet "lens" de nomenar els camps amb prefix '_' i les lents corresponents sense el prefix

data
 
Arc
 
=
 
Arc
 
{
_graus
,
 
_minuts
,
 
_segons
 
::
 
Int
}
 
deriving
 
(
Show
)

data
 
Situació
 
=
 
Situació
 
{
_latitud
,
 
_longitud
 
::
 
Arc
}
 
deriving
 
(
Show
)

-- estructura a manipular

sitBcn
 
=
 
Situació
 
(
arcDeGrausDec
 
41.399423
)
 
(
arcDeGrausDec
 
2.128037
)

-- decimal a sexagesimal

arcDeGrausDec
 
::
 
Double
 
->
 
Arc

arcDeGrausDec
 
v
 
=
 
Arc
 
partSencera
 
mins
 
secs

 
where

 
-- fracció pròpia, retorna fracció negativa cas de valors negatius de Lat/Lon 

 
(
partSencera
,
 
partFracció
)
 
=
 
properFraction
 
v
 

 
(
mins
,
 
secs
)
 
=
 
truncate
 
(
partFracció
 
*
 
3600
)
 
`
quotRem
`
 
60
 
-- parteix cap a zero amb `quotRem`

-- generació de lents (amb "lens getter setter" de Mezzolens.Unchecked)

-- lens :: (ta -> a) -> (b -> ta -> tb) -> Lens ta tb a b

graus
,
 
minuts
,
 
segons
 
::
 
Lens'
 
Arc
 
Int

graus
 
=
 
lens
 
_graus
 
(
\
v
 
arc
 
->
 
arc
 
{
_graus
 
=
 
v
})

minuts
 
=
 
lens
 
_minuts
 
(
\
v
 
arc
 
->
 
arc
 
{
_minuts
 
=
 
v
})

segons
 
=
 
lens
 
_segons
 
(
\
v
 
arc
 
->
 
arc
 
{
_segons
 
=
 
v
})

latitud
 
::
 
Lens'
 
Situació
 
Arc

latitud
 
=
 
lens
 
_latitud
 
(
\
v
 
sit
 
->
 
sit
 
{
_latitud
 
=
 
v
})

-- lents compostes

lentGrausDeLatitud
,
 
lentMinutsDeLatitud
,
 
lentSegonsDeLatitud
 
::
 
Lens'
 
Situació
 
Int

lentGrausDeLatitud
 
=
 
latitud
.
 
graus

lentMinutsDeLatitud
 
=
 
latitud
.
 
minuts

lentSegonsDeLatitud
 
=
 
latitud
.
 
segons

-- llegeix (get) el component enfocat per la lent

grausLat
 
=
 
sitBcn
 
&
 
get
 
lentGrausDeLatitud

-- (^.) és una versió infix de get

-- grausLat = sitBcn ^. lentGrausDeLatitud

-- actualitza el component enfocat amb una funció:

-- (+2) és una funció (les funcions són instància de ''Profunctor'')

-- apliquem la lent sobre el valor de Profunctor (+2) sobre el domini del component i obtindrem un Profunctor del mateix tipus (una funció) que aplicarem a l'estructura continent sitBcn.

sitDosGrausMésAlNordDeBcn
 
=
 
sitBcn
 
&
 
lentGrausDeLatitud
 
(
+
2
)

-- estableix (set) el valor del component enfocat

sitBcnAmbGrausLat45
 
=
 
sitBcn
 
&
 
set
 
lentGrausDeLatitud
 
45
 
-- set lent v = lent (const v)

-- fi de fitxer

#
 
amb
 
GHCi
 
v
.
 
7.10
.
3

ghci
 

Prelude
>
 
:
l
 
prova
-
mezzo
.
hs
 
-- carrega el codi precedent

[
1
 
of
 
1
]
 
Compiling
 
Main
 
(
prova
-
mezzo
.
hs
,
 
interpreted
)

Ok
,
 
modules
 
loaded
:
 
Main
.

*
 
Main
>
 
:
t
 
lentGrausDeLatitud

lentGrausDeLatitud

 
::
 
Mezzolens
.
Profunctor
.
Strong
 
p
 
=>

 
Mezzolens
.
Optics
.
Optical
 
p
 
Situació
 
Situació
 
Int
 
Int

*
 
Main
>
 
import
 
Mezzolens
 
as
 
M

*
 
Main
 
M
>
 
:
t
 
M
.
get
 
lentGrausDeLatitud

M
.
get
 
lentGrausDeLatitud
 
::
 
Situació
 
->
 
Int

*
 
Main
 
M
>
 
:
t
 
lentGrausDeLatitud
 
(
+
2
)

lentGrausDeLatitud
 
(
+
2
)
 
::
 
Situació
 
->
 
Situació

```

#### Prisma
Un prisma és una lent per enfocar un component d'un tipus suma (pluri-constructor), que pot no ser present en un valor i, per tant, fallar.
```
-- Sigui 'a' el tipus del component objectiu de l'estructura d'entrada de tipus 'ta'

-- i 'b' el tipus del component transformat, pertanyent a l'estructura de sortida de tipus 'tb'

```

La funció de selecció, primer paràmetre del generador prism, ofereix en un tipus Either el component enfocat o bé, cas que la variant del tipus suma no sigui la desitjada, un valor del tipus de l'estructura transformada resultant que signifiqui la fallada (ta -> Either tb a).
El segon paràmetre del generador prism construeix l'estructura resultant partint de la imatge del component enfocat (b -> tb).
Exemple amb el cap en una llista.
```
-- de Mezzolens.Optics substituint l'àlies Optical

type
 
Prism
 
ta
 
tb
 
a
 
b
 
=
 
forall
 
p
.
 
Choice
 
p
 
=>
 
p
 
a
 
b
 
->
 
p
 
ta
 
tb
 

-- Choice és una especialitat de Profunctor amb lents que permeten transformar un tipus Either en funció de la transformació d'un component.

class
 
Profunctor
 
p
 
=>
 
Choice
 
p
 
where

 
_Left
 
::
 
p
 
a
 
b
 
->
 
p
 
(
Either
 
a
 
c
)
 
(
Either
 
b
 
c
)
 
-- lent sobre el component de la variant Left

 
_Right
 
::
 
p
 
a
 
b
 
->
 
p
 
(
Either
 
c
 
a
)
 
(
Either
 
c
 
b
)
 
-- lent sobre el component de la variant Right

-- de Mezzolens.Unchecked

prism
 
::
 
(
ta
 
->
 
Either
 
tb
 
a
)
 
->
 
(
b
 
->
 
tb
)
 
->
 
Prism
 
ta
 
tb
 
a
 
b

-- ^ prism match build

-- match proporciona el component amb Right o bé l'estructura resultant buida amb Left 

-- build forma una variant de l'estructura resultant multi-constructor, partint de la imatge del component

*
 
Main
>
 
import
 
Mezzolens
 
as
 
M

*
 
Main
 
M
>
 
import
 
Mezzolens.Unchecked
 
as
 
MU

*
 
Main
 
M
 
MU
>
 
:
set
 
-
XLambdaCase

-- prisma sobre el cap d'una llista

*
 
Main
 
M
 
MU
>
 
:
{
 
-- getter parcial oferint el resultat en un Either

 
let
 
headMatch
 
::
 
[
a
]
 
->
 
Either
 
[
a
]
 
a
 

 
headMatch
 
=
 
\
case
 

 
(
x
 
:
 
_
)
 
->
 
Right
 
x
 
-- resultat per a variant objectiu

 
[]
 
->
 
Left
 
[]
 
-- resultat per a variant no objectiu 

 
headBuild
 
=
 
\
x
 
->
 
[
x
]

 
let
 
_Cap
 
=
 
MU
.
prism
 
headMatch
 
headBuild

 
:
}

-- Consulta amb el prisma

*
 
Main
 
M
 
MU
>
 
[
sitBcn
]
 
^?
 
(
_Cap
.
 
lentGrausDeLatitud
)
 
-- (^?) ofereix el resultat del 'getter' parcial en un Maybe

Just
 
41

-- Actualització sobre estructura que conté la variant objectiu del prisma

*
 
Main
 
M
 
MU
>
 
[
sitBcn
]
 
&
 
(
_Cap
.
 
lentGrausDeLatitud
)
 
(
+
2
)

[
Situació
 
{
_latitud
 
=
 
Arc
 
{
_graus
 
=
 
43
,
 
_minuts
 
=
 
23
,
 
_segons
 
=
 
57
},
 
_longitud
 
=
 
Arc
 
{
_graus
 
=
 
2
,
 
_minuts
 
=
 
7
,
 
_segons
 
=
 
40
}}]

-- Actualització sobre estructura que no conté la variant objectiu 

*
 
Main
 
M
 
MU
>
 
[]
 
&
 
(
_Cap
.
 
lentGrausDeLatitud
)
 
(
+
2
)

[]

```

#### Travesses i plegats amb lents
La classe Wandering ofereix una lent per enfocar tots els elements d'un contenidor travessable.
```
class
 
(
Strong
 
p
,
 
Choice
 
p
)
 
=>
 
Wandering
 
p
 
where

 
wander
 
::
 
Traversable
 
f
 
=>
 
p
 
a
 
b
 
->
 
p
 
(
f
 
a
)
 
(
f
 
b
)

```

- el mètode wander del profunctor Wandering ofereix una lent per travessar un travessable. Caldrà compondre'l amb la lent sobre l'element.[190]

- la funció Mezzolens.gets fa servir Data.Functor.Constant.Constant com a Applicative, que ignora les funcions de composició i retorna la composició Monoidal dels elements.[191]

- toListOf obté una seqüència de resultats, a base d'elevar-los amb pure a un Applicative Monoide que cal concretar amb una restricció de tipus.[192]
- sumOf obté el plegat sobre el Monoide del newtype Sum.[192]

```
*
 
Main
>
import
 
Mezzolens
 
as
 
M

*
 
Main
 
M
>
import
 
Mezzolens.Profunctor
 
as
 
MP

-- travessa un travessable actualitzant-ne els elements

*
 
Main
 
M
 
MP
>
[
sitBcn
,
 
sitDosGrausMésAlNordDeBcn
]
 
&
 
(
MP
.
wander
.
 
lentGrausDeLatitud
)
 
(
+
3
)

[
Situació
 
{
_latitud
 
=
 
Arc
 
{
_graus
 
=
 
44
,
 
_minuts
 
=
 
23
,
 
_segons
 
=
 
57
},
 
_longitud
 
=
 
Arc
 
{
_graus
 
=
 
2
,
 
_minuts
 
=
 
7
,
 
_segons
 
=
 
40
}},
Situació
 
{
_latitud
 
=
 
Arc
 
{
_graus
 
=
 
46
,
 
_minuts
 
=
 
23
,
 
_segons
 
=
 
57
},
 
_longitud
 
=
 
Arc
 
{
_graus
 
=
 
2
,
 
_minuts
 
=
 
7
,
 
_segons
 
=
 
40
}}]

-- "toListOf" els elements del recorregut són elevats amb "pure" a un Applicative que cal concretar amb una restricció de tipus.

*
 
Main
 
M
 
MP
>
[
sitBcn
,
 
sitDosGrausMésAlNordDeBcn
]
 
&
 
M
.
toListOf
 
(
MP
.
wander
.
 
lentGrausDeLatitud
)
 
::
 
[
Int
]

[
41
,
43
]

-- (^..) és un sinònim infix de 'toListOf'

*
 
Main
 
M
 
MP
>
[
sitBcn
,
 
sitDosGrausMésAlNordDeBcn
]
 
^..
 
(
MP
.
wander
.
 
lentGrausDeLatitud
)
 
::
 
[
Int
]

[
41
,
43
]

-- "sumOf": plegat sobre el Monoide del "newtype Sum"

*
 
Main
 
M
 
MP
>
[
sitBcn
,
 
sitDosGrausMésAlNordDeBcn
]
 
&
 
M
.
sumOf
 
(
MP
.
wander
.
 
lentGrausDeLatitud
)

84

```

## Mòduls
Per compilar no cal especificar tots els mòduls a la comanda sinó només el fitxer del mòdul que conté la clàusula main.
```
ghc
 
--make
 
Main.hs

# o bé

ghc
 
--make
 
-i
 
src
 
Main.hs
 
# cas que els fonts siguin a la carpeta 'src'

```

Els mòduls a importar s'interpreten com a noms de fitxer sense l'extensió (l'extensió del fitxer pot indicar un tipus de document del qual s'obtindrà el codi Haskell mitjançant un preprocessador), els compostos per parts separades per un punt com a camí CarpetaA.CarpetaB.NomDelFitxer.
- (.hs): mòdul en codi Haskell
- (.lhs): mòdul de Haskell literari.[194]
- (.x): mòdul d'especificació de lèxic segons preprocessador Alex.[195]
- (.y): mòdul d'especificació de gramàtica segons preprocessador Happy.[196]

### encapsulament
No hi ha doble especificació (interfície / implementació) per als mòduls.
S'exporten els identificadors llistats a la clàusula module, o tots si no hi ha llista.
```
module
 
A
(

 
func1
,
 
Tipus2
,
 
Classe3
,

 
pattern
 
SinònimDePatró
,
 
-- amb l'extensió de llenguatge 'PatternSynonyms'

 
module
 
MòdulP
,
 
{- reexporta tot el que s'importa d'aquest mòdul -}

 
module
 
MòdulX
,
 
{- cas d'un àlies, reexporta tot el que s'importa dels mòduls reanomenats -}

 
module
 
A
 
{- si el nom del mòdul coincideix amb l'actual, exporta totes les declaracions locals -}

)
 
where

import
 
MòdulP
 
(
A
,
B
,
C
)
 
-- detalla elements a importar que re-exportarem citant el mòdul

-- el mateix àlies permet reexportar el contingut de diversos mòduls de cop

import
 
MòdulQ
 
as
 
MòdulX

import
 
MòdulR
 
as
 
MòdulX

import
 
MòdulS
 
as
 
MòdulX

...

```

#### distingir entre tipus i valors a l'export./import. quan hi ha coincidències
Per exportar operadors constructors de tipus i no confondre'ls amb un operador funció del mateix nom, cal prefixar-lo amb el prefix type que explicita l'espai de noms al qual pertany l'identificador que volem exportar o bé importar. Cal esmentar l'extensió de llenguatge ExplicitNamespaces o altres que la impliquin.
```
{-# LANGUAGE ExplicitNamespaces #-}

module
 
N
(
-- 'type' a l'exportació explicita l'espai de noms de l'identificador que segueix

 
f
,
 

 
type
 
(
++
)
 
-- amb 'type' exporta el constructor de tipus (++) definit tot seguit

 
-- evitant la confusió amb la funció (++) de les llistes

)
 
where
 

 
data
 
family
 
a
 
++
 
b
 
=
 
L
 
a
 
|
 
R
 
b

-- per reexportar-lo

module
 
M
(
f
,
 
type
 
(
++
))
 
where
 
...

 
import
 
N
(
f
,
 
type
 
(
++
))

```

#### accés públic als membres de classes i tipus
Per
- exportar els identificadors interns d'un tipus: constructors; noms de camp en registres.
- i facilitar l'accés públic als mètodes d'una classe,

cal esmentar-los entre parèntesis a l'exportació, o bé adjuntar l'el·lipsi (..) per indicar tots. Altrament el tipus o la classe seran opacs.
```
module
 
A
(

 
func1
,

 
Tipus2
(
..
),
 
-- tipus transparent, accés public als constructors

 
Tipus3
,
 
-- tipus opac, modificable només per les operacions del tipus

 
Tipus4
(
ConstructorPúblic_A
,
 
accessorPúblic_B
),
 
-- només publica els esmentats

 
Classe4
(
..
),
 
-- classe amb accés públic a tots els mètodes

 
UnaAltraClasse
(
mètodePúblic_A
,
 
mètodePúblic_B
),
 
-- els mètodes no publicats només son accessibles en el mòdul

)
 
where

...

```

#### Importació
```
 
import
 
MòdulA
 
-- importa-ho tot

 
import
 
MòdulA
 
(
id1
,
 
id2
,
 
id3
)
 
-- enumeració: importa només els esmentats

 
import
 
MòdulA
 
hiding
 
(
id1
,
 
id2
)
 
-- ''hiding'': tots excepte els esmentats

 
-- as B: reanomenament del mòdul

 
import
 
qualified
 
MòdulB
 
as
 
B
 
-- ''qualified'': qualificació obligatòria: B.ident

 
import
 
MòdulB
 
as
 
B
 
[
hiding
 
(
...
]
 
-- sense ''qualified'': qualificació opcional en cas de col·lisió de noms

 
import
 
MòdulA
 
as
 
B
 
(
id1
,
 
id2
)
 
-- importa els esmentats amb qualificació opcional reanomenada

```

##### Importació d'instàncies (implementacions de classes)
```
 
import
 
MòdulA
 
()
 
-- llista buida, per importar només les instàncies

```

- les instàncies visibles d'un mòdul s'exporten sempre; qualsevol importació del mòdul les importa totes.[198]

##### Importacions especificant el paquet desitjat
Cal esmentar la pragma d'ampliació de sintaxi {-# LANGUAGE PackageImports #-}
```
import
 
"nom_del_paquet"
 
Nom_del_mòdul

-- com ara:

import
 
"network"
 
Network.Socket

import
 
qualified
 
"network"
 
Network.Socket
 
as
 
NS

```

##### Evitar la importació automàtica de les funcions predefinides
Per evitar-ne la importació de només algunes:
```
import
 
Prelude
 
hiding
 
(
head
,
 
tail
,
 
init
,
 
last
)
 
-- amaga funcions parcials del 'Prelude' que poden petar (n'hi ha una colla)

```

Amb la pragma {-# LANGUAGE NoImplicitPrelude #-} amaguem tot el Prelude, i podem substituir-lo per un altre mòdul:
```
-- Per a l'exemple que substitueix l'entrada/sortida de tipus String per la de tipus Text

-- perquè els caràcters no anglosaxons ([[ASCII]]), el tipus String els mostra amb codis numèrics.

module
 
ElMeuPrelude
 
(

 
putStr
,
 
putStrLn
,
 
getLine

 
module
 
PreludeMancat
,
 
-- exporta la resta del Prelude de 'PreludeMancat'

)
 
where

import
 
Prelude
 
as
 
PreludeMancat
 
hiding
 
(
putStr
,
 
putStrLn
,
 
getLine
)
 
-- amaga la E/S amb operands String

import
 
Data.Text.IO
 
(
putStr
,
 
putStrLn
,
 
getLine
)
 
-- importa la E/S per al tipus Text

```

ús:
```
-- no importis el Prelude que ja tinc el meu.

{-# LANGUAGE NoImplicitPrelude #-}

module
 
...
 
where

import
 
ElMeuPrelude

...

```

#### espai de noms de mòdul jeràrquic
Els detalls de tractament intern que no formaran part de l'API se solen encapsular en mòduls allotjats en carpetes internes. Per accedir-hi, un nom del mòdul separat per punts ("A.B.NomDelFitxer") reflecteix el camí d'accés (A/B/NomDelFitxer), excepte l'extensió del fitxer, que indica si el font és de codi (.hs) o és un document al qual cal aplicar un preprocessador (de lèxic (.x), de gramàtica (.y), de programació literària (incrustada dins la documentació) (.lhs), o altres) per obtenir-ne el codi font.
En compilar, el senyal -i<dirs> indica a GHC la llista de directoris base de la recerca dels fonts
És corrent reanomenar els noms jeràrquics a un sobrenom curt
```
 
import
 
qualified
 
Control.Monad.ST.Strict
 
as
 
ST

```

#### mòduls amb referències mútues (mútuament recursius)
Vegeu-ho a Compilador Haskell de Glasgow#Mòduls amb referències mútues (mútuament recursius)

#### arrencada
El mòdul principal ha de dur per nom de mòdul "Main" i ha d'exportar la funció "main". Si no hi ha clàusula module es pren per defecte "module Main where", exportant tots els identificadors (útil per a proves a l'intèrpret).
Els arguments de la línia d'ordres de consola (getArgs), no inclouen el nom del programa, que s'obté amb getProgName.
Per indicar l'eixida amb codi de finalització: exitWith (ExitSuccess | ExitFailure codi_de_finalització) dispara una excepció de fi de programa.
Exemple senzill. (System.Environment no té en compte la codif. local, vegeu comentari):
```
-- per una lectura correcta (dels caràcters no anglosaxons) de la consola de comandes a Linux

-- cal esmentar "System.Environment.UTF8" del paquet utf8-string

--, en lloc de "System.Environment"

import
 
System.Environment
 
(
getProgName
,
 
getArgs
)
 
-- a Linux System.Environment.UTF8

import
 
System.Exit
 
(
exitSuccess
,
 
exitWith
,
 
ExitCode
(
..
))

import
 
Text.Printf
 
(
printf
)

main
 
=
 
do

 
args
 
<-
 
getArgs

 
nomProg
 
<-
 
getProgName

 
case
 
args
 
of

 
[]
 
->
 
do

 
printf
 
"%s: cal especificar un paràmetre.
\n
"
 
nomProg

 
exitWith
 
(
ExitFailure
 
1
)
 
-- dispara excep. de fi de programa especificant el codi de finalització.

 
(
arg
:
_
)
 
->
 
do

 
printf
 
"el primer param. és: %s
\n
"
 
arg

 
exitSuccess
 
-- equival a: exitWith ExitSuccess -- dispara excep. de fi de programa amb codi 0

```

En el llançament, a més dels paràmetres del programa, s'hi poden afegir paràmetres per al Run Time System a partir del separador +RTS tancant opcionalment amb -RTS en cas d'haver d'afegir, tot seguit, paràmetres pel programa

##### arrencada amb opcions
Vegeu-ho a GHC.

#### funcions i tipus predefinits i biblioteques bàsiques
El mòdul de funcions predefinides es coneix com a "Prelude". Vegeu Prelude estàndard. Prelude del GHC.
Les API's de les biblioteques bàsiques són aquí
Podeu consultar a quins mòduls pot pertànyer un identificador mitjançant els cercadors de l'API del Haskell Arxivat 2010-03-22 a Wayback Machine. Hayoo o bé Hoogle

#### Precisió dels tipus bàsics
Vegeu-ho a GHC#Precisió dels tipus bàsics

## Vectors

### Vectors per interfície
Vectors immutablesinterfície (classe) IArray, parametritzats pels tipus de l'índex i de l'element. Vegeu #Vectors immutables del H98
Vectors mudablesinterfície (classe) MArray, parametritzats pels tipus de l'índex i de l'element. Exemple a #Vectors mudables de dades no encapsulades
Vectors d'alt rendimental paquet vector, vectors d'índex enter amb base 0, immutables (tipus Vector) i mudables (tipus MVector), amb versions per a elements allotjats indirectament (allotjament encapsulat) o bé amb allotjament directe (qualificats Unboxed). Paquets relacionats: vector-algorithms (algorismes eficients en espai amb actualitzacions in-situ per a vectors mudables), vector-instances, vector-binary-instances (instàncies de serialització), vector-read-instances, ...
Vectors pluridimensionals (amb paral·lelisme intern)a GHC amb el paquet REPA (Regular Parallel Arrays)
Vectors de tractament paral·lel (paral·lelisme de dades DPH)interfície PArray. (cada op. conclou havent avaluat tots els elements) Només a GHC.
Vectors amb allotjament contigu, per a ésser accedits des de mòduls forans (per ex. lleng. C)interfície Storable.

#### Immutables, per implementació i allotjament dels elements
Els elements dels vectors poden estar:
- allotjats indirectament (encapsulats en memòria dinàmica, ang:boxed): representats per un punter (l'avaluació serà tardana)
- allotjats directament (no encapsulats, ang:unboxed): representats per un valor, evidentment avaluats abans d'ésser-hi assignats (avaluació estricta, el nom del tipus es diferencia incorporant la lletra 'U' de Unboxed com a xxUArray).

##### amb actualització de còpia completa
Ineficients en espai. Vegeu Array UArray
```
 
data
 
Array
 
idx
 
elem
 
-- Elements allotjats indirectament (encapsulats en memòria dinàmica, avaluació tardana)

 
data
 
UArray
 
idx
 
elem
 
-- Amb U de ''Unboxed'': elements no encapsulats, allotjats directament, avaluació estricta.

```

```
-- exemple

import
 
Data.Array.Unboxed
 
(
UArray
)
 
-- UArray: tipus amb elements 'unboxed' (no encapsulats)

import
 
Data.Array.IArray
 
(
listArray
)
 
-- IArray: interfície immutable

vec
 
::
 
UArray
 
Int
 
Float
 
-- vector de Floats amb índex de tipus Int

vec
 
=
 
listArray
 
(
0
,
2
)
 
[
0.5
,
 
1.5
,
 
2.5
]

-- (//) actualització amb una llista de parells (índex, nou_valor)

nouVec
 
=
 
vec
 
//
 
[(
indx
,
 
nou_valor
)]
 
-- còpia completa

```

##### amb actualització per aplicació de diferències.DiffArrays
- Vegeu DiffArrays.[213] s'afavoreix l'accés en temps constant a la versió més recent; els valors de referències antigues s'obtenen per aplicació de les diferències i, per tant, l'accés és més lent com més antiga sigui la variable, és a dir, més actualitzacions funcionals hagi sofert.[214]

```
import
 
Data.Array.Diff
 
(
DiffUArray
)
 
-- Amb U de Unboxed: elements no encapsulats, allotjats directament, avaluació estricta

import
 
Data.Array.IArray
 
(
listArray
)

vec
 
::
 
DiffUArray
 
Int
 
Float

vec
 
=
 
listArray
 
(
0
,
2
)
 
[
0.5
,
 
1.5
,
 
2.5
]

-- (//) actualització; l'accés al valor de ''nouVec'' serà més ràpid que al del seu antecessor ''vec''

nouVec
 
=
 
vec
 
//
 
[(
indx
,
 
nou_valor
)]

```

#### Mudables, per implementació i allotjament
- Vectors d'accés aleatori com a efecte global IO (objectes amb cicle de vida no acotat), en memòria global.[215]

```
 
data
 
IOArray
 
idx
 
elm
 
-- amb allotjament indirecte dels elements (encapsulats en memòria dinàmica, avaluació tardana).

 
data
 
IOUArray
 
idx
 
elm
 
-- amb U de Unboxed: elements no encapsulats, allotjats directament, avaluació estricta.

```

- Vectors d'accés aleatori com a efecte encapsulable ST (objectes amb vida lligada a l'àmbit de l'efecte), en memòria local (o bé global cas d'avaluació de l'efecte ST amb stToIO).[216]

```
 
data
 
STArray
 
s
 
idx
 
elm
 
-- amb allotjament indirecte dels elements (encapsulats en memòria dinàmica).

 
data
 
STUArray
 
s
 
idx
 
elm
 
-- amb U de Unboxed: elements no encapsulats, allotjats directament, avaluació estricta.

```

(El paràm. 's' correspon al param. de l'espai de l'efecte local (ST s tipResultat))
Exemples a #Vectors mudables de dades no encapsulades.

#### Vectors immutables del H98
La classe Array combinada amb la Ix (índexs), especificades en el Haskell98, implementen vectors immutables amb elements d'avaluació tardana.
```
 
-- vector d'una dimensió, s'inicialitza amb

 
-- el rang i una llista exhaustiva de parells (índex, valor)

 
import
 
Data.Array
 
-- Array al Haskell98

 
vec
 
=
 
array
 
(
menor
,
 
major
)
 
[
 
(
i
,
 
expr_valor
)
 
|
 
i
 
<-
[
 
menor
..
major
 
]]

 
element
 
=
 
vec
!
indx
 
-- (!) valor per a l'índex indx

 
-- (//) actualització amb una llista de parells (índex, nou_valor)

 
nouVec
 
=
 
vec
 
//
 
[(
indx
,
 
nou_valor
)]

 
-- vector de dues dimensions

 
w
 
=
 
array
 
((
menor_i1
,
 
menor_i2
),
 
(
major_i1
,
 
major_i2
))
 
[((
i
,
 
j
),
 
expr_valor
)
 
|

 
i
 
<-
 
[
menor_i1
..
major_i1
],
 
j
 
<-
 
[
menor_i2
..
major_i2
]]

```

##### vector amb índex de tipus enumerat
Caldrà que l'enumerat implementi la classe dels índexs Ix (A GHC: al mòdul Data.Ix)
```
class
 
Ord
 
a
 
=>
 
Ix
 
a
 
where

 
range
 
::
 
(
a
,
 
a
)
 
->
 
[
a
]
 
-- '(range (desDe, finsA))' obté la llista [desDe .. finsA]

 
index
 
::
 
(
a
,
 
a
)
 
->
 
a
 
->
 
Int
 
-- '(índex (desDe, finsA) x)' obté la distància(desDe, x)

 
inRange
 
::
 
(
a
,
 
a
)
 
->
 
a
 
->
 
Bool
 
-- '(inRange (desDe, finsA) x)' indica si (desDe <= x && x <= finsA)

 
rangeSize
 
::
 
(
a
,
 
a
)
 
->
 
Int
 
-- '(rangeSize (desDe, finsA))' obté la mida de [desDe .. finsA]

```

Exemple:
```
 
import
 
Data.Array
 
-- Array al Haskell98 

 
import
 
Data.Ix
 
-- Ix al Haskell98

 
import
 
Text.Printf

 
import
 
Data.Function
 
((
&
))
 
-- (&) = flip ($) -- infixl 1 -- desde GHC 7.10.1

 
data
 
DiaFeiner
 
=
 
Dl
 
|
 
Dm
 
|
 
Dc
 
|
 
Dj
 
|
 
Dv

 
deriving
 
(
Show
,
 
Eq
,
 
Ord
,
 
Enum
,
 
Ix
)
 
-- el compilador instancia Ix

 
encàrrecs
 
::
 
Array
 
DiaFeiner
 
Int

 
encàrrecs
 
=
 
array
 
(
Dl
,
Dv
)
 
[(
Dl
,
5
),(
Dm
,
6
),(
Dc
,
3
),(
Dj
,
7
),(
Dv
,
8
)]
 
-- rang i parells (índex, valor)

 
main
 
=
 
do

 
printf
 
"Per dimecres tinc %d encàrrecs
\n
"
 
(
encàrrecs
!
Dc
)

 
putStr
 
"De Dilluns a Divendres: "

 
range
 
(
Dl
,
Dv
)
 
&
 
map
 
(
encàrrecs
!
)
 
-- aplicació parcial de l'operació (!)

 
&
 
show

 
&
 
putStrLn

```

A part d'aquests vectors, que generen una còpia a cada actualització, n'hi ha d'altres de força més eficients. Entre aquests vegeu més avall #Vectors mudables de dades no encapsulades.

#### Vectors mudables de dades no encapsulades
Amb allotjament directe (no encapsulat) dels elements.

##### vect. mudables amb cicle de vida lligat a l'àmbit (efecte encapsulable ST)
- Per a vectors amb cicle de vida lligat a l'àmbit i tipus del vector: (STUArray s tipus_de_l'índex tipus_de_l'element). (La 'U' és per Unboxed: allotja el valor i no un punter)

el tipus de l'índex ha d'implementar la classe Ix igual que els vectors de la def. del 98.
```
import
 
Control.Monad.ST

import
 
Data.Array.ST

obtenirParell
 
::
 
ST
 
s
 
(
Int
,
 
Int
)
 
-- el param. 's' indica l'espai d'avaluació de l'efecte

obtenirParell
 
=
 
do

 
-- indiquem el tipus de ''newArray '' per indicar el tipus del vector STUArray

 
-- (si volguéssim vectors d'elements d'allotjament indirecte i avaluació tardana utilitzaríem STArray)

 
-- i perquè els literals 1,10,37, són de tipus indeterminat (vegeu secció "literals" més amunt)

 
-- i cal concretar-ne el tipus.

 
arr
 
<-
 
newArray
 
(
1
,
10
)
 
37
 
::
 
ST
 
s
 
(
STUArray
 
s
 
Int
 
Int
)
 
-- rang valorInicial i tipus

 
a
 
<-
 
readArray
 
arr
 
1

 
writeArray
 
arr
 
1
 
64

 
b
 
<-
 
readArray
 
arr
 
1

 
return
 
(
a
,
b
)

main
 
=
 
do

 
let
 
x
 
=
 
runST
 
obtenirParell
 
-- avalua l'efecte ST en l'espai del fil d'execució

 
print
 
x

```

##### vect. mudables amb cicle de vida no acotat (efecte superficial IO)
- En memòria global i tipus del vector: (IOUArray tipus_de_l'índex tipus_de_l'element)

```
import
 
Data.Array.IO

obtenirParell
 
::
 
IO
 
(
Int
,
 
Int
)

obtenirParell
 
=
 
do

 
-- indiquem el tipus de ''newArray '' per indicar el tipus del vector IOUArray

 
-- (si volguéssim vectors d'elements d'allotjament indirecte i avaluació tardana utilitzaríem IOArray)

 
arr
 
<-
 
newArray
 
(
1
,
10
)
 
37
 
::
 
IO
 
(
IOUArray
 
Int
 
Int
)
 
-- rang valorInicial i tipus

 
a
 
<-
 
readArray
 
arr
 
1

 
writeArray
 
arr
 
1
 
64

 
b
 
<-
 
readArray
 
arr
 
1

 
return
 
(
a
,
b
)

main
 
=
 
obtenirParell
 
>>=
 
print

```

## Genèrics
L'equivalent dels mòduls genèrics (paramètrics en tipus) d'altres llenguatges, es pot fer de dues maneres:
- l'antiga, afegint tots els paràmetres de tipus als paràmetres de la classe de tipus, especificant les dependències funcionals.
- la moderna, els paràmetres de tipus independents s'afegeixen als de la classe i els dependents es defineixen com a tipus associats a la classe.

### Genèrics ambdependències funcionals
Afegint les variables de tipus com a paràmetres de les classes i definint-ne les relacions amb dependències funcionals.
A les classes multiparàmetre pot ser que una part dels paràmetres vingui determinada per altres (per exemple el tipus de la col·lecció determina el tipus de l'element).
La sintaxi de les dependències funcionals és:
```
class
 
NomClasse
 
a
 
b
 
c
 
|
 
a
 
b
 
->
 
c
 
where

```

indicant que a les instàncies el grup de valors (a, b) determina el de  'c'  i n'ha d'esperar un sol valor per cada ocurrència del grup determinador. Els tipus determinats s'expressen en funció dels determinadors, i si són monomòrfics (sense variables) n'hi ha prou amb el comodí '_'.
```
-- exemple de classe multi-param. amb dependències funcionals

{-# LANGUAGE MultiParamTypeClasses, FunctionalDependencies, FlexibleInstances #-}

class
 
(
Eq
 
elt
)
 
=>
 
Conjunt
 
cjt
 
elt
 
|
 
cjt
 
->
 
elt
 
where

 
buit
 
::
 
cjt

 
afegeix
 
::
 
elt
 
->
 
cjt
 
->
 
cjt

instance
 
Eq
 
a
 
=>
 
Conjunt
 
[
a
]
 
a
 
where

 
buit
 
=
 
[]

 
afegeix
 
x
 
[]
 
=
 
[
x
]

 
afegeix
 
x
 
(
y
 
:
 
ys
)

 
|
 
x
 
==
 
y
 
=
 
y
 
:
 
ys

 
|
 
otherwise
 
=
 
y
 
:
 
afegeix
 
x
 
ys

test
 
=
 
afegeix
 
1
 
$
 
(
buit
 
::
 
[
Int
])

main
 
=
 
print
 
test

```

### Genèrics ambtipus associats
Els paràmetres de tipus dependents del tipus índex de la classe s'especifiquen en funció del mateix. Són abstractes a la definició de la signatura i concretables a les instàncies.
```
class
 
Col
·
lecció
 
t
 
where

 
type
 
Element
 
t
 
-- tipus associat com a àlies, instanciable mitjançant una expressió de tipus

 
data
 
Opcions
 
t
 
-- tipus associat estructural, instanciable mitjançant constructors

```

Exemple:
```
-- exemple de classe amb tipus associats

{-# LANGUAGE TypeFamilies, FlexibleContexts #-}

class
 
(
Eq
 
(
Element
 
t
))
 
=>
 
Conjunt
 
t
 
where

 
type
 
Element
 
t

 
buit
 
::
 
t

 
afegeix
 
::
 
Element
 
t
 
->
 
t
 
->
 
t

instance
 
Eq
 
a
 
=>
 
Conjunt
 
[
a
]
 
where

 
type
 
Element
 
[
a
]
 
=
 
a

 
buit
 
=
 
[]

 
afegeix
 
x
 
[]
 
=
 
[
x
]

 
afegeix
 
x
 
(
y
 
:
 
ys
)

 
|
 
x
 
==
 
y
 
=
 
y
 
:
 
ys

 
|
 
otherwise
 
=
 
y
 
:
 
afegeix
 
x
 
ys

prova
 
=
 
afegeix
 
1
 
$
 
(
buit
 
::
 
[
Int
])

```

- Una variant d'aquest sistema és definir els tipus associats no dins la classe sinó a nivell de mòdul, mitjançant #Famílies de tipus (clàusules type family/instance per als àlies de tipus, data family/instance per als tipus estructurals):

```
-- exemple de classe amb famílies de tipus

{-# LANGUAGE TypeFamilies, FlexibleContexts #-}

type
 
family
 
Element
 
t

type
 
instance
 
Element
 
[
a
]
 
=
 
a

class
 
(
Eq
 
(
Element
 
t
))
 
=>
 
Conjunt
 
t
 
where

 
buit
 
::
 
t

 
afegeix
 
::
 
Element
 
t
 
->
 
t
 
->
 
t

instance
 
Eq
 
a
 
=>
 
Conjunt
 
[
a
]
 
where

 
buit
 
=
 
[]

 
afegeix
 
x
 
[]
 
=
 
[
x
]

 
afegeix
 
x
 
(
y
 
:
 
ys
)

 
|
 
x
 
==
 
y
 
=
 
y
 
:
 
ys

 
|
 
otherwise
 
=
 
y
 
:
 
afegeix
 
x
 
ys

prova
 
=
 
afegeix
 
1
 
$
 
(
buit
 
::
 
[
Int
])

```

#### Correspondència amb elsfunctorsdeML
Correspondència de les classes de Haskell amb els functors de ML, en definir una signatura de conjunt i la seva implementació. Vegeu Functors a OCaml
| Haskell                                                            | ML                    | a l'exemple                                           |
| ------------------------------------------------------------------ | --------------------- | ----------------------------------------------------- |
| class                                                              | signature             | Conjunt                                               |
| instance                                                           | structure             |                                                       |
| class (amb requeriments de context)                                | signatura del functor |                                                       |
| instance paramètrica (amb requeriments de context)                 | def. del functor      | ConjuntVectorAmbIgualtat                              |
| restricció a un tipus concret del tipus d'una instance paramètrica | aplicació del functor | ConjuntVectorDeSencers (els Int implementen igualtat) |

- Amb classes i tipus associats i canviant l'agregació de llista a vector.

```
{-# LANGUAGE TypeFamilies, MultiParamTypeClasses, FlexibleInstances #-}

import
 
Data.Vector
 
as
 
Vector

import
 
Data.Function
 
((
&
))
 
-- (&) = flip ($) -- infixl 1 -- desde GHC 7.10.1

class
 
Set
 
tip_conjunt
 
where
 
-- signatura del model de Conjunt

 
type
 
Element
 
tip_conjunt
 
-- Element és funció de tipus de tipconjunt

 
buit
 
::
 
tip_conjunt

 
afegeix
 
::
 
Element
 
tip_conjunt
 
->
 
tip_conjunt
 
->
 
tip_conjunt

 
llistar
 
::
 
tip_conjunt
 
->
 
[
Element
 
tip_conjunt
]

-- functor ConjuntVectorAmbIgualtat

-- la var. del genèric és tip_elemt

-- els requeriments del tipus de la var. del genèric s'expliciten en el ''context =>''

-- i queda restringit existencialment (aquells tip_elemt tals que ''Eq tip_elemt'')

instance
 
Eq
 
tip_elemt
 
=>
 
Set
 
(
Vector
 
tip_elemt
)
 
where
 
-- la var. del genèric és tip_elemt

 
-- el tipus de la var és "aquells tip_elemt tals que Eq tip_elemt"

 
type
 
Element
 
(
Vector
 
tip_elemt
)
 
=
 
tip_elemt
 
-- obtenció de tip_elemt per encaix de tip_conjunt

 
buit
 
=
 
Vector
.
empty

 
afegeix
 
=
 
\
x
 
xs
 
->
 
Vector
.
cons
 
x
 
$
 
Vector
.
filter
 
(
/=
 
x
)
 
xs

 
llistar
 
=
 
Vector
.
toList

-- aplicació del functor al tipus ''Int'' mitjançant una restricció de tipus,

-- substituint la variable existencial ''tip_elemt'' del genèric

-- pel tipus concret Int com a subtipus (compleix els requeriments (def. d'igualtat) de ''tip_elemt'')

conj_buit
 
=
 
buit
 
::
 
Vector
 
Int
 
-- ConjuntVectorDeSencers

prova1
 
=
 
conj_buit
 
&
 
afegeix
 
2

 
&
 
afegeix
 
1

 
&
 
llistar

--------------------------------------------

-- Ampliació amb noves funcions

class
 
(
Set
 
tip_conjunt
)
 
=>
 
SetHelp
 
tip_conjunt
 
where
 
-- signatura noves funcions

 
-- Element és membre de la classe base

 
afegeixLlista
 
::
 
[
Element
 
tip_conjunt
]
 
->
 
tip_conjunt
 
->
 
tip_conjunt
 

instance
 
Eq
 
tip_elemt
 
=>
 
SetHelp
 
(
Vector
 
tip_elemt
)
 
where
 
-- estructura complementària

 
afegeixLlista
 
llista
 
conjunt
 
=
 
Vector
.
foldr
 
afegeix
 
conjunt
 
(
Vector
.
fromList
 
llista
)

prova2
 
=
 
conj_buit
 
&
 
afegeixLlista
 
[
1
,
2
]

 
&
 
llistar

```

## Temes avançats

### Monomorfisme, polimorfisme i quantificadors explícits
Vegeu ref.

#### Polimorfisme universal
El polimorfisme per defecte dels paràmetres de funcions és l'universal. El nombre de nivells de quantificació universal en una funció s'anomena ordre del tipus de la funció (ang: type rank). Vegeu Rank-N types (tipus d'ordre N).
```
{-# LANGUAGE ExplicitForAll #-}

 
-- declaracions idèntiques -- per a tot tipus ''a''

 
id
 
::
 
a
 
->
 
a
 
-- (tipus de 1r ordre)

 
id
 
::
 
forall
 
a
.
 
a
 
->
 
a
 
-- amb quantificador universal explícit. (tipus de 1r ordre)

 
-- forall explícit als paràmetres

 
foo
 
::
 
(
forall
 
a
.
 
a
 
->
 
a
)
 
->
 
(
Char
,
Bool
)
 
-- funció amb tipus de 2n ordre (ang: rank-2 type)

```

El forall explícit incorpora les variables de tipus a l'àmbit de la definició fent que les variables coincidents de les restriccions de tipus internes quedin unificades.
```
{-# LANGUAGE ScopedTypeVariables #-}

f
 
::
 
forall
 
a
.
 
[
a
]
 
->
 
[
a
]
 
-- incorpora la var. 'a' a l'àmbit de la definició

f
 
xs
 
=
 
ys
 
++
 
ys

 
where

 
ys
 
::
 
[
a
]
 
-- 'a' és el tipus del primer paràmetre de la funció

 
ys
 
=
 
reverse
 
xs

```

Vegeu també
- Rank-2 types, ($) and the Monomorphism restriction[18]
- Extensió {-# LANGUAGE NoMonomorphismRestriction #-}[227]
- Des de GHC 7.2 Monomorfisme als lligams locals (let|where), excepte que s'expliciti la generalització.[228]

### Tipus de Dades Algebraics Generalitzats (GADTs)
És un tipus de dades paramètric, definit amb la clàusula data on els constructors venen descrits dins una clàusula where, amb una entrada per constructor com si fos una funció, permetent que els constructors retornin subtipus (més específics) del tipus paramètric que es defineix.
Té aplicació en els llenguatges incrustats per a camps d'aplicació específics, anomenats DSL (Domain Specific Language). Requereix l'extensió de llenguatge 'GADTs'.
Vegeu
- El guany és el refinament de tipus en fer l'encaix de patrons.

```
{-# LANGUAGE GADTs #-}

data
 
Terme
 
a
 
where

 
Literal
 
::
 
Int
 
->
 
Terme
 
Int
 
-- retorna el subtipus (Terme Int)

 
Successor
 
::
 
Terme
 
Int
 
->
 
Terme
 
Int

 
EsZero
 
::
 
Terme
 
Int
 
->
 
Terme
 
Bool
 
-- retorna (Terme Bool)

 
SiCondició
 
::
 
Terme
 
Bool
 
->
 
Terme
 
a
 
->
 
Terme
 
a
 
->
 
Terme
 
a
 
-- retorna el tipus paramètric

 
Parell
 
::
 
Terme
 
a
 
->
 
Terme
 
b
 
->
 
Terme
 
(
a
,
b
)
 
-- retorna un parell com a paràmetre

avalua
 
::
 
Terme
 
a
 
->
 
a
 
->
 
a

avalua
 
(
Literal
 
i
)
 
j
 
=
 
i
+
j
 
-- l'operació + és permesa per què es dedueix

 
-- que ''Literal i'' és de tipus (''Terme Int'')

 
-- i per tant, en aquest encaix, ''a'' és Int

 
-- ja no caldrà declarar que el tipus de ''a''

 
-- ha d'implementar la suma: (Num a) => ...

```

### Variables d'accés no garantit (ambunsafePerformIO)
És una solució poc ortodoxa per la modificació de variables globals sense haver de passar la variable com a paràmetre, bàsicament per la modificació de preferències en temps d'execució.
De fet trenca el principi de transparència referencial de les funcions que les incorporin: constància del resultat amb les mateixes entrades, impedint l'ús de tècniques d'optimització com la memoïtzació (taules paràmetres/resultats per evitar el recàlcul).
Cal assegurar-se que la seva modificació sigui avaluada, abans de fer-ne ús, perquè el llenguatge no ho garanteix.
unsafePerformIO és la "porta del darrere" de la mònada IO.
```
{-# OPTIONS_GHC -fno-cse -fno-full-laziness #-}
 
-- recomanació de System.IO.Unsafe

import
 
System.IO.Unsafe

import
 
Data.IORef

-- variable de prova, a l'estil del llenguatge ML

{-# NOINLINE intRef #-}
 
-- recomanació de System.IO.Unsafe

intRef
 
::
 
IORef
 
Int

intRef
 
=
 
unsafePerformIO
 
$
 
newIORef
 
0

-- amp paràmetre ''unit'' () per forçar el recàlcul a cada invocació

-- evitant la memorització de les definicions sense paràmetres

{-# NOINLINE llegeix #-}

llegeix
 
::
 
()
 
->
 
Int

llegeix
 
_
 
=
 
unsafePerformIO
 
$
 
readIORef
 
intRef

```

Aquesta solució és incompatible amb la certificació Safe Haskell.
El sistema més correcte és tractar les preferències com un entorn canviant i passar-lo com a paràmetre allà on calgui, fent servir la mònada Reader o bé el transformador de mònades corresponent ReaderT.
Vegeu Compilador Haskell de Glasgow#Tractament d'un entorn canviant, amb la mònada Reader

### Classificacions dels tipus
GHC utilitza la següent nomenclatura:
UnboxedUn tipus és Unboxed (no "encapsulat en memòria dinàmica") si i només si la seva representació no és un punter.
LiftedEl tipus Lifted és el dels objectes de codi, quin resultat s'avalua per encaix, on, després de provar tots els encaixos, el valor de fons (⊥) atura el programa si els encaixos no són exhaustius o bé s'hi produeix un bucle. Es diu que el tipus del resultat dels objectes de codi incorpora aquest valor (⊥).
- Les tuples no encapsulades com a retorn (# ... #) són unlifted. Els tipus unlifted a la dreta d'una fletxa o assignació, són augmentats a Lifted implícitament.
- Només els tipus encapsulats (representats per un punter, ang:boxed) poden ser Lifted. Però hi ha tipus encapsulats Unlifted com ara ByteArray#.

DataUn tipus declarat amb la clàusula data.
AlgebraicÉs un tipus amb un o més constructors, encaixable amb un case, tant si s'ha creat amb data com amb newtype.
PrimitiuUn tipus és primitiu si no està definit mitjançant el Haskell.

### kind
Vegeu les refs.
El kind (cat:mena) és una mena de tipus per als constructors de tipus, o, dit d'altra manera, un tipus d'ordre superior.
Defineix un conjunt de tipus,
- o bé amb una màscara que descriu l'aritat del tipus, i la dels components de tipus d'ordre superior entre parèntesis (ex.: * -> (* -> *) -> *),

El Kind té dos constructors '*' i (->)
- o bé partint d'un conjunt de restriccions de context (kind Constraint).
- Afegit posteriorment, el kind '#'. '*' és el kind dels tipus Lifted (objectes de codi) mentre que '#' ho és dels tipus Unlifted (ex.:ByteArray#).[236][237]

| expressió de tipus               | kind               | comentari                                                                                |
| -------------------------------- | ------------------ | ---------------------------------------------------------------------------------------- |
| Int                              | *                  | tipus d'aritat 0 (no és funció de cap paràmetre de tipus)                                |
| Maybe                            | * -> *             | constructor de tipus que és funció d'un component (Maybe a) (funció de tipus d'aritat 1) |
| Maybe Bool                       | *                  | aplicant el constructor Maybe a un tipus, tenim un tipus d'aritat 0                      |
| (Int -> Double) -> Int -> Double | (* -> *) -> * -> * | quan un dels paràmetres és una funció, s'expressa entre parèntesis                       |

Són d'aplicació a les #Famílies de tipus, l'especificació de kind pot indicar l'aritat de la família i, en conseqüència, els paràmetres addicionals que requereixen les instàncies.
Vegeu també "GHC - Quantificació de kind explícita". Requereix extensió {-# LANGUAGE KindSignatures #-}
sort
Els Kind tenen una categoria que els classifica (tipus a nivell de kind) que s'anomena sort. Només hi ha un valor de sort que és BOX.
- Promoció de tipus: GHC facilita automàticament la promoció de tipus a Kinds i de constructors de tipus a constructors de Kind, amb l'extensió DataKinds.[239]

```
data
 
Nat
 
=
 
Zero
 
|
 
Succ
 
Nat

-- és promogut a:

Nat
 
::
 
BOX

Zero
 
::
 
Nat

Succ
 
::
 
Nat
 
->
 
Nat

```

Per indicar en una expressió que ens referim a tipus i constructors de llistes i tuples promoguts a kinds, cal prefixar-ne els identificadors amb un apòstrof.
```
{-# LANGUAGE DataKinds, PolyKinds, KindSignatures, GADTs, TypeOperators #-}

data
 
Nat
 
=
 
Zero
 
|
 
Succ
 
Nat

data
 
Vec
 
::
 
*
 
->
 
Nat
 
->
 
*
 
where

 
Nil
 
::
 
Vec
 
a
 
Zero

 
Cons
 
::
 
a
 
->
 
Vec
 
a
 
n
 
->
 
Vec
 
a
 
(
Succ
 
n
)

data
 
HList
 
::
 
[
*
]
 
->
 
*
 
where

 
HNil
 
::
 
HList
 
'[]

 
HCons
 
::
 
a
 
->
 
HList
 
t
 
->
 
HList
 
(
a
 
':
 
t
)

data
 
Tuple
 
::
 
(
*
,
*
)
 
->
 
*
 
where

 
Tuple
 
::
 
a
 
->
 
b
 
->
 
Tuple
 
'(a,b)

```

#### kindConstraint
kind que defineix el conjunt de tipus per les restriccions de context que han de complir.
Hi ha 3 menes de restriccions:
- requeriment de visibilitat d'instància de classe en el context d'ús, com a (Show a)
- paràmetres implícits, com a (?x::Int) -- cal l'extensió ImplicitParams
- requeriment d'unificació de tipus, com a (a ~ T b)[241] -- amb l'extensió TypeFamilies o GADTs

A partir de GHC 7.4, una especificació de restriccions de context adopta la categoria de kind Constraint i se li pot assignar un àlies.
```
{- LANGUAGE ConstraintKinds -}

-- (Show a, Read a) :: Constraint -- requeriment de visibilitat d'instància de classe en el context d'ús

-- (?x::Int) :: Constraint -- arguments implícits (requeriment de visibilitat de l'implícit en el punt de crida)

-- (a ~ T b) :: Constraint -- restricció d'unificació de tipus

-- els podem assignar un àlies

type
 
Textual
 
a
 
=
 
(
Show
 
a
,
 
Read
 
a
)

viaString
 
::
 
Textual
 
a
 
=>
 
a
 
->
 
a

viaString
 
=
 
read
.
 
show

--- ghci

Prelude
>
 
:
set
 
-
XExplicitForAll

Prelude
>
 
:
kind
 
forall
 
t
.
(
Show
 
t
,
 
Read
 
t
)

forall
 
t
.
(
Show
 
t
,
 
Read
 
t
)
 
::
 
Constraint

Prelude
>
 
:
set
 
-
XConstraintKinds

Prelude
>
 
type
 
Textual
 
t
 
=
 
(
Show
 
t
,
 
Read
 
t
)

Prelude
>
 
:
kind
 
forall
 
t
.
 
Textual
 
t

forall
 
t
.
 
Textual
 
t
 
::
 
Constraint

```

### Famílies de tipus
Són una generalització dels tipus associats a les classes, i permeten la definició, a nivell de mòdul, dels tipus dependents d'un altre tipus, declarat com a índex de la família, que en el cas dels tipus associats correspondria al tipus índex de la classe.
L'especificació equivalent a la signatura del tipus associat duu el qualificatiu family (com data family o bé type family) mentre que la corresponent a les instàncies duen el qualificatiu instance com es detalla tot seguit.

#### Famílies de tipus estructurals
Permeten una diversificació de l'estructura, així com les classes admeten una diversificació del comportament, en instàncies per tipus.
Designen un conjunt de tipus mitjançant un constructor de família, i una variable anomenada l'índex i, opcionalment, una especificació de #kind, l'ordre del tipus.
Vegeu ref. Requereix l'extensió de llenguatge TypeFamilies.
```
{-# LANGUAGE TypeFamilies, FlexibleInstances #-}

-- família de llistes

data
 
family
 
XList
 
t
 
-- t és l'índex de la família, de manera similar a les classes

-- instància de la família de tipus XList per al tipus Char

data
 
instance
 
XList
 
Char
 
=
 
XNil
 
|
 
XCons
 
Char
 
(
XList
 
Char
)
 
deriving
 
(
Eq
,
 
Show
)

-- instància de la família de tipus XList per al tipus () -- Unit (buit)

 
-- com que el tipus () té un únic valor (), estalviem recursos

 
-- especificant directa i únicament la llargada de la llista de ()

data
 
instance
 
XList
 
()
 
=
 
XListUnit
 
Int
 
deriving
 
(
Eq
,
 
Show
)

-- -------------- ús, requereix extensió FlexibleInstances

class
 
TéLlargada
 
t
 
where

 
llargada
 
::
 
t
 
->
 
Int

instance
 
TéLlargada
 
(
XList
 
()
)
 
where

 
llargada
 
(
XListUnit
 
len
)
 
=
 
len

instance
 
TéLlargada
 
(
XList
 
Char
)
 
where

 
llargada
 
XNil
 
=
 
0

 
llargada
 
(
XCons
 
x
 
xs
)
 
=
 
1
 
+
 
llargada
 
xs

laMevaLlistaDeBuits
 
=
 
XListUnit
 
10

main
 
=
 
print
 
$
 
llargada
 
laMevaLlistaDeBuits

```

- L'especificació de kind permet conèixer els paràmetres de tipus que cal afegir-hi:

```
-- família de diccionaris per tipus de clau

data
 
family
 
Dicc
 
k
 
::
 
*
 
->
 
*

-- el ''kind'' :: * -> * indica funció de tipus d'aritat 1,

-- o sigui que la instància requereix un altre paràmetre de tipus, el de l'element

-- instància per a claus de tipus String

data
 
instance
 
Dicc
 
String
 
e
 
=
 
DiccStringNil
 
|
 
DiccStringCons
 
(
String
,
 
e
)
 
(
Dicc
 
String
 
e
)

-- instància per a claus de tipus Unit (un únic valor de clau

 
-- i, per tant, un sol element possible)

data
 
instance
 
Dicc
 
()
 
e
 
=
 
DiccUnitNil
 
|
 
DiccUnitSimple
 
e

```

#### Famílies de sinònims de tipus (funcions de tipus)
Les famílies de tipus especificades com a àlies (clàusula type family) defineixen funcions de tipus, quines correspondències (origen -> imatge) es concreten en instàncies de la família de tipus per casos d'encaix.
Exemple:
Les col·leccions monomòrfiques (el seu tipus és d'aritat 0, kind '*') com ara Text, ByteString o bé IntSet no poden implementar la classe de tipus Functor ja que aquesta requereix que estiguin parametritzades pel tipus de l'element (kind * -> *).
Això els impedeix d'implementar les classes derivades de Functor, per ex.: Foldable (per la reducció) i Traversable (per l'avaluació seqüencial dels elements si són efectes, o de les imatges d'un mapeig amb una funció d'efectes) que en depenen.
El paquet mono-traversable hi aporta una solució basada en famílies de sinònims de tipus, que permet un tractament universal de les col·leccions, siguin o no monomòrfiques.
```
{-# LANGUAGE TypeFamilies #-}

type
 
family
 
Element
 
t
 
-- família de tipus Element de 't'

type
 
instance
 
Element
 
Text
 
=
 
Char
 
-- instància de la família Element per al tipus 'Text'

type
 
instance
 
Element
 
IntSet
 
=
 
Int

type
 
instance
 
Element
 
ByteString
 
=
 
Word8

type
 
instance
 
Element
 
[
a
]
 
=
 
a

type
 
instance
 
Element
 
(
Set
 
a
)
 
=
 
a

...

class
 
MonoFunctor
 
t
 
where

 
omap
 
::
 
(
Element
 
t
 
->
 
Element
 
t
)
 
->
 
t
 
->
 
t
 

instance
 
MonoFunctor
 
Text
 
where

 
omap
 
=
 
Text
.
map

...

-- també defineix les classes MonoFoldable i MonoTraversable

-- així com MonoFoldableEq (defineix pertinença (''elem'') com a plegat, per a contenidors amb elements amb igualtat)

--, MonoFoldableOrd (defineix màxim i mínim per a contenidors amb elements ordenables)

--, MonoFoldableMonoid (defineix concatMap per a contenidors amb elements que implementen Monoide)

-- ...

```

- Els tipus associats a les classes no són altra cosa que famílies de tipus indexades pels paràmetres de la classe dels quals depenguin

```
{-# LANGUAGE TypeFamilies #-}

class
 
Pila
 
t
 
where

 
type
 
Element
 
t
 
-- tipus associat: família de tipus indexada al param. de la classe

 
buida
 
::
 
t

 
apila
 
::
 
Element
 
t
 
->
 
t
 
->
 
t

 
ésBuida
 
::
 
t
 
->
 
Bool

 
daltIDesapila
 
::
 
t
 
->
 
Maybe
 
(
Element
 
t
,
 
t
)
 
-- resultat opcional per si la Pila era buida

-- instancia una Pila basada en llistes

instance
 
Pila
 
[
a
]
 
where

 
type
 
Element
 
[
a
]
 
=
 
a
 
-- instància de la família de tipus

 
buida
 
=
 
[]
 
-- Nil

 
apila
 
=
 
(
:
)
 
-- Cons

 
ésBuida
 
=
 
null

 
daltIDesapila
 
(
x
 
:
 
resta
)
 
=
 
Just
 
(
x
,
 
resta
)

 
daltIDesapila
 
[]
 
=
 
Nothing
 
-- evitem l'error "daltIDesapila: la llista era buida!"

```

##### Famílies de sinònims de tipus tancades
Una família de sinònims de tipus amb un conjunt tancat (no ampliable) d'instàncies es pot expressar incloent les instàncies de la família en una clàusula where.
```
type
 
family
 
F
 
a
 
where

 
F
 
Int
 
=
 
Double

 
F
 
Bool
 
=
 
Char

 
F
 
a
 
=
 
String

```

### tipus dependents de valors
Vegeu ref. Exemple a Compilador Haskell de Glasgow#Tipus dependents de valors

## Exemples

### Encapsulament estil O.O.
(Aquest enfocament ha quedat superat pel tractament d'estructures complexes amb lents (referències funcionals)).
Cercant una aproximació funcional (amb immutabilitat) a l'encapsulament de la orientació a objectes i simulació d'herència de propietats del component:
- Exemple. Els tipus d'objecte TPunt2D i TPunt3D (en terminologia Java classes (d'objectes) sense operacions), implementen (els en terminologia Java interfaces), el primer IFun2D i el segon IFun3D que requereix també IFun2D.

Un mòdul per cada tipus, encapsulant dades i operacions.
- Es pot evitar duplicar les implementacions d'alguns mètodes desacoblant-los de l'estructura, definint classes de propietats (mètodes getters/setters), i classes basades en aquestes, implementant els mètodes per defecte a la classe en un mòdul a banda, i sobreescrivint-los quan convingui a la instanciació invalidant el mètode per defecte. (ang.:overriding)

```
-- fitxer ClassesPropietats.hs -- (getters/setters)

module
 
ClassesPropietats
 
(
PropXY
(
..
),
 
PropZ
(
..
))
 
where

class
 
PropXY
 
t
 
where

 
getXY
 
::
 
t
 
->
 
(
Int
,
 
Int
)

 
setXY
 
::
 
Int
 
->
 
Int
 
->
 
t
 
->
 
t

class
 
PropZ
 
t
 
where

 
getZ
 
::
 
t
 
->
 
Int

 
setZ
 
::
 
Int
 
->
 
t
 
->
 
t

```

```
{-# LANGUAGE FlexibleInstances, UndecidableInstances #-}

-----------------------------------------------------------------------

-- Interfícies de funcionalitat

-- fitxer ClassesBasadesEnPropietats.hs 

module
 
ClassesBasadesEnPropietats
 
(
IFun2D
(
..
),
 
IFun3D
(
..
))
 
where

import
 
ClassesPropietats

-- funcionalitat 2D

class
 
(
PropXY
 
t
)
 
=>
 
IFun2D
 
t
 
where

 
desplaça2D
 
::
 
Int
 
->
 
Int
 
->
 
t
 
->
 
t

instance
 
(
PropXY
 
t
)
 
=>
 
IFun2D
 
t
 
where
 
-- instanciació genèrica (ext. UndecidableInstances)

 
desplaça2D
 
dx
 
dy
 
punt
 
=
 
setXY
 
(
x
+
dx
)
 
(
y
+
dy
)
 
punt

 
where

 
(
x
,
y
)
 
=
 
getXY
 
punt

-- funcionalitat 3D

class
 
(
IFun2D
 
t
,
 
PropZ
 
t
)
 
=>
 
IFun3D
 
t
 
where

 
desplaça3D
 
::
 
Int
 
->
 
Int
 
->
 
Int
 
->
 
t
 
->
 
t

instance
 
(
IFun2D
 
t
,
 
PropZ
 
t
)
 
=>
 
IFun3D
 
t
 
where
 
-- instanciació genèrica (ext. UndecidableInstances)

 
desplaça3D
 
dx
 
dy
 
dz
 
punt
 
=
 
setZ
 
(
z
+
dz
)
 
$
 
desplaça2D
 
dx
 
dy
 
punt

 
where

 
z
 
=
 
getZ
 
punt

```

```
-- fitxer Punt2D.hs per al tipus TPunt2D

{-# LANGUAGE NamedFieldPuns #-}
 
-- sintaxi de literals de registres simplificada

module
 
Punt2D
 
(

 
TPunt2D
,
 
-- tipus opac (no exportem els constructors)

 
nouPunt2D
,
 
-- el separador coma al final s'accepta

)
 
where

import
 
ClassesPropietats

import
 
ClassesBasadesEnPropietats

data
 
TPunt2D
 
=
 
Punt2D
 
{
 
x
,
y
 
::
Int
}
 
deriving
 
(
Eq
,
 
Show
)

-- generadors

nouPunt2D
 
::
 
Int
 
->
 
Int
 
->
 
TPunt2D

nouPunt2D
 
=
 
Punt2D
 
-- definició tàcita (estalviant arguments)

-- propietats

instance
 
PropXY
 
TPunt2D
 
where

 
getXY
 
Punt2D
 
{
x
,
y
}
 
=
 
(
x
,
 
y
)
 
-- el literal dels camps lliga amb més precedència que l'aplicació (no cal agrupar-lo amb el constructor.

 
-- {x, y} a l'encaix, equival a {x = x, y = y} per l'extensió NamedFieldPuns

 
setXY
 
x
 
y
 
punt
 
=
 
punt
 
{
 
x
,
 
y
}
 
-- {x, y} al cos equival a {x = x, y = y} per l'extensió NamedFieldPuns

```

```
-- fitxer Punt3D.hs per al tipus TPunt3D

{-# LANGUAGE NamedFieldPuns #-}
 
-- sintaxi de literals de registres simplificada

module
 
Punt3D
 
(
TPunt3D
 
{- tipus opac -}
,
 
nouPunt3D
)
 
where

import
 
ClassesPropietats

import
 
ClassesBasadesEnPropietats

data
 
TPunt3D
 
=
 
Punt3D
 
{
 
x
,
 
y
,
 
z
 
::
 
Int
}
 
deriving
 
(
Eq
,
 
Show
)

-- generador

nouPunt3D
 
::
 
Int
 
->
 
Int
 
->
 
Int
 
->
 
TPunt3D

nouPunt3D
 
=
 
Punt3D
 

-- propietats

instance
 
PropXY
 
TPunt3D
 
where

 
getXY
 
Punt3D
 
{
x
,
y
}
 
=
 
(
x
,
 
y
)

 
setXY
 
x
 
y
 
punt
 
=
 
punt
 
{
 
x
,
 
y
}
 
-- {x, y} al cos equival a {x = x, y = y} per l'extensió NamedFieldPuns

instance
 
PropZ
 
TPunt3D
 
where

 
getZ
 
Punt3D
 
{
z
}
 
=
 
z
 
-- a l'encaix {z} equival a {z = z}

 
setZ
 
z
 
punt
 
=
 
punt
 
{
z
}
 
-- {z} equival a {z = z}

```

prova:
```
-- fitxer Main.hs

module
 
Main
 
where

import
 
ClassesPropietats

import
 
ClassesBasadesEnPropietats

import
 
Punt2D

import
 
Punt3D

import
 
Data.Function
 
((
&
))
 
-- (&) = flip ($) -- infixl 1 -- desde GHC 7.10.1

p2D
 
=
 
nouPunt2D
 
1
 
2

 
&
 
setXY
 
3
 
4

 
&
 
desplaça2D
 
1
 
1

p3D
 
=
 
nouPunt3D
 
1
 
2
 
3

 
&
 
desplaça2D
 
2
 
2

 
&
 
desplaça3D
 
1
 
1
 
1

main
 
=
 
do

 
putStrLn
 
$
 
"p2D: "
 
++
 
show
 
p2D

 
putStrLn
 
$
 
"p3D: "
 
++
 
show
 
p3D

```

execució
```
runhaskell Main
```

- Amb la prevista incorporació del polimorfisme de "registres amb camps específics" com a requeriment de context, les classes basades en accessors de camps, es derivaran automàticament.[248][249]

### Col·leccions amb components heterogenis - Emulació del despatx dels mètodes virtuals de laO.O.
Vegeu ref. El #Tipus existencial dona solució al tractament de col·leccions heterogènies incorporant els elements heterogenis com a components amb quantificació existencial (requerint que instancïin les classes que aportin la operatòria requerida), sense trencar l'homogeneïtat de les col·leccions.
```
{-# LANGUAGE ExistentialQuantification #-}

module
 
Forma
 
(
TForma
(
..
),
 
CForma
(
..
))
 
where

import
 
Text.Printf

import
 
Data.Function
 
((
&
))

-- Farem una col·lecció de formes diverses que implementin CForma per obtenir-ne perímetre i àrea

class
 
CForma
 
t
 
where

 
perímetre
 
::
 
t
 
->
 
Double

 
àrea
 
::
 
t
 
->
 
Double

 
nom
 
::
 
t
 
->
 
String

-- tipus existencial (designa un cjt. de tipus amb característiques pròpies)

-- característica: incorpora un component d'aquells tipus ''t'' que implementin CForma

data
 
TForma
 
=
 
forall
 
t
.
 
CForma
 
t
 
=>
 
Forma
 
t

-- implementació del tipus existencial amb

-- despatx dels mètodes propis als mètodes del component

instance
 
CForma
 
TForma
 
where

 
perímetre
 
(
Forma
 
forma
)
 
=
 
perímetre
 
forma

 
àrea
 
(
Forma
 
forma
)
 
=
 
àrea
 
forma

 
nom
 
(
Forma
 
forma
)
 
=
 
nom
 
forma

instance
 
Show
 
TForma
 
where

 
show
 
forma
 
=
 
printf
 
format
 
(
forma
 
&
 
nom
)
 
(
forma
 
&
 
perímetre
)
 
(
forma
 
&
 
àrea
)

 
where
 
format
 
=
 
"(Forma %s: perímetre %.2f, àrea %.2f)
\n
"

```

```
module
 
Cercle
 
(
TCercle
,
 
cercleNou
)
 
where

import
 
Forma
 
(
CForma
(
..
))

type
 
TRadi
 
=
 
Double

data
 
TCercle
 
=
 
Cercle
 
TRadi
 
deriving
 
(
Eq
,
 
Show
)

cercleNou
 
::
 
TRadi
 
->
 
Maybe
 
TCercle

cercleNou
 
r

 
|
 
r
 
>
 
0
 
=
 
Just
 
(
Cercle
 
r
)

 
|
 
otherwise
 
=
 
Nothing

instance
 
CForma
 
TCercle
 
where

 
perímetre
 
(
Cercle
 
r
)
 
=
 
2
 
*
 
pi
 
*
 
r

 
àrea
 
(
Cercle
 
r
)
 
=
 
pi
 
*
 
r
 
^
 
2

 
nom
 
_
 
=
 
"Cercle"

```

```
module
 
Rectangle
 
(
TRectangle
,
 
rectangleNou
)
 
where

import
 
Forma
 
(
CForma
(
..
))

type
 
TCostat
 
=
 
Double

data
 
TRectangle
 
=
 
Rectangle
 
TCostat
 
TCostat
 
deriving
 
(
Eq
,
 
Show
)

rectangleNou
 
::
 
TCostat
 
->
 
TCostat
 
->
 
Maybe
 
TRectangle

rectangleNou
 
x
 
y

 
|
 
x
 
>
 
0
 
&&
 
y
 
>
 
0
 
=
 
Just
 
$
 
Rectangle
 
x
 
y

 
|
 
otherwise
 
=
 
Nothing

instance
 
CForma
 
TRectangle
 
where

 
perímetre
 
(
Rectangle
 
x
 
y
)
 
=
 
2
 
*
 
(
x
 
+
 
y
)

 
àrea
 
(
Rectangle
 
x
 
y
)
 
=
 
x
 
*
 
y

 
nom
 
_
 
=
 
"Rectangle"

```

```
module
 
Main
 
where

import
 
Forma
 
(
TForma
(
..
))
 

import
 
Cercle
 
(
cercleNou
)

import
 
Rectangle
 
(
rectangleNou
)

formes
 
::
 
[
Maybe
 
TForma
]

formes
 
=
 
[
fmap
 
Forma
 
(
cercleNou
 
2.4
),

 
fmap
 
Forma
 
(
rectangleNou
 
3.1
 
4.4
),

 
fmap
 
Forma
 
(
cercleNou
 
(
-
2
))]

main
 
=
 
print
 
formes

```

```
runhaskell Main.hs
```

dona la següent sortida:
[Just (Forma Cercle: perímetre 15.08, àrea 18.10)

,Just (Forma Rectangle: perímetre 15.00, àrea 13.64)

,Nothing]

### Entrada / Sortida amb descriptorregionalitzat
- Vegeu withFile (fitxers de text) / withBinaryFile (de System.IO) basat en la clàusula de gestió de recursos bracket amb tancament automàtic en cas d'excepció.

```
-- obre el fitxer, proporciona al tercer param. el 'Handle' per a l'acció i tanca el fitxer en havent acabat l'acció o en cas d'excepció.

withFile
,
 
withBinaryFile
 
::
 
FilePath
 
->
 
IOMode
 
->
 
(
Handle
 
->
 
IO
 
r
)
 
->
 
IO
 
r
 

-- per al cas de codi espars (disgregat)

openFile
,
 
openBinaryFile
 
::
 
FilePath
 
->
 
IOMode
 
->
 
IO
 
Handle
 
-- obre el fitxer i proporciona el recurs

hClose
 
::
 
Handle
 
->
 
IO
 
()
 
-- tanca el recurs

-- withFile es defineix mitjançant bracket

withFile
 
nomDelFitxer
 
mode
 
acció
 
=
 
bracket
 
(
openFile
 
nomDelFitxer
 
mode
)
 
hClose
 
acció

-- o per eta-reducció, obtenint la versió tàcita (que estalvia arguments)

withFile
 
nomDelFitxer
 
mode
 
=
 
bracket
 
(
openFile
 
nomDelFitxer
 
mode
)
 
hClose

```

Exemple:
```
 
-- Fitxer prova.hs (decodifica nombres i n'imprimeix el factorial)

 
module
 
Main
(
main
)
 
where

 
import
 
qualified
 
Control.Monad
 
as
 
Monad

 
import
 
qualified
 
Numeric

 
import
 
Control.Exception
 
(
try
)

 
import
 
Text.Printf

 
import
 
System.IO

 
import
 
System
(
getArgs
)

 
llegirSencerDecimal
 
::
 
String
 
->
 
Maybe
 
(
Int
,
 
String
)

 
llegirSencerDecimal
 
text
 
=

 
case
 
Numeric
.
readDec
 
text
 
of
 
-- retorna llista d'interpretacions sintàctiques

 
[(
n_descodificat
,
 
resta
)]
 
->
 
Just
 
(
n_descodificat
,
 
resta
)
 
-- una sola interpretació

 
[]
 
->
 
Nothing
 
-- cap ni una => no hi ha dígits

 
_
 
->
 
Nothing
 
-- diverses interpretacions => entrada ambigua

 
-- Integer: precisió arbitrària, Int: precisió s/. paraula de la màquina

 
fact
 
::
 
Int
 
->
 
Integer

 
fact
 
0
 
=
 
1

 
fact
 
n
 
|
 
n
 
>
 
0
 
=
 
fact_rf
 
1
 
n

 
where
 
fact_rf
 
::
 
Integer
 
->
 
Int
 
->
 
Integer

 
fact_rf
 
acum
 
n
 
|
 
n
 
>
 
1
 
=
 
fact_rf
 
(
acum
 
*
 
toInteger
 
n
)
 
(
n
-
1
)

 
|
 
n
 
==
 
1
 
=
 
acum

 
imprimeix_fact
 
n
 
resta_de_linia
 
=
 
do

 
printf
 
"n=%d => fact n =%d"
 
n
 
(
fact
 
n
)
 
-- escriu n, (fact n)

 
case
 
resta_de_linia
 
of

 
[]
 
->
 
putStrLn
 
""
 
-- escriu salt de línia

 
(
sep
:
_
)
 
|
 
sep
 
`
elem
`
 
","
 
->
 
putStrLn
 
" (seguit de separador)"

 
_
 
->
 
putStrLn
 
" (hi ha text enganxat al nombre)"

 
analitza_linia_i_tracta_nombre
 
::
 
Handle
 
->
 
IO
 
(
Either
 
IOError
 
()
)

 
analitza_linia_i_tracta_nombre
 
h1
 
=
 
try
 
-- retorna excepció en un tipus Either per controlar-la més tard

 
(
do

 
línia
 
<-
 
hGetLine
 
h1

 
case
 
llegirSencerDecimal
 
línia
 
of

 
Just
 
(
n
,
 
resta
)
 
->
 
imprimeix_fact
 
(
abs
 
n
)
 
resta

 
Nothing
 
->
 
putStrLn
 
"error de descodificació o nombre inexistent"

)

 
processa_linia_fitxer
::
 
Handle
 
->
 
IO
 
()

 
processa_linia_fitxer
 
h1
 
=
 
do

 
resultat
 
<-
 
analitza_linia_i_tracta_nombre
 
h1

 
case
 
resultat
 
of
 
-- controla excepció al resultat de tipus Either IOError ()

 
Left
 
excepcio
 
->
 
do

 
-- tasques de finalització

 
-- hClose h1 -- tanca fitxer (amb withFile ja no caldrà)

 
ioError
 
excepcio
 
-- dispara excepció

 
Right
 
_valor
 
->
 
return
 
()

 
processa_nom_fitxer
 
nom
 
=
 
catch

 
(
do

 
withFile
 
nom
 
ReadMode
 
$
 
\
handle
 
->

 
-- llaç fins que es dispari una excepció per fi de fitxer

 
Monad
.
forever
 
$
 
processa_linia_fitxer
 
handle

)

 
(
\
excep
 
->
 
putStrLn
 
$
 
show
 
excep

)

 
main
 
=
 
do

 
args
 
<-
 
getArgs

 
case
 
args
 
of

 
[]
 
->
 
print
 
"afegiu nom_del_fitxer
\n
"

 
-- mapM_ mapeja seqüencialment la funció efecte als arguments, descartant resultats

 
_
 
->
 
Monad
.
mapM_
 
processa_nom_fitxer
 
args

 
-- fi de prova.hs

```

```
-- fitxer nums.txt
0
1ABC
2,
10
15—fi de nums.txt
```

```
runhaskell prova.hs nums.txt
```

produeix la sortida següent:
```
n=0 => fact n =1
n=1 => fact n =1 (hi ha text enganxat al nombre)
n=2 => fact n =2 (seguit de separador)
n=10 => fact n =3628800
n=15 => fact n =1307674368000
nums.txt: hGetLine: end of file
```

### Expressions regulars
Vegeu-ho a Compilador Haskell de Glasgow#Expressions regulars

### Lents de Van Laarhoven -- consulta i manipulació de parts d'estructures complexes
Vegeu-ho a GHC

### Exemples de Fletxes (seqüenciació d'efectes basada en l'encadenament de funcions amb efectes)

#### Ent./Sort. amb fletxes de Kleisli (mònades elevades a fletxes)
Vegeu exemple a Fletxa (programació funcional)#Ent./Sort. amb fletxes de Kleisli (mònades elevades a fletxes)

#### Extreure informació d'un document XML
Vegeu exemple a Fletxa (programació funcional)

### Plantilles per a expressions, patrons, tipus i declaracions
Vegeu Compilador Haskell de Glasgow#Quasi-Quotations (Plantilles)

### Concurrència

#### Concurrència simple amb MVars - Productor-consumidor
Vegeu-ho a Haskell concurrent

#### Canals amb cues d'entrada (Chan) - Client-servidor
Vegeu exemple a Haskell concurrent

#### Concurrència condicionada amb variables transaccionals (TVar) - Mònada STM (transaccions de memòria per programari)
Vegeu exemple a Haskell concurrent

### Paral·lelisme
Vegeu Compilador Haskell de Glasgow#Paral·lelisme de tasques - Compilació per a processadors multicor

#### Paral·lelisme de tasques - Compilació per a processadors multicor
Només a GHC. Vegeu Compilador Haskell de Glasgow#Paral·lelisme de tasques - Compilació per a processadors multicor.

#### AmbEstratègies
Vegeu: Estratègies i també Reducció en paral·lel mitjançant estratègies

#### Amb la mònada Par
Vegeu Haskell concurrent#Futuribles -- Encadenament de càlculs asíncrons - la mònada Par

#### Paralel·lisme d'accions IO - Elfunctor aplicatiuConcurrently
Vegeu Haskell concurrent#Operacions d'Entrada/Sortida asíncrones i simultànies

#### Amb paral·lelisme de dades DPH
Vegeu QuickSort amb Data Parallel Haskell

#### Ús de les instruccionsSIMDsobre dades vectoritzades
Vegeu SIMD - Single Instruction, Multiple Data

#### Paral·lelisme a GPUs (GPGPU) o equivalent (viaOpenCL) sobre CPUs multicor
Vegeu Paral·lelisme GPGPU

## Relacionat
- Haskell concurrent
- Mònada (programació funcional)
- Fletxa (programació funcional)
- Compilador Haskell de Glasgow